# 2017年のテレビ (日本)
2017年のテレビでは、2017年の日本のテレビ分野の動向についてまとめる。

## テレビ番組関係の出来事
（特に断りのない限り、視聴率はビデオリサーチ調べ、関東地区・世帯・リアルタイム。）

### 1月
- 1日 - 【バラエティ・演芸】フジテレビ系の正月恒例の演芸特番『初詣!爆笑ヒットパレード』が1968年の初放送から数えて50回目になるのを記念して、例年のデイタイム枠に加えゴールデンタイムにもスペシャルを放送。『祝50周年記念!初詣!!爆笑ヒットパレード2017』（第1部（7:00-9:52）、第2部（12:00-13:50、ローカルセールス枠）・第3部（13:50-15:30））と、ゴールデン枠の『爆笑ヒットパレード!祝50周年 これを見れば日本の演芸すべてわかる。今日しか見られない!? 超貴重!映像大解禁&伝説芸大集合SP!!』（18:00-21:00）からなる4部構成で、総合司会はナインティナイン（岡村隆史・矢部浩之）が務めた[1]。
- 2日
  - 【バラエティ】日本テレビ系『ぐるぐるナインティナイン』の新春特番『新春ぐるナイ!ゴチ新メンバー超大物2名発表SP!』を放送。同番組の人気企画「グルメチキンレース・ゴチになります!」パート18より参戦する新メンバーとして、女性お笑い芸人の渡辺直美（よしもと所属）、俳優の大杉漣の両名が発表された。なお大杉はパート19途中の翌2018年2月に急逝（66歳没）するまで1年2か月にわたって出演した。
  - 【トーク・バラエティ】関西テレビ制作・フジテレビ系で明石家さんま司会の新春恒例トーク特番『新春大売り出し!さんまのまんま』[注 1] が放送され、ロックバンド・ウルフルズが番組のために書き下ろしたエンディングテーマ曲「なんでなん」がこの回で初OAされた[注 2]。
  - 【紀行・バラエティ】テレビ東京系『土曜スペシャル』の人気シリーズ『ローカル路線バス乗り継ぎの旅』の新春特番（第25弾「福島・会津若松〜秋田・由利本荘」編）を放送。この回は初代旅人を務めた太川陽介（俳優・歌手）と蛭子能収（漫画家・タレント）のコンビの最終回[3] となった。結果は失敗に終わったものの、通算成績17勝8敗という記録を樹立し幕[4]。なお、その後も太川と蛭子は同枠シリーズの『いい旅・夢気分スペシャル』で共演している[5]。
- 3日 -【トーク・バラエティ】TBS系のトークバラエティ番組『好きか嫌いか言う時間』がこの週から枠移動。枠移動後初回に限り、新春編成のため、火曜21:00 - 23:25に臨時枠移動の上『新春SP』として放送されたが、枠移動後2回目からは通常通り月曜放送となるも、20:57 - 22:54の2時間SPとして放送された後、枠移動後3回目（23日）から通常時は毎週月曜日21:53 - 22:54に繰り下げて放送されていた（9月4日終了）。
- 4日
  - 【情報・視聴率】日本テレビ系の朝の情報番組『ZIP!』の2016年の年間[6] 平均視聴率が民放の同時間帯トップの9.0%（関東地区・世帯・リアルタイム）を記録したことがこの日わかった。同番組の民放同時間帯首位は2011年4月の番組開始以来初[7]。また、TBS系『ひるおび!』も『午後』（11:55 - 13:55）および『「午前」（11:00 - 11:55）と「午後」の加重平均』において、2016年の年間[6] 平均視聴率が民放の同時間帯トップの6.9%および6.0%（同）を記録[8][9]、さらに、フジテレビ系『情報プレゼンター とくダネ!』も2016年の年間[6] 平均視聴率が民放の同時間帯トップの7.8%（同）を記録。前年比0.4ポイント減となったものの、3年連続首位をキープした[10]。
  - 【情報】テレビ朝日系『グッド!モーニング』にこの日より「池上彰のニュース大辞典」コーナーレギュラーとして現役女子大学生の福田成美が登場[11]。
  - 【報道】BS日テレの報道番組『深層NEWS』がこの日よりリニューアル。メインキャスターに近野宏明（日本テレビ報道記者）、サブキャスターに阿部優貴子（月〜木曜担当、セント・フォース、元CBCテレビアナウンサー）と滝菜月（金曜担当、日本テレビアナウンサー）を新たに起用[12]。
- 5日
  - 【教養・バラエティ】NHK総合『所さん!大変ですよ』のアシスタントが、前年限りで産前産後休業の為に降板した久保田祐佳（NHKアナウンサー）から片山千恵子（同）に交代[13]。なお、片山も6月15日放送で産休に入ったため、6月22日放送より黒崎めぐみ（同）に交代した[14]。
  - 【スポーツ・公営競技】テレビ東京系『ウイニング競馬』、「中山金杯」が開催されたこの日の放送よりフリーアナウンサーの柴田阿弥（セント・フォース所属）が新たな司会者に就任[15]。
  - 【情報】フジテレビ系『直撃LIVE グッディ!』が新年最初の放送となったこの日、前年12月から舞台出演のため休演していたMCの高橋克実（俳優）が復帰。
- 6日・27日 -【改編】フジテレビ系にてこの日から金曜日ゴールデン・プライム帯の改編を順次実施。通常編成時には『ダウンタウンなう』・『ユアタイム クイック・あしたの天気』[注 3]・『金曜プレミアム』の放送順を入れ替える。『金プレ』は19:57 - 21:49（枠移動後初回は19:00 - 22:52の4時間枠で『爆笑そっくりものまね紅白歌合戦スペシャル』を放送。枠移動後第2回は21:00 - 23:22に63分繰り下げ・30分拡大で放送。枠移動後第3回は22:52までの63分後拡大で放送）に、『ユアタイム〜』は21:49 - 21:55に、『〜なう』は21:55 - 22:52（118分繰り下げ）に、それぞれ枠移動[16]。
- 7日
  - 【トーク・バラエティ・食】TBS系土曜23時台後半（23:30 - 翌0:00）枠、前年12月24日に終了した料理バラエティ番組『新チューボーですよ!』の後番組として、前番組から引き続きサントリー一社提供によるグルメトークバラエティ番組『人生最高レストラン』をこの日から放送開始。初代MCは徳井義実（チュートリアル）と笹川友里（TBSアナウンサー）[17][18]（2021年現在も継続中）。その後司会は加藤浩次(2代目)と宇賀神メグアナ(2代目)に交代。
  - 【スポーツ・公営競技】日本BS放送（BSイレブン）の『BSイレブン競馬中継』がこの日よりリニューアル。土曜中継は司会：高見侑里（フリーアナウンサー）、アシスタント：高田秋（ファッションモデル）の2人体制で、日本の競馬中継史上初となる“UMAJO”司会進行となった。日曜中継は司会：東幹久（俳優）、アシスタント：宮島咲良（フリーアナウンサー）のコンビが担当[19]。
- 8日
  - 【スポーツ】テレビ朝日の日曜6:30 - 7:00枠に、2016年12月25日未明（24日深夜）まで日曜未明（土曜深夜）に放送されていたスポーツ情報番組『TOKYO応援宣言』が、同日早朝に終了した『スポーツサンデー』と統合する形でこの日から同枠に移動。これに伴い、『TOKYO - 』が放送されていた枠は、同日未明（1月7日深夜）から『ANN NEWS&SPORTS』の「土曜版」が放送を再開（ - 4月16日終了）。
  - 【スポーツ】フジテレビ系競馬情報バラエティ枠（日曜1:15 - 1:45〈土曜深夜〉）の新番組として『馬好王国〜UmazuKingdom〜』を放送開始（初回は10分押し〈1:25 - 1:55〉）。メインMCはDAIGO（BREAKERZボーカル・タレント）が務め、前番組『うまズキッ!』から小嶋陽菜（AKB48、当時）と白石麻衣（乃木坂46）が引き続きレギュラー出演[20]（ - 2023年10月1日（9月30日深夜））。
  - 【報道】BS朝日の報道番組『いま世界は』のサブキャスターが、この日の放送から前年までの宇佐美佑果（テレビ朝日アナウンサー）から青山愛（同）に交代[21]（9月24日終了）。
- 8日〜3月12日 -【アニメ】 フジテレビ系日曜18時枠の長寿アニメ『ちびまる子ちゃん』が原作漫画（さくらももこ作）の連載30周年を記念し、10週に亘り「連載30周年記念!さくらももこ脚本まつり」と題し、さくら自ら脚本を手掛けたエピソードを放送した[22]。
- 9日
  - 【ドキュメンタリー・人物】日本テレビ系で同日放送された、歌舞伎俳優の十一代目市川海老蔵に密着したドキュメンタリー特番『市川海老蔵に、ござりまする。』において、予てから乳癌を患い闘病中の小林麻央（海老蔵の妻、フリーアナウンサー・タレント）がインタビュー出演し、「この試練を乗り越えられたら、病気をする前よりも（夫・海老蔵の）良いパートナーになれるんじゃないかな」と、闘病についての心境を語った。小林がテレビ出演するのは闘病生活に入って以降初となった[23][注 4]（小林は5か月後の6月23日に死去）。また、平均視聴率は17.1%（関東地区・世帯・リアルタイム）を記録した[24]。
  - 【バラエティ・特番】TBS系のゲームバラエティ『関口宏の東京フレンドパークII』（1994年 - 2011年）がレギュラー放送終了から6年ぶりに特番『関口宏の東京フレンドパーク ドラマ大集合SP!!』として復活。その記念すべき第1弾として『関口宏の東京フレンドパーク2017新春ドラマ大集合SP!!』（19:00 - 20:54）をこの日放送。また7月3日には第2弾となる『関口宏の東京フレンドパーク2017 7月ドラマ大集合SP!!』（19:00 - 21:50）を放送。なお、これにより『TFP』は冬・夏の年2回放送となり、TBSにおいては春・秋改編期恒例の『オールスター感謝祭』と並ぶ年2回の名物特番となる[25]。司会は関口宏と渡辺正行。
- 10日〜24日 - 【情報】日本テレビ系『ZIP!』の火曜パーソナリティは、EXILEのMAKIDAIが前年末の交通事故により入院中だったため、同日の放送より3週に亘りピンチヒッターを立てて対応した（10日：EXILE・TAKAHIRO[26]、17日：EXILE兼三代目 J Soul Brothers・NAOTO、24日：三代目 J Soul Brothers・山下健二郎(山下は18年4月3日に2代目火曜パーソナリティーに就任。)）。
- 10日 -【情報・近畿広域圏】読売テレビ『朝生ワイド す・またん!』（関西ローカル）は、前年末まで火曜司会を務めた中谷しのぶ（同局アナウンサー）が番組を離任したことに伴い、月・金曜担当の諸國沙代子がこの日より中谷の後任として火曜も登板[27]。
- 11日〜3月29日 - 【アニメ】テレビ東京ほかで動物擬人化アニメ『けものフレンズ』を放送（テレビ東京は水曜(火曜深夜)1:35-2:05）、一大ブームを巻き起こす。なお、同アニメは8月14日〜29日にも月〜金曜7時30分[注 5] より同局系列6局同時ネットで再放送された[注 6]。
- 12日 -【料理】放送55年目を迎えた日本テレビ系の長寿料理番組『キユーピー3分クッキング』（一部地域を除く）のアシスタント陣に、山本紘之（同局アナウンサー）が、この日の放送から新たに加入[29]。
- 15日
  - 【トーク・バラエティ】朝日放送制作・テレビ朝日系日曜19:58 - 20:54枠では、所ジョージ（タレント）司会の『大改造!!劇的ビフォーアフター Season2』[注 7] の後番組として、所と林修（東進ハイスクール講師）の司会により、2016年11月8日に特番で放送されたトークバラエティ番組『人生で大事なことは○○から学んだ』をレギュラー化、この日から放送開始（初回は18:57からの2時間SPとして放送）[30]（ - 9月10日）。
  - 【バラエティ・ドキュメンタリー・生物】テレビ東京系「日曜ビッグバラエティ」枠にてこの日、貯水池の水を抜いて有害生物を駆除し生態系保護を目指すドキュメントバラエティ特番『緊急SOS!危険生物から日本を守れ!池の水を全部抜いて全滅大作戦』を放送。メインは田村淳（ロンドンブーツ1号2号）と田中直樹（ココリコ）が担当。以降も同枠にて不定期特番として放送され、2021年現在も月1回ペースで継続中の『緊急SOS!池の水ぜんぶ抜く大作戦』シリーズへとつながっていく。
  - 【情報・北海道】2016年1月の不倫報道以降、レギュラー番組を降板・休演したタレント・歌手のベッキーが北海道文化放送（uhb、フジテレビ系）でこの日から放送開始の、千原ジュニア司会の生活情報番組『北海道からはじ○TV』（毎週日曜13:00 - 13:55）（北海道ローカル）で1年ぶりに地上波のレギュラーに復帰[31]。なお、初回の平均視聴率は7.0%（札幌地区・世帯・リアルタイム）を記録[32]。
- 16日
  - 【情報】CBC制作・TBS・東北放送の情報番組『ゴゴスマ -GO GO!Smile!-』は、産前産後休業入りのため13日放送をもって退任した古川枝里子（CBCアナウンサー）[33] に代わる新アシスタントとしてこの週より中田有紀（セント・フォース）、根本美緒（三桂）、馬場典子（アミューズ）のフリーアナウンサー3名が起用され、中田が月曜+α、根本が水曜+α、馬場が金曜+αに登板する形となった[33]（古川は8月3日放送分より復帰）。
  - 【バラエティ】TBS系月曜19時枠、前年12月19日終了の『ご対面バラエティー 7時にあいましょう』の後番組として、2016年10月24日に特番として放送された[34] ドキュメントバラエティ番組『結婚したら人生劇変!○○の妻たち』をレギュラー番組に昇格、この日から放送開始。司会はみのもんたと大島美幸（森三中）、SHELLYが務める（初回は20:54までの2時間SPとして放送）。
- 20日 - 【お笑い・不祥事】同日発売の「FRIDAY」（講談社）で、お笑いタレントの狩野英孝による女子高校生に対する淫行疑惑について報じられ、その後狩野が所属するマセキ芸能社から謹慎処分を受けたことにより[35]、NHKや民放各局は狩野が出演するテレビ番組の対応に追われた。
  - NHK Eテレの学校放送番組『未来広告ジャパン!』（狩野がレギュラー出演）の放送およびNHKオンデマンドにおいての番組配信を1月25日以降休止し、『社会のトビラ』の再放送に差し替えて対応[36]。
  - テレビ東京系『超ポンコツさまぁ〜ず』（狩野がレギュラー出演）は、21日分の放送を急遽休止、紀行番組『歴史の道 歩き旅』の再放送に差し替えて対応した[37]。その日のスポンサーCMも見合わせ、同局の番組宣伝に差し替えた。
  - フジテレビ系
    - 『さんまのお笑い向上委員会』は、狩野がゲスト出演した1月21日放送分（2016年12月に収録）を予定通り放送し、お断りテロップを入れて対応した[38]。
    - また近日放送予定だった特番『坂上探検隊』はこの件を受けお蔵入り、長期にわたり放送延期となったが、2018年1月27日の土曜プレミアム枠にて放送された[39]。

  - 毎日放送は『痛快!明石家電視台』にて、23日に関西地区で放送予定だった狩野がゲスト出演した分の放送を取りやめ、2016年10月17日放送分の「実際どうなん!?筋肉アスリート」（角田信朗、武井壮ほかゲスト出演）を「傑作選」としての扱いで再放送する内容に差し替えた[40]。
  - BSフジの『東北魂TV』（狩野がレギュラー出演）は、22日分の放送を急遽休止、代替番組として音楽番組『INCIDENT 619 vol.10 “Lyu:Lyu →CIVILIAN”』（再放送）を、この枠で放送した[41]。
- 21日 - 【報道・国際】日本時間でこの日未明（日本時間。現地時間20日）に、第45代アメリカ合衆国大統領ドナルド・トランプの大統領就任式（ワシントン・ホワイトハウス）の模様を、NHKでは総合テレビとBS1で特別番組として生放送したほか、地上波ではTBS系およびフジテレビ系（いずれも一部地域除く）でも、CSでは日テレNEWS24・TBSニュースバード・BBCワールドニュース・CNNjでも報道特別番組として放送された。
- 22日 - 【クイズ・バラエティ】TBS系日曜19時台に放送していた『クイズ☆スター名鑑』が、この日の2時間SP（18:55 - 19:00・19:00 - 20:56）をもって終了（事実上の打ち切り）[注 8]
- 23日 - 【バラエティ】関西テレビ制作・フジテレビ系月曜22時枠、『SMAP×SMAP』（2016年12月26日終了、関西テレビ・フジテレビ共同制作）の後番組として、『ちょっとザワつくイメージ調査 もしかしてズレてる?』（関西テレビ単独制作）を開始（初回は上記「月9」の初回15分拡大のため、22:15 - 23:09に放送）。同番組は過去に特番として好評を博したバラエティ番組『世間のイメージとズレてるのは誰だ!? ズレ→オチ』をレギュラー番組化して改題の上、特番時代にも司会を務めた後藤輝基（フットボールアワー）と田中みな実（フリーアナウンサー、元TBSアナウンサー）が引き続き司会を務めたほか、新たにロックバンド・BREAKERZのメインボーカルで歌手・タレントのDAIGOもメイン司会に加わった[43]（視聴率低迷のため12月25日で終了[44][45]）。
- 26日 - 【情報・バラエティ】日本テレビ系の平日昼の帯番組『ヒルナンデス!』に2011年3月の番組開始時から木曜レギュラーとして出演していた平愛梨（女優・タレント）が、プロサッカー選手の長友佑都との結婚に伴い イタリアへ移住するため番組を卒業[46]。
- 27日 - 【報道・情報・近畿広域圏】読売テレビ、夕方の報道・情報番組『かんさい情報ネットten.』（関西ローカル）のキャスターを務めていた清水健（同局アナウンサー）がこの日をもって降板。また清水は31日付で同局を退社することを前年12月26日に発表しており、退社後は社会福祉支援活動に専念する[47]。なお、清水の後任のメインキャスターは4月改編までの間、サブキャスターとして出演する中谷しのぶ（同局アナウンサー）が務めた。
- 29日 - 【紀行・追悼】BSフジにて、去る1月21日に死去した松方弘樹（俳優）の追悼番組として、2014年7月13日に放送され、松方の長年の友人でもある梅宮辰夫（俳優）と共演した『僕らはみんな生きてきた 松方・梅宮最後の旅』（18:00 - ）を再放送した[48]。
- 31日
  - 【情報・活動進退】日本テレビ系『ZIP!』、休演中だった火曜パーソナリティ・MAKIDAI（EXILE）がこの日の放送から復帰[49]、事故後初めてテレビ出演。番組冒頭で病院関係者や視聴者、ファンへの感謝を述べ[50]、中盤では心境を語った[51]。
  - 【音楽・芸能】EXILEなどが所属する芸能プロダクションLDHは、7人組ダンスパフォーマーによる新ユニット『FANTASTICS』を結成することを同日未明（30日深夜）に放送された『週刊EXILE（TBSテレビ）』の中で発表。同グループのリーダーには、EXILEのパフォーマー・EXILE世界と佐藤大樹が就任[52]。

### 2月
- 1日 - 【バラエティ】TBS系『水曜日のダウンタウン』の2016年12月21日に放送された内容で、石川啄木の「ひ孫」と紹介した人物は「遠縁」であったことが判明し、この日放送の番組の最後にお詫びのコメントを発表した[53]。
- 2日 - 【ドキュメンタリー・人物】NHKは、松方弘樹の追悼番組として、この日放送の『ファミリーヒストリー』（NHK総合、19:30 - 20:15）を「松方弘樹・目黒祐樹〜芸能一家の歳月〜」と題し、松方兄弟の実父である近衛十四郎（俳優）と実母の水川八重子（女優）の生涯を振り返った。ゲストとして松方の実弟で俳優の目黒祐樹が出演[54]。
- 3日 - 【バラエティ・追悼】TBS系『ぴったんこカン・カン』に2003年4月15日の番組開始から6年間レギュラー出演し、前身番組『ぴったし カン・カン』にもレギュラー出演していた俳優でタレントの藤村俊二が去る1月25日に死去したことにより、この日放送の『ぴったんこ〜』のエンディングで、司会の安住紳一郎（TBSアナウンサー）が藤村が出演した映像を流しながら、彼を追悼するコメントを伝えた[55]。
- 4日
  - 【紀行・追悼】日本テレビ土曜午前の旅番組『ぶらり途中下車の旅』（ローカルセールス枠、一部地域を除く）の2代目ナレーターを務めた藤村俊二が死去したことにより、同日放送のエンディングで3代目ナレーターを務める小日向文世（俳優）が藤村を追悼するコメントを読み上げ、最後は生前の藤村の名調子が流れる中、「さようならおヒョイさん 天国でもいい旅を」と記された彼の追悼テロップが表示された[56]。
  - 【紀行・バラエティ】フジテレビ土曜18:30枠の旅バラエティ番組『もしもツアーズ』（ローカルセールス枠、一部地域を除く）に2011年10月から第2代ツアーガイド役でレギュラー出演していた平愛梨（女優・タレント）が、この日の放送をもって卒業[57]。
- 5日
  - 【アニメ】ABC・テレビ朝日系日曜8:30枠のアニメ『プリキュアシリーズ』（東映アニメーション制作）第14作『キラキラ☆プリキュアアラモード』放送開始（ - 2018年1月28日）。メインキャストとして元子役の美山加恋、福原遥を起用[58]（ - 2018年1月28日）。
  - 【アニメ】フジテレビ系日曜9時枠のアニメ『ドラゴンボール超』（鳥山明原作、東映アニメーション制作）がこの日から「宇宙サバイバル編」を開始。これに合わせ、新オープニング主題歌「限界突破×サバイバー」を採用、演歌歌手の氷川きよしが歌唱する。氷川はもちろん自身初であり、演歌歌手がアニメソングを歌うのは稀である[59][注 9]。
- 10日
  - 【報道・BPO】放送倫理・番組向上機構（BPO。以下、BPOと記す）の放送倫理検証委員会はこの日、DHCシアター(CS)制作（地上波ではTOKYO MX等でも番販ネットしている。）で放送の報道番組『ニュース女子』で1月6日放送分（TOKYO MX1では1月2日に先行ネット。沖縄・高江のヘリパッド建設工事反対デモを取り上げた回）について審議入りすることを決定[60]。
  - 【紀行・不祥事】 読売テレビの旅番組『クチコミ新発見!旅ぷら』（日曜10:55 - 11:25、北日本放送、広島テレビ、西日本放送にネット）の収録のため、1月に京都府京都市を訪れていたタレントで元アイドル歌手の松本伊代と早見優の2人が、同市内の山陰本線の線路内に無断で立ち入ったとして、京都府警右京署はこの日、鉄道営業法違反容疑で2人を書類送検し、読売テレビは2月中に放送予定だった2人が出演した企画の放送を中止することを発表した[61]。なお、京都地検は3月21日、松本と早見を起訴猶予処分とした[62]。
- 12日
  - 【報道・音楽】この日の8時前に発生した朝鮮民主主義人民共和国による日本海弾道ミサイル発射事案を受け、本件報道及び日米両国首脳による緊急声明発表が実施されたことなどから、NHK総合は正午のニュースを13時まで放送を延長した。これにより『NHKのど自慢』（岡山県高梁市からの公開放送）を当初の予定から45分繰り下げて13時〜13時45分に放送した[63]。
  - 【バラエティ】日本テレビの日曜昼のティーン向けバラエティ番組『スクール革命!』（関東ローカル）にレギュラー出演していた平愛梨（女優・タレント）が、この日の放送をもって“一時休学”としての形で降板[64]。
  - 【音楽】 NHK総合の音楽番組『シブヤノオト』の同日生放送では、レギュラーMCの清水富美加（女優・タレント）が一身上の都合により出演を辞退することを申し出たことを受け、同番組のインターネット配信限定「Sトークコーナー」担当者の渡辺直美[注 10] が急遽清水の代役MCとして登板し、渡辺が通常担当している「Sトークコーナー」の代打にはピスタチオ（お笑いコンビ）が起用された[65]。なお、渡辺は5月より正式に後任MCに就任。
  - 【映画枠】テレビ朝日系『日曜エンタ・日曜洋画劇場』（単独枠としては、『土曜洋画劇場』時代からの通算で1966年10月1日 - ）が終了、『土曜洋画劇場』時代および『日曜エンタ』の一企画扱いに降格する前との通算で、50年4か月あまりの歴史に幕。なお、『日曜エンタ』枠自体は3月19日まで放送された。
- 13日
  - 【トーク・情報・復帰】NHK総合の生放送トーク・情報番組『スタジオパークからこんにちは』の同日放送にて、女優の高畑淳子が約半年ぶりにテレビ復帰。高畑は2014年4月から同番組の日替わりMC陣の一人として出演しているが、前年8月の長男・高畑裕太の不祥事で同番組を含む全てのテレビ出演を控えていた。なお、当初は7日に予定されていたが、国会中継により休止となったため、6日遅れる形となった[66]。ちなみに同日のゲストには連続テレビ小説『べっぴんさん』に出演の女優・宮田圭子が出演した。
  - 【バラエティ】テレビ朝日系『お坊さんバラエティ ぶっちゃけ寺』が、この日の『ぶっちゃけ寺&Qさま!!豪華2本立て3時間SP・第1部』（19:00 - 19:50）をもって終了[67]。火曜未明（月曜深夜）での放送時代からの通算で、2年4か月半の歴史に幕。
- 15日 - 【報道・情報・復帰】2016年11月に執行猶予中に覚醒剤取締法違反容疑で逮捕されるも、不起訴で釈放されたシンガーソングライターのASKAが、この日放送のテレビ西日本の夕方の報道・情報番組『ももち浜ストア夕方版』（福岡県ローカル）に生出演し、自らの最新楽曲「FUKUOKA」を披露した[68]。
- 17日 - 【トーク・バラエティ・進退】関西テレビは、自社製作（フジテレビ系列）の生放送トークバラエティ番組『にじいろジーン』のレギュラー出演者：清水富美加（女優・タレント）について、「所属事務所からの申し入れにより番組降板となった」ことを発表[69]。なお同社は清水の代役出演者について、2月18日の放送では招聘せず、「今後については検討の上で決める方針」とした[69]。
- 18日 - 【スポーツ】NHK BS1のサッカー情報番組『Jリーグタイム』のメインMCを2013年3月から担当した宮崎瑠依（タレント）が、同日放送分を最後にMCを卒業[70]。
- 19日
  - 【スポーツ・ドキュメンタリー】女優の清水富美加がナビゲーターとして出演していたBS日テレのスポーツドキュメンタリー番組『アスリートの輝石』（日曜17:30 - ）は、清水が同番組を降板したことに伴い、この日の放送分から清水の出演部分をカットして放送された[71]。
  - 【音楽・追悼】BSジャパンは、去る16日に死去した作曲家の船村徹（84歳没）の緊急追悼企画として、2015年4月8日に放送された『武田鉄矢の昭和は輝いていた 作曲家・船村徹 2時間スペシャル』（19:00 - 20:54）を再放送した[72]。
- 21日 - 【バラエティ】TBS系『この差って何ですか?』のサブMCを2015年4月のレギュラー放送開始から担当した赤江珠緒（フリーアナウンサー、元朝日放送アナウンサー）が、この日放送の2時間SPで産休のため、番組を休演することを発表[73]。赤江の後任は川田裕美（フリーアナウンサー、元読売テレビアナウンサー）が務めることが3月21日放送の同番組のエンディングで発表された[74]。
- 25日
  - 【スポーツ】NHK BS1『Jリーグタイム』、宮崎瑠依の後任となる第5代女性MCに、中川絵美里（フリーアナウンサー）がこの日の放送から就任[75]。
  - 【報道】テレビ朝日系にて同日の『土曜プライム』を急遽休止し、 北朝鮮の金正男暗殺事件について検証する『緊急報道特番"悲運のプリンス"はなぜ、殺されたのか!?金正男氏暗殺の真実』（21:00 - 23:06）を放送した[注 11]。同番組のセットは『報道ステーション』のものを使用、司会も報ステのキャスターである富川悠太、小川彩佳（ともにテレビ朝日アナウンサー）が務めるなど、事実上「報ステ」をベース番組として進行。なお、この日の『土曜プライム・土曜ワイド劇場』で放送予定だった『おとり捜査官20』は『土曜プライム』そのもの（その一企画扱いである『土曜ワイド劇場』も）が既に終了したため、7月6日の『ミステリースペシャル』にて短縮版で振替放送された。
- 27日
  - 【情報・不祥事】NHK総合の生活情報番組『ガッテン!』で22日に放送された「最新報告!血糖値を下げるデルタパワーの謎」について、放送内容の趣旨とは異なる表現であることが視聴者からの指摘で発覚したことが、この日までに明らかになった。NHKは同番組の公式ホームページで「この混乱を招いてしまった原因は、ご出演していただいた専門家ではなく番組にあります」と問題の経緯についての詳細を説明するなどの謝罪文を発表した[77][注 12]。また、3月1日放送の同番組の冒頭で、司会の小野文惠アナウンサーがその問題について説明し、「今後は一段と正確な情報の収集に努め、皆様のお役に立つ番組を目指して参ります」と謝罪した[78]。
  - 【報道・情報】読売テレビ『かんさい情報ネットten.』（関西ローカル）がこの日からリニューアル。1月27日に降板した清水健（当時同局アナウンサー）の代行として1月30日からメインキャスターを務めていた中谷しのぶ（同局アナウンサー）が、正式にメインに昇格し、サブキャスターに、前年入社の黒木千晶（同）が登板。またフィールドキャスターとして大田良平（同局報道部記者・元同局アナウンサー）を新たに起用[79]。
- 28日 - 【お笑い】関西テレビ・フジテレビ系にて、毎年恒例のピン芸人日本一決定戦『R-1ぐらんぷり2017』が生放送され、第15代王者にアキラ100%（SMA NEET Project所属）が輝いた。

### 3月上期
- 2日・3日・17日 - 【情報・ワイドショー】 NHK総合にて4月開始の新番組『ごごナマ』が正式スタートに先立ってパイロット版を放送。2日・17日は東京、3日は大阪より生放送された[80]。
- 2日 - 【スポーツ】日本テレビ系のプロボクシング中継番組『ワールドプレミアムボクシング』にて、WBC世界バンタム級タイトルマッチ「山中慎介（帝拳ジム）VSカルロス・カールソン（メキシコ）」戦（東京・両国国技館）の模様を生中継した。
- 3日
  - 【情報・トーク】NHK総合の朝の情報番組『あさイチ』金曜日のトークコーナー「プレミアムトーク」のこの日のゲストとして、小池百合子東京都知事が生出演。
  - 【報道】NHK総合にて14時50分より、元東京都知事石原慎太郎（作家・元衆議院議員）の記者会見の模様を生中継。なお同会見は民放で同時間帯に放送されたワイドショー番組内でも、同日14時より開かれた小池百合子東京都知事（当時）の定例記者会見とともに生中継された[注 13]。
  - 【情報・不祥事】TBS系『白熱ライブ ビビット』にて1月31日に放送された多摩川河川敷のホームレス問題について、取材したホームレスの男性を中傷するなどの表現や不適切な取材方法があったとして、同局はこの日、同番組のエンディングで吉田明世（TBSアナウンサー）が謝罪し、番組公式ホームページでもその問題についての経緯と謝罪文を発表した[82]。
- 4日・18日 - 【アニメ】テレビ朝日にて、2016年公開の大ヒットアニメ映画『君の名は。』の監督を務めた新海誠（映画監督）が過去に手掛けたアニメ作品2本を深夜枠（関東ローカル）で放送。4日（3日深夜）は『言の葉の庭』、18日（17日深夜）には『秒速5センチメートル』をそれぞれ放送した[83]。
- 4日 -【映画】フジテレビ系『土曜プレミアム』にて、2014年に日本公開され興行収入255億円を記録、第86回アカデミー賞長編アニメーション映画賞・歌曲賞を受賞したディズニーアニメ映画『アナと雪の女王』が地上波初放送[84][85]。平均視聴率は19.7%（関東地区・世帯・リアルタイム）。
- 5日 - 【キッズ】フジテレビ系の子供向け番組『Go!Go!チャギントン』の女性ナビゲーターが交代、4代目を務めた宮司愛海（フジテレビアナウンサー）に代わって、5代目として鈴木唯（同）が同日放送分より就任[86]。
- 7日 - 【バラエティ】日本テレビ系『解決!ナイナイアンサー』（2012年10月23日 - ）がこの日の2時間スペシャルをもって最終回を迎え、4年6か月の歴史に幕[87]。
- 7日〜23日 - 【スポーツ】野球の国際大会『2017 WORLD BASEBALL CLASSIC™』をテレビ朝日系とTBS系にて中継[88]。なお、両局での放送は2006年の第1回大会から4大会連続となった。同大会はアメリカが優勝、小久保裕紀監督率いる日本代表（侍ジャパン）は2大会連続で準決勝敗退に終わった。
- 8日〜19日 - 【スポーツ】テレビ東京系にて、国際スキー連盟（FIS）主催によるスキー・スノーボード国際大会『スノーボード&フリースタイルスキー世界選手権2017』（ スペイン・シエラネバダにて開催）を地上波独占中継放送[89]。
- 11日 - 【報道・災害】東日本大震災から6年となる同日、14時台を中心に各局で震災特別番組を編成（詳細は特別番組一覧を参照）。
- 15日 - 【バラエティ・お笑い】この日放送のフジテレビ系『志村けんのだいじょうぶだぁスペシャル』（19:00 - 20:54）にて、志村けんの呼びかけにより、志村が所属するザ・ドリフターズメンバーの加藤茶、高木ブー、仲本工事の3人がゲスト出演し、最新コントを披露。ドリフメンバーが全員出揃ってのテレビ出演は2005年10月放送のTBS系『中居正広のテレビ50年名番組だョ!全員集合』以来、実に12年ぶりとなった[90]。

### 3月下期
- 16日 - 【トーク・追悼】テレビ朝日系『徹子の部屋』は、14日に俳優の渡瀬恒彦（72歳没）が死去したことを受け、当初予定の宮川大助・花子（漫才コンビ）ゲストの回を変更[注 14]、『追悼 渡瀬恒彦さん』と題し、渡瀬が生前に同番組へ出演した映像などを交えて放送した[91]。
- 17日
  - 【情報・料理】日本テレビ系朝の情報番組『ZIP!』で、速水もこみち（俳優）が料理の腕を披露する名物コーナー「MOCO'Sキッチン」の料理レシピ数がこの日の放送で通算1500レシピを達成。
  - 【トーク・情報】NHK総合の生放送トーク・情報番組『スタジオパークからこんにちは』（1995年3月22日 - ）が終了、22年に亘る歴史に幕[92][93]。なお、第2部（14:05 - 14:50）は当日『ごごナマ』プレ特番放送のため、前日16日をもって終了。
- 19日〜4月1日
  - 【スポーツ】第89回選抜高等学校野球大会が開催、NHK総合・Eテレ及びCS放送のGAORAにて例年通り連日生中継。また毎日放送（関西ローカル）では決勝戦のみを生中継した。
  - 【スポーツ】MBSテレビでは第89回選抜高等学校野球大会期間中、ダイジェスト番組『みんなの甲子園』を放送。本年度は司会者に赤星憲広（野球解説者／元阪神タイガース外野手）、アシスタントに玉巻映美（毎日放送アナウンサー）&藤林温子（同社アナウンサー）、解説者に宮前徳弘（毎日放送解説委員）を起用し、連日大会ハイライトを放送した。
- 19日
  - 【アニメ】フジテレビ系の長寿アニメ『ちびまる子ちゃん』がこの日『連載30周年記念!1時間スペシャル』として放送（18:00-19:00）。脚本は原作者・さくらももこが自ら執筆した[22]。
  - 【単発枠】テレビ朝日系、日曜夜の『日曜エンターテインメント』（2013年4月7日 - ）が4年の歴史に幕。上述の通り『日曜エンタ』の一企画扱いの『日曜洋画劇場』は2月12日をもって終了済み。
- 20日
  - 【バラエティ】フジテレビ系（一部地域除く）で月曜未明（日曜深夜）に放送の『人生のパイセンTV』（2015年10月 - ）がこの日未明（19日深夜）をもって終了、1年半の歴史に幕[94]。
  - 【報道・ワイドショー】この日午後行われた東京都議会百条委員会での元東京都知事・石原慎太郎の豊洲市場移転問題に関連する証人喚問の模様をNHK総合とTOKYO MX1、各局のワイドショーが生中継。
  - 【音楽・ドキュメンタリー】BSデジタル放送民放5局（BS日テレ、BS朝日、BS-TBS、BSジャパン、BSフジ）の共同制作特別番組として、フォークデュオ・ゆずのライブドキュメンタリー『ハレブタイ!ゆずとハタチでつくる“ありがとうコンサート”』がこの日、5局同時放送された（17:00 - 19:54）。番組ではゆずのデビュー20周年を記念し、3月1日に横浜みなとみらいホールで開催されたライブに密着したドキュメンタリーを放送した[注 15]。
- 22日 - 【単発枠】テレビ東京系『水曜エンタ』が終了。1年半の歴史に幕。なお、同枠の一企画扱いである『水曜エンタ・水曜ミステリー9』は2月8日をもって終了済み。
- 23日 - 【報道・ワイドショー】この日行われた、学校法人森友学園（大阪市）の国有地払い下げ問題に関連する同学園理事長・籠池泰典の衆議院・参議院予算委員会での証人喚問の模様を、NHK総合と各局のワイドショーが生中継した他、各局の夕方のニュース番組も放送枠を拡大するなどの対応をとった。このうちNHKでは、選抜高校野球の大半をEテレに、大相撲春場所はBS1にてそれぞれ放送[96]。
- 24日（23日深夜）〜9月5日 - 【スポーツ】テレビ朝日系にて2018年FIFAワールドカップロシア大会・アジア地区最終予選を、日本代表戦5試合（対UAE戦（現地時間23日、日本時間24日未明）〜対サウジアラビア戦（9月5日））の生中継を中心に放送。
- 24日 - 【報道・近畿広域圏】関西テレビの夕方の報道番組『みんなのニュース ワンダー』（関西ローカル、2016年4月 - ）が終了、前身番組『ゆうがたLIVE ワンダー』（2015年3月 - 2016年3月）から加算して2年の歴史に幕[97]。
- 25日
  - TBS系
    - 【報道】土曜早朝の報道番組『報道LIVE あさチャン!サタデー』が終了、3年間の歴史に幕[98]。
    - 【情報・バラエティ】土曜デイタイムの大型情報バラエティ番組『王様のブランチ』（一部地域除く）で、2007年4月から2代目男性MCを務めた谷原章介（俳優）と2015年10月から5代目女性MCを務めた新川優愛（モデル・女優）および前年4月から第2部レギュラーとして出演した綾部祐二（ピース）がそろって同番組を卒業[99]。

  - テレビ東京系
    - 【紀行】人気シリーズ『ローカル路線バス乗り継ぎの旅』が、この日の『土曜スペシャル』（臨時に60分後拡大）での放送から『ローカル路線バス乗り継ぎの旅Z』としてリニューアル、新たな旅人は田中要次（俳優）と羽田圭介（作家）が務め、初回マドンナはIMARU（タレント・歌手）が出演。なお前回まで旅人を務めた太川陽介（俳優）はキートン山田（俳優・声優）とともにナレーターとして出演する[100]。
    - 【バラエティ】さまぁ〜ずの冠バラエティ番組『超ポンコツさまぁ〜ず』（2016年4月2日 - ）がこの日で最終回[101]。後番組には4月1日より同じくさまぁ〜ず冠番組でありスポーツバラエティ『さまスポ』を放送開始した。
- 26日
  - 【教養・動物】朝日放送制作・テレビ朝日系日曜9時30分枠の動物をテーマとした教養番組『ペットの王国 ワンだランド』（2014年10月 - ）が終了、2年6ヶ月の歴史に幕。
  - 【アニメ】フジテレビ系の長寿アニメ『サザエさん』がこの日放送2400回を記念し、18時より「春休み1時間スペシャル」を放送。放送エピソードは、磯野一家が九州を旅行する「夢いっぱいの春休み〜熊本・大分旅行〜」をはじめ全4話を放送した[102]。
  - 【音楽・追悼】この日、船村徹（作曲家、2月16日没）の追悼特番として、TBS系にて『追悼特別番組・作曲家 船村徹さんを偲んで』（16:00 - 17:00）を、NHK BSプレミアムにて『昭和の歌人たち 船村徹』（19:30 - 21:00）をそれぞれ放送した[81]。
- 27日〜30日 - 【キッズ】NHK Eテレにて、2020年東京オリンピックが開催されるまでの4年間、日本の素晴らしさを発信していく子供向け教養番組『JAPANGLE』（第1シリーズ）を放送（9:30 - ）。同番組内の人形劇コーナーでは、「アロー教授」の声を笹野高史（俳優）、「ベクター助手」の声を杏（女優）がそれぞれ担当する[103]。
- 27日
  - 【食・紀行・バラエティ】NHK総合で2011年から関東甲信越地方を中心に放送開始し、2016年3月のレギュラー放送終了後も断続的に特番として放送されていた『キッチンが走る!』（ナビゲーター:杉浦太陽）がこの日19:30 - 20:43の枠で放送のスペシャル版をもって最終回を迎え、約6年の歴史に幕。最終回では、同番組のナレーションを務めた高橋克実（俳優）らが熊本県天草市を訪れた。
  - 【報道・近畿広域圏】関西テレビの平日夕方の報道番組『みんなのニュース 報道ランナー』（関西ローカル）放送開始。メインキャスターは同局アナウンサーの新実彰平が担当[97]（その後『報道ランナー』と改題）。
  - 【ドキュメンタリー・人物】NHK総合の異色ドキュメンタリー番組『ノーナレ』（不定期放送）でこの日、将棋棋士の加藤一二三九段に密着した「諦めない男〜棋士 加藤一二三」を放送（22:00 - 22:25）。なお、加藤が現役引退を決めた翌月の7月1日にはEテレ『ETV特集』にて、同番組を再編集し、加藤の引退までを追った再編集版で『加藤一二三という男、ありけり。』（23:00 - 0:00）を放送した[104]。
- 29日 - 【トーク】テレビ朝日系『マツコ&有吉の怒り新党』（2011年4月 - ）が終了、6年の歴史に幕[105]。
- 30日 - 【報道・不祥事】29日放送されたTBS系『NEWS23』にて、栃木県那須郡那須町のスキー場で27日に発生した登山講習会の際に起きた雪崩事故で犠牲になった栃木県立大田原高等学校の男子生徒の顔写真を、別の人物の写真と間違えて放送したことがこの日発覚。同局広報部は同日、この問題について「集合写真から犠牲者の顔写真を抜き出そうと加工する際にミスがあった」と説明し、同日放送の同番組内でキャスターが「ご遺族をはじめ関係者の皆様に深くお詫び申し上げます」と謝罪した[106]。
- 31日
  - 【情報】日本テレビ系『ZIP!』の旅コーナー「あおぞらキャラバン」がこの日で最終回を迎え[107]、ゴール地点となった東京都世田谷区の商業施設、二子玉川ライズから生中継を行った。旅人として1年間「そら」とともに旅をしたセレイナ・アン（シンガーソングライター）が、学業に専念のため、同日の放送を最後に卒業。
  - 【報道】テレビ朝日系『スーパーJチャンネル』平日版のサブキャスター・フィールドリポーターを2011年より担当してきた加藤真輝子（テレビ朝日アナウンサー）が、第1子妊娠による産前産後休業入りのため、この日を以て番組を勇退[108]。
  - TBS系
    - 【報道】平日夕方の報道番組『Nスタ』キャスター陣の一人であった加藤シルビア（TBSアナウンサー）が、自身の妊娠などを理由としてこの日限りで番組を離任[109]。
    - 【トーク】金曜23時台前半の笑福亭鶴瓶司会のトーク番組『A-Studio』の9代目アシスタントとして、emma（モデル・タレント）がこの日から登板[110]。

  - テレビ東京系
    - 【情報】平日早朝の情報番組『モーニングチャージ!』が終了、前身番組『チャージ730!』から加算して2年間の歴史に幕[111]。
    - 【情報・通販】生活情報とテレビショッピングを融合させた平日夕方の情報番組『L4 YOU!』（三越一社提供、関東ローカル[注 16]）が、この日を以て放送を終了、前身番組『レディス4』（1983年 - 2012年）から加算して34年にわたる歴史に幕[112]。

  - 【音楽・バラエティ】テレビ神奈川（tvk）で2000年10月から放送の音楽バラエティ番組『saku saku』がこの日を以て放送を終了、前身番組『saku saku morning call』（1997年4月 - 2000年9月）から通算して20年の歴史に幕[113][114]。

### 4月
- 1日
  - 【情報】日本テレビ系土曜朝の情報番組『ズームイン!!サタデー』のキャスター陣に、入社2年目の同局アナウンサー・滝菜月がこの日から登板。
  - TBS系
    - 【報道】 この日より土曜早朝の報道新番組『上田晋也のサタデージャーナル』（5:30 - 6:15、一部地域除く）を開始。アンカーマンを上田晋也（タレント、くりぃむしちゅー）、進行キャスターを古谷有美（TBSアナウンサー）がそれぞれ務める[98]。
    - 【情報・バラエティ】 『王様のブランチ』、3代目男性MCに渡部建（アンジャッシュ）、6代目女性MCに佐藤栞里（モデル・タレント）がこの日から登板[115][116]。またこの日から新レギュラーに藤森慎吾（オリエンタルラジオ）とモデルの石田ニコル、大友花恋、山本舞香が加入する[117]。

  - テレビ東京系
    - 【バラエティ】漫画・アニメ・ゲーム情報バラエティ『特捜警察ジャンポリス』がこの週から放送時間を移動（金曜17:55 - 18:25→土曜10時〜10時30分）。
    - 【スポーツ・バラエティ】土曜18時台前半、さまぁ〜ずがMCを務めるスポーツバラエティ『さまスポ』を放送開始[118]。

  - 【情報】フジテレビ系土曜朝の情報番組『めざましどようび』の情報キャスターに西山喜久恵（フジテレビアナウンサー）、岡副麻希の後任となる9代目お天気キャスターには現役女子大学生の篠原梨菜（フリーアナウンサー）が、同日放送分からそれぞれ就任[119]。
- 2日
  - NHK
    - 【スポーツ】NHK Eテレで1961年4月8日[注 17] から放送されてきた長寿スポーツ番組『テレビスポーツ教室』が、この日の放送をもって56年間の歴史に幕。

  - 日本テレビ系
    - 【スポーツ・報道】『Going!Sports&News』では、この週より新たな気象情報担当キャスターが登場。2日[注 18] からは土曜版を大石絵理（ファッションモデル）、3日[注 19] からは日曜版を水上京香（女優）が担当する[120]。

  - テレビ朝日系
    - 【音楽】出光興産一社提供の長寿音楽番組『題名のない音楽会』は、前週まで担当した5代目の五嶋龍（ヴァイオリニスト、2015年より在任）の後任となる第6代司会者として、俳優の石丸幹二がこの日の放送より就任[121]。
    - 【情報・教養】朝日放送制作日曜9時30分枠、『ペットの王国 ワンだランド』の後番組として、住宅の整理・整頓をテーマとした情報・教養番組『住まいのダイエット』を放送開始。ナレーターは瀬戸朝香（女優）が務める[122]。
    - 【報道】日曜夕方の報道番組『報道ステーション SUNDAY』（2011年10月2日 - ）が終了[123]、午前枠（10:00 - 11:45）時代を含め5年半の歴史に幕。

  - テレビ東京系
    - 【バラエティ】過去に特番で放送され人気を博したドキュメントバラエティ『母ちゃんに逢いたい!』が、レギュラー番組に昇格して日曜17時30分枠で放送開始。MCはタカアンドトシが務める[118]（その後土曜11時枠に移動）。
    - 【音楽・バラエティ】 前月まで放送していた『紺野、今から踊るってよ』の後番組として、西野志海（テレビ東京アナウンサー）が特技の歌唱で美女たちを激励する『今から、西野アナが行きますんで〜孤独な美女を歌で励まします〜』（日曜 22:48 - 22:54）が放送開始[124]。
    - 【スポーツ】 『追跡LIVE!Sports ウォッチャー』日曜版のMCで、前身番組を含めて8年間スポーツニュースのMCを務めてきた秋元玲奈（テレビ東京アナウンサー）がこの日を最後に番組を降板すると共にスポーツ担当アナウンサーから勇退する[125]。

  - 【アニメ】毎日放送製作・TBS系の日曜17時のアニメ枠（通称：日5）がこの日放送の『機動戦士ガンダム 鉄血のオルフェンズ』最終話を持って終了。2008年4月のアニメ枠開始から約9年の歴史に幕[126]。
  - フジテレビ系
    - 【報道】フジテレビ系『新報道2001』の新サブキャスターに、前身番組『報道2001』のサブキャスター（2002年 - 2007年）を務め、2014年10月から育児休職に入っていた島田彩夏（同局アナウンサー）が2年半ぶりに復職し、同番組に加入[127]。
- 3日
NHK
  - 平成29年度の番組編成開始。
NHK総合
    - 【報道】『NHKニュースおはよう日本』では出演者（担当アナウンサー）が一部入れ替えとなり、4時台を佐藤誠太、森田洋平、5時台・6時台を赤木野々花、近江友里恵が隔週交代で担当、6時台の男性キャスターには三條雅幸、7時台のメインを務める和久田麻由子は続投するが、パートナーには阿部渉に替わり、高瀬耕造が起用される。またコーナー担当としてスポーツ：上原光紀、まちかど情報室：千葉美乃梨が新たに起用される[128]。
    - 【情報】『スタジオパークからこんにちは』の後継番組として、平日13時〜16時枠に3時間生ワイド番組『ごごナマ』が放送開始[92]。月〜木は東京本局からの放送であり、レギュラーは船越英一郎（俳優）・美保純（女優）、阿部渉（NHKアナウンサー）で、スタジオを船越英一郎邸に見立て、家主の船越のもとに謎の美女・美保、常連客・阿部がそれぞれ訪れるというシチュエーションで番組を進行する[129][130][131]。その他にはプレゼンターとして池田伸子、島津有理子、中継リポーターとして小松宏司、稲塚貴一、松田利仁亜 （全てNHKアナウンサー）が出演[128]（2020年現在も継続中）。
    - 【情報】平日16:50 - 18:10に放送の『ニュース シブ5時』は、この日から開始の『4時も!シブ5時』（平日16:00 - 16:50）とのコンプレックス枠『シブ5時』の一番組として放送されるようになる[132]。司会にはジョン・カビラ（タレント、月〜木曜）、クリス松村（金曜、タレント）、廣瀬智美（アナウンサー、月〜金曜）を起用する[128]。
    - 【報道】『NHKニュース7』はこの日より平日（月〜金）にアナウンサーの鈴木奈穂子と高井正智が登板する[128]。
    - 【報道】『ニュースウオッチ9』はこの日より前年度まで『ニュースチェック11』を担当していた有馬嘉男（NHK記者）と桑子真帆（アナウンサー）のコンビがスライド登板、スポーツコーナーには一橋忠之、中継リポーターには保里小百合、栗原望が起用される[128]。
    - 【報道】『クローズアップ現代+』は、前年大晦日の『第67回NHK紅白歌合戦』総合司会者も務めた武田真一（アナウンサー）が、2008年から9年間キャスターを務めた『NHKニュース7』から異動[133]。また鎌倉千秋、田中泉が同番組に出演する[128]。
    - 【報道】『ニュースチェック11』は、この日よりMCとして長尾香里（NHK報道記者・ブリュッセル支局長）と青井実（アナウンサー）が登板。スポーツコーナー担当の大成安代（アナウンサー）は前年度に引き続いて続投[128]。

NHK Eテレ
    - 【キッズ】長寿子供番組『おかあさんといっしょ』のうたのおにいさんが横山だいすけから花田ゆういちろうへ9年ぶりに交代。
    - 【アニメ】月 - 金曜の8:40 - 8:45にCGアニメ『オトッペ』を放送開始。

NHK BS1
    - 【スポーツ】2020年東京オリンピック・パラリンピックの応援番組として、『世界はTokyoをめざす』（日曜20時台）と『応援!ニッポンスポーツ』（随時放送）の2本を新設。

NHK BSプレミアム
    - 【単発枠】大型特集番組枠『スーパープレミアム』（月1回、土曜20 - 23時枠）[134] と『水曜インパクト』（水曜20 - 23時枠）を開始。

日本テレビ系
  - 【報道・情報】早朝の報道・情報番組『Oha!4 NEWS LIVE』（日テレNEWS24制作）は、この日よりスポーツ&エンタメコーナー担当キャスターに中川絵美里（フリーアナウンサー）を起用する[135]。
  - 【情報】朝の情報番組『ZIP!』において年度恒例のリニューアルを実施。まず、お天気キャスターには、6代目を1年間担当した長沢裕（タレント、2016年3月28日より在任）に代わり、7代目として貴島明日香（ファッションモデル）が就任[注 20][136]、長沢は「SHOWBIZ」コーナー担当リポーターとして引き続き出演[注 21]。また、旅シリーズの新企画として「TOKYOキャラバン そらMAP」を開始、新旅人に小野匠（タレント・俳優）が就任、「そら」とともに東京近郊を散策[107][137]。さらに、産休のため卒業した小熊美香（日本テレビアナウンサー、2014年3月31日より在任）の後任のニュース担当アナウンサーには徳島えりか（同局アナウンサー）が2012年6月以来、約5年ぶりとなる同番組復帰の形で登板[138][注 22]。
  - 【情報】昼前の情報番組『PON!』（日テレ・中京テレビ）も各曜日レギュラー出演者を一新。新たな月曜レギュラーに澤部佑（ハライチ）とお笑いコンビのカミナリ、同じく火曜レギュラーにお笑いコンビ銀シャリ、同じく木曜レギュラーにブルゾンちえみ with Bが加わるほか、各曜日お天気担当キャスターは、木曜担当の西岡健吾（MAG!C☆PRINCE）に加え全員が男性となり「お天気お兄さん」体制となった[139][140]。
  - 【報道】夕方の報道番組『news every.』、前身番組『NNN Newsリアルタイム』からの通算で9年半担当したカルチャーキャスター[141] の伊藤綾子と2年3か月担当したスポーツキャスターの川畑一志（同局アナウンサー）の後任としてカルチャーキャスターに寺田ちひろ、スポーツキャスターに山﨑誠（同局アナウンサー）が登板[142]。
  - 【改編】月 - 木曜20:54 - 21:00に放送のミニ枠『ZERO MINUTE』（関東ローカル）が3月2日をもって終了[143]。火 - 木曜の後番組として4月6日から『日テレ+』を開始。同番組では通常時には各曜日とも19:56 - 20:54に放送している前座番組（『踊る!さんま御殿!!』『1億人の大質問!?笑ってコラえて!』『ぐるぐるナインティナイン』）の『まだまだ』枠を放送する[143] が、まれに21:00開始番組（それが通常放送のみならず、2時間SPの場合を含む。）の事前枠に充当することがある。月曜ゴールデン帯の3番組（『有吉ゼミ』『世界まる見え!テレビ特捜部』『人生が変わる1分間の深イイ話』）に関しては、4月3日から順次、いずれも正時スタートとなるよう、『有吉ゼミ』『まる見え!』のみ枠切り修正の上、放送枠拡大を実施[143]。
  - 【報道】夜の報道番組『NEWS ZERO』月〜金曜の気象情報コーナー担当を交代。1年間担当した良原安美（月・火曜。後にTBSに入社）と井上清華（水・木曜。後にフジテレビに入社）に代わって、現役女子大学生でフリーアナウンサーの田中瞳を起用[144]。

テレビ朝日系

  - 【改編】平日12:30 - 12:50枠に「帯ドラマ劇場」（第1作は『やすらぎの郷』）新設に伴い、情報番組『ワイド!スクランブル・第2部』が20分短縮し12:50 - 13:45の放送となる。

TBS系
  - 【情報】 早朝の情報番組『はやドキ!』ではキャスターとして伊藤京子、小野寺結衣、堀口ミイナの3名が加入。担当曜日は小野寺が月・火曜、伊藤が水・木曜、堀口が金曜となる[145]。
  - 【報道・情報】朝の報道・情報番組『あさチャン!』では新レギュラーコメンテーターとして、NHK総合『週刊こどもニュース』の2代目「お父さん」役で知られるNHK元NHK解説委員・報道記者の鎌田靖がこの日より加入する[146]。
  - 【情報】朝の情報番組『白熱ライブ ビビット』は『ビビット』に改題し、レギュラーコメンテーターに、NHK出身のフリーアナウンサーで、夕方ニュース『Nスタ』の第0・1部（ニュースワイド）のアンカーマンを務めた堀尾正明がこの日から登板[147]。
  - 【料理】平日昼前の料理番組『おびゴハン!』がこの日から放送時間を10分繰り上げ、9時55分 - 10時25分の30分枠に拡大するが、3月いっぱいをもって金曜版の放送を打ち切る。同番組はこの日から、新MCに北斗晶（タレント、元女子プロレスラー）を起用[148]。
  - 【報道】夕方の報道番組『Nスタ』は、堀尾が『ビビット』レギュラーコメンテーターに異動することに伴い、同番組のメインキャスターには『ビビット』を担当していた井上貴博（同局アナウンサー）が起用され[149]、脇を固めるサブキャスターにはホラン千秋（タレント）と国山ハセン（同局アナウンサー）が新たに起用される[150][151]。なお、第0・1部の『ニュースワイド』・第2部の『ニューズアイ』の大別は3月31日をもって終了した[152]。

テレビ東京系
  - 【経済・情報】平日早朝の経済情報番組『Newsモーニングサテライト』がこの日から『モーニングチャージ!』と統合する形で、放送時間を7時5分までの25分延長拡大する[111][153]。出演者はメインキャスターの佐々木明子（テレビ東京アナウンサー）は続投するが、3月までサブキャスターを務めた森田京之介（同）がニューヨーク支局へ異動して現地からアメリカ合衆国発経済情報を伝えることとなり、森田の後任のサブキャスターには秋元玲奈（同）が新たに起用される[153]。
  - 【音楽】平日昼帯の新番組『月〜金お昼のソングショー ひるソン!』（月 - 金曜 11:35 - 11:40）が放送開始。視聴者からのリクエストに応え、プロ歌手が渾身の一曲を披露するもので、番組で歌唱する曲のジャンルは問わず幅広く募集する。また司会は番組のオリジナルアニメキャラクター『ロマンスグレーひろし』（担当声優は未定）と『カナデちゃん』（声：岩佐美咲[154]）が担当する[155]（2020年現在も継続中）。
  - 【情報】『L4 YOU!』の後継となる生活情報番組『よじごじDays』（月曜〜金曜15:55 - 16:54、関東ローカル）が放送開始。男性MCは日替わりで、月曜は石塚英彦（ホンジャマカ）、火曜は上地雄輔（俳優）、水曜は長野博（20th Century）、木曜は薬丸裕英（タレント）、金曜は小泉孝太郎（俳優）がそれぞれ務め、全曜日の女性MCを大橋未歩（テレビ東京アナウンサー）が務める[156]（2020年現在も継続中）。

フジテレビ系
  - 【情報】早朝の情報番組『めざましテレビ アクア』（一部地域を除く）の新メインMCに、セント・フォース所属のフリーアナウンサー曽田麻衣子がこの日から登板[157]。
  - 【情報・バラエティ】昼のトークバラエティ『バイキング』のレギュラー出演者が一新。ホラン千秋は月曜→木曜レギュラーへ移動、旧・水曜レギュラーのREINA（セクシーチョコレート）および旧・金曜レギュラーの渡辺えり（女優）の3名はいずれも前月で降板[158]。

NHKおよび5大系列局のローカル編成・独立局・BS・CS
  - 【報道・近畿広域圏】NHK総合（大阪）の『ニュースほっと関西』は、この日より新キャスターとしてアナウンサーの近田雄一と石橋亜紗が登板[159]。
  - 【情報・福島県】福島放送（KFB）は月 - 金曜の15:50 - 16:50枠に自社制作の生情報番組『福島まるごとライブ ヨジデス』を開始。メインMCは逸見太郎（タレント）が務める。
  - 【情報・栃木県・東京都】とちぎテレビ（GYT）にて、TOKYO MXの平日夕方の情報生番組『5時に夢中!』（群馬テレビ・KBS京都・サンテレビにもネット）がこの日からネット開始、5局ネットとなる。なお、同番組で司会を務めるふかわりょう（タレント）はこの週から月〜木曜の担当となる（金曜については後述）[注 23]。
  - 【情報・静岡県】静岡第一テレビ（Daiichi-TV、日本テレビ系）は、この日から『スッキリ!!・第2部』（日本テレビ制作）の番販ネットを開始すると同時に、月 - 金曜の10:25 - 10:55枠に自社制作の生情報番組『マルシェア』を放送開始。MCとして藤原恭一（月 - 木曜、SDTアナウンサー）、伊藤薫平（金曜、同）が登板、またアシスタントとして杉岡沙絵子（月曜）、鳥越佳那（2017年火曜）、垣内麻里亜（水曜）、臼井佑奈（木曜）、山田桃子（金曜）の同社女性アナウンサー5名が起用される[注 24][160][161]。
  - 【情報・近畿広域圏】朝日放送の平日早朝の情報番組『おはようコールABC』の新リポーター陣に、かつて東京を拠点に活動していたフリーアナウンサーでタレントの八田亜矢子がこの日から加入[162]。
  - 【情報・鳥取県・島根県】山陰放送（BSS、TBS系）は、CBCテレビ制作の『ゴゴスマ -GO GO!Smile!-』のネット受けをこの日から開始。これにより、『ゴゴスマ』の番販ネット局はTBSテレビ（関東）、東北放送（TBC・宮城県、同）に次いで3局目になる。
  - 【情報・福岡県】RKB毎日放送（TBS系）は月 - 金曜の9:55 - 10:25枠に自社制作の生情報番組『天神ウォッチ新聞女子』（ - 2018年3月30日）を開始。毎日新聞福岡本部（福岡市中央区天神）内にあるサテライトスタジオからの生放送[163]。これに合わせ、月曜に限り『ひるおび!・午前』（TBS制作）をフルネットから11:30飛び乗りに変更する一方、火 - 金曜に限り『ひるおび!・午前』（TBS制作）のネット受けもフルネットに移行[164]。
  - 【情報・長崎県】長崎放送（NBC、TBS系）は月 - 金曜の昼前枠にて長年放送中の自社制作の生情報番組『あっぷる』を夕方枠（15:54 - 16:53）に枠移動。枠移動前の同時間帯の後枠として、月 - 木曜の9:55 - 10:17枠に長崎ケーブルメディア制作の情報番組『なんでんカフェモーニング』、金曜の9:55 - 10:05枠に自社制作の生情報番組『あっぷる先出し中継8分1本勝負!』、金曜の10:05 - 10:25枠に自社制作の情報番組『情報☆ピカッぷ』を開始。そのうえ、『ひるおび!』（TBS制作）について、「午前」は従前の11:30飛び乗りネットからフルネットに移行。
  - 【情報・近畿広域圏】関西テレビ『よ〜いドン!』が、この週からリニューアル、帯コーナーレギュラーに、お笑いコンビのかまいたち、金曜のスタジオレギュラーにお笑いコンビ銀シャリがそれぞれ加入する[165]。
  - 【アニメ・東京都】TBS系『ギミア・ぶれいく』（1989年 - 1992年）内で放送され人気を博した、藤子不二雄Ⓐ原作のショートアニメ『笑ゥせぇるすまん』が、この日からTOKYO MX1・読売テレビ・BS11『あにめのめ』（TOKYO MX1は月曜23:00 - 23:30）にて『笑ゥせぇるすまんNEW』として28年ぶりにテレビアニメ化。主人公の「喪黒福造」の声は玄田哲章が務める[166][167]。
- 4日
  - 【バラエティ】この日未明（3日深夜）から、フジテレビの火曜0:25 - 0:55（月曜深夜）枠にて、同局系『めちゃ×2イケてるッ!』や『はねるのトびら』といったバラエティ番組を誕生させるきっかけとなった深夜バラエティ『新しい波』シリーズの新作となる『新しい波24』をこの日から放送開始。なお、同番組にはレギュラーゲストとして岡村隆史（ナインティナイン）も出演する[168][169]。
  - 【バラエティ】日本テレビ系『ザ!世界仰天ニュース』をこの日から枠移動（水曜21時→火曜21時枠）[170]（枠移動後初回は19:00からの4時間SP）。
  - 【バラエティ】日本テレビ系深夜枠「プラチナイト」火曜日の新番組として、ヒロミ（タレント）と後藤輝基（フットボールアワー）がMCを務め、2015年から不定期特番で放送され好評を博したトークバラエティ『ウチのガヤがすみません!』がレギュラーに昇格する形で放送開始[143]（後述の『今夜くらべてみました』ゴールデン進出に伴う。 - 2021年9月）。
  - 【音楽】 NHK総合『うたコン』は、女性司会者としてこの日より小郷知子（NHKアナウンサー）が登板する[128]。
- 5日
  - 【バラエティ・中京広域圏】東海テレビではこの週より、火〜金曜0:30 - 1:00（月〜木曜深夜）のバラエティ番組枠の新レーベル『おバマふ』（東海3県ローカル）を新設。火曜未明（月曜深夜）：『SKE48 むすびのイチバン!』、水曜未明（火曜深夜）：『キテるにハマる!課外授業 バナナスクール2』（改題・リニューアル）、木曜未明（水曜深夜）：『ブラ迷相談部 その悩み!小杉と吉田まで』、金曜未明（木曜深夜）『ザ・ラストヒーロー 〜ヘラクレスの掟〜』の4番組がスタート[171]。
  - 【トーク】テレビ朝日系にて、『マツコ&有吉の怒り新党』を引き継ぐ新トークバラエティ『マツコ&有吉 かりそめ天国』が放送開始。司会はマツコ・デラックス（コラムニスト・タレント）と有吉弘行（タレント）のコンビがそのまま続投、進行役として久保田直子（同局アナウンサー）が登板[105]。2019年10月よりゴールデンタイム進出、金曜20時枠で継続中。
  - 【総合枠】BSフジにて、フジテレビの動画配信サービス、フジテレビオンデマンド（FOD）制作・配信によるオリジナル番組を放送する専門枠として『FODワク』を水曜23時30分枠に新設。第1弾として、FODオリジナルドラマで、地上波でも深夜枠で放送された『ラブホの上野さん』を放送する[172]。
- 6日
  - 【バラエティ】NHK総合にて、古舘伊知郎（フリーアナウンサー・元テレビ朝日アナウンサー）の司会により2016年8月25日に単発特番として放送され好評を博した知的エンターテインメントバラエティ『人名探究バラエティー 日本人のおなまえっ!』がレギュラー番組に昇格し、この日より放送開始（毎週木曜 19:30 - 20:15）。古舘がNHKでレギュラー司会を務めるのは『（新）クイズ日本人の質問』（1993年 - 2003年）以来約14年ぶり[129][173]。またアシスタントには赤木野々花（NHKアナウンサー）が就任[128]（→2018年4月より『ネーミングバラエティー 日本人のおなまえっ!』に改題し2022年3月まで放送）。
  - 【バラエティ】日本テレビ系『あのニュースで得する人損する人』がタイトルを『得する人損する人』と改める。この日2時間SPとして放送された（19:00 - 20:54）。
  - 【音楽・アニメ】TOKYO MX1にて、地上波では初となるアニメソング専門ランキング番組『アニ☆ステ』（木曜22:30 - 23:00）が放送開始。MCは古坂大魔王（お笑い芸人）とリョウガ（超特急）[174]。
- 7日
  - 【情報】 NHK総合の新番組『ごごナマ』金曜は大阪放送局スタジオからの製作・送出となり、月〜木と同様に平日13時〜16時枠での放送、13時・14時台は大阪発となる。出演者は小野塚康之・一柳亜矢子（NHK大阪アナウンサー）、西川きよし（漫才師・タレント）、濱田マリ（タレント・女優）、藤井隆（お笑い芸人・俳優）[128]。また15時台は東京スタジオから『ごごウタ』（歌謡曲専門音楽番組）を放送、小堺一機（タレント）と塚原愛（NHKアナウンサー）の2名が進行を担当する[128][129][130][131]。
  - 【報道】日本テレビ系『NEWS ZERO』ではこの日よりカルチャー・気象情報キャスターとして現役女子大学生の杉山セリナ（モデル・タレント）が登板[175]。
  - 【通販】TBSの金曜9:55 - 10:25枠に、通販バラエティ番組『キニナル金曜日』（関東ローカル）を放送開始。MCは藤本敏史（FUJIWARA）と杉崎美香（フリーアナウンサー）が務め、原西孝幸（FUJIWARA）が“キニナルマスター”役で出演する[176]。
  - 【情報】テレビ東京の午前枠情報番組『7スタライブ』、紺野あさ美（退職、後述）の後任の新キャスターとして、テレビ東京2017年度新人アナウンサーの角谷暁子が同日放送から登板[177]。
  - 【情報】TOKYO MX1『5時に夢中!』（群馬テレビ・とちぎテレビ・KBS京都・サンテレビにもネット）の金曜新MCに、原田龍二（俳優）がこの日から登板[178]。
  - 【報道】テレビ大阪にて新報道番組『金曜報道スペシャル』（金曜17:15 - 17:55、大阪ローカル）をこの日から放送開始。メインキャスターは庄野数馬（同局アナウンサー）が務め、コメンテーターとして眞鍋かをり（タレント）が出演する[179]。
- 8日
  - NHK総合
    - 【報道】『週刊ニュース深読み』は、2011年の番組開始から前年度までメインMCを務めた小野文惠（NHKアナウンサー）に替わり、首藤奈知子（同）が新たにメインMCとして登板する[128]。
    - 【トーク】『土曜スタジオパーク』は司会者を一新し、渡辺直美（お笑い芸人）、足立梨花（女優）と渡邊佐和子（NHKアナウンサー）が登板する[128]。
    - 【報道】『NHKニュース7』（土曜・日曜・祝日）は、この日より井上あさひと井上裕貴（共にNHKアナウンサー）のコンビが登板する[128]。
    - 【音楽・バラエティ】『バナナ♪ゼロミュージック』は、司会進行として、フリーアナウンサーの川田裕美をこの日の放送より起用する。川田がNHKでレギュラー司会を務めるのは同番組が初となる[180]。

  - テレビ朝日系
    - 【改編】土曜夜の『土曜プライム』（以下「土プラ」、2016年4月2日 - ）が終了、1年あまりの歴史に幕。これに伴い、同枠の一企画扱いで放送していた『土曜ワイド劇場』（以下「土ワイ」、単独枠としては、1977年7月2日 - ）も終了、『土プラ』の一企画扱いになってからも通算して、39年9か月あまりの歴史に幕[181]。『土プラ』としても『土ワイ』としても、いずれもの最終作品は、看板シリーズ『西村京太郎トラベルミステリー』の第67作『箱根紅葉・登山鉄道の殺意』（高橋英樹主演）であった。なお、翌日からの後継番組『日曜ワイド』については後述。

  - 【スポーツ】テレビ東京系のスポーツニュース番組『追跡LIVE!Sports ウォッチャー・週末版』のキャスターはこの週から、ニューヨークに活動拠点を移すため降板した綾部祐二（ピース）の後任として、ビビる大木（タレント）が登板、続投する又吉直樹（ピース）とのコンビで進行する[182]。
- 9日
  - NHK総合
    - 【バラエティ】視聴者参加型番組『着信御礼!ケータイ大喜利』はこの日未明（8日深夜）で最終回を迎え、単発時代より約12年、300回に亘る放送に幕[183][184]。
    - 【ドキュメンタリー】ドキュメンタリー番組『目撃!日本列島』は、この日より『目撃!にっぽん』に番組タイトルを改題して日曜6時15分 - 6時50分枠に放送時間を移動。
    - 【情報・食】日本各地からの食にまつわる文化を紹介する情報番組『うまいッ!』は、放送枠を前年度までの日曜6時15分 - 6時50分枠から8時25分 - 8時55分枠に時間を移動すると共に、サブ司会者も塚原愛（アナウンサー）に交代する[128]。
    - 【討論】政治討論番組『日曜討論』はサブ司会者の一人に松村正代（NHKアナウンサー）を起用[128]

  - 【芸術】お笑いタレントで司会者・映画監督の北野武（ビートたけし）が、この日放送のNHK Eテレ『日曜美術館』に初出演、パブロ・ピカソの世界観を北野独自の目線で辿る「ピカソ×北野武」と題した特集を放送[185]。
  - 日本テレビ系
    - 【情報】日曜朝の情報番組『シューイチ』がこの日放送300回を達成。同番組の新レギュラーに上重聡（同局アナウンサー）が同日から加入[186]。
    - 【バラエティ・結婚】この日『行列のできる法律相談所・さんまVS怒る美女軍団3時間SP』を生放送（19時 - 21時54分）。番組内にて、お笑いコンビ・アンジャッシュの渡部建が、女優の佐々木希と結婚することを発表。平均視聴率は20.2%（ビデオリサーチ調べ、関東地区・世帯・リアルタイム）、瞬間最高視聴率は24.2%（同、21時2分および21時39分）をそれぞれ記録[187]。

  - テレビ朝日系
    - 【ドラマ・単発枠】前述の『土曜プライム』（同枠の一企画に降格済みの『土曜ワイド劇場』も。）終了から一夜明け、同日より毎週日曜日10時 - 11時50分の枠に2時間ドラマ枠『日曜ワイド』を新設[123][181]。同枠では新作のみならず、『土曜プライム・土曜ワイド劇場』（『土曜プライム』の一企画扱いに降格前の『土曜ワイド劇場』も含む。）や『土曜ワイド劇場』ではない『土曜プライム』のスペシャルドラマなどの過去作品も『ミステリー傑作選』として放送される[188]。開始当初は『ミステリー傑作選』が主であったが、新作は6月11日から放送開始した。また、『日曜ワイド』以外にも新作を放送する枠として、同年3月16日から改編期末期首期間中に放送される『ミステリースペシャル』枠も用意されている。
    - 【バラエティ】上述の『日曜ワイド』の新設に伴い、後続の討論バラエティ番組『ビートたけしのTVタックル』は同日から5分縮小して12時開始となったほか、前週まで午前10・11時枠にあった『帰れまサンデー』は6時間30分繰り下げて16:30 - 17:30枠へ移動となり、ローカルセールス枠に降格となった。

  - TBS系
    - 【音楽】日曜未明（土曜深夜）の音楽情報番組『COUNT DOWN TV』は、この日から放送時間を拡大し、通常時は2時8分までの70分番組となった（枠拡大後初回は17分繰り下げ）。また、前週まで出演したキャラクター「マーキー」（声：新井麻希）の後任として、この日から新キャラクター「メイプル」が登場、同社2年目アナウンサーの伊東楓がメイプルの声を担当する人物として登場[189][190]。
    - 【バラエティ】毎日放送制作日曜17時台前半枠「日5アニメ枠」の後番組として、2016年12月24日に特番として放送され好評を博した、あらゆる“物”を紹介する、所ジョージの冠番組『所さんお届けモノです!』がレギュラー番組に昇格してこの日から放送開始（2020年現在も継続中）。

  - テレビ東京系
    - 【バラエティ・食】東京都内を中心とした酒場を訪ね、酒にまつわるうんちくを紹介するロケグルメバラエティ『二軒目どうする?〜ツマミのハナシ〜』（日曜未明〈土曜深夜〉0:50 - 1:20）が放送開始。MCは松岡昌宏（TOKIO）と博多大吉（博多華丸・大吉）が務める[191]。
    - 【バラエティ】内村光良（ウッチャンナンチャン）のMCで土曜深夜に放送されていたバラエティ番組『じわじわチャップリン』が、日曜22時台（22時 - 22時48分）に枠移動・拡大のうえ、『にちようチャップリン』と番組名を改題してプライムタイムに進出[118][192]。
- 10日 - 【バラエティ・特番】フジテレビ系にて、明石家さんま・木村拓哉（元SMAP）のコンビによる冠バラエティ特番『さんタク』がこの日21時 - 23時58分枠で放送。2003年から毎年正月（1月1日ないし1月3日）に放送されてきたが、15回目となったこの回は春の改編期に放送時期を移し、シリーズ初のゴールデン・プライム枠での放送となった[193]。
- 11日
  - 【スポーツ・ドキュメンタリー】テレビ朝日系では前日のフィギュアスケート選手・浅田真央（中京大学）の現役引退表明を受けて、この日の19:00 - 21:48枠にて『緊急スペシャル生放送「ありがとう!真央ちゃん」独占映像で振り返る完全保存版!』（テレビ朝日制作）を急遽編成[194][195]。なお、この特番の視聴率は5.7%であった（関東地区・世帯・リアルタイム）[196]。これにより、当初同時間帯に放送を予定していた『たけしの健康エンターテインメント!みんなの家庭の医学3時間スペシャル』（朝日放送制作）は5月16日19:54 - 21:48の同番組の2時間スペシャルの全編および6月6日19:00 - 21:48同番組の3時間スペシャルの一部において、3時間分の内容を2回に分割して振替放送した。
  - 【バラエティ】テレビ朝日系「ネオバラエティ」火曜日の新番組として、1月29日の『日曜エンタ』で単発放送されたワールドドキュメントバラエティ『陸海空 地球一周するなんて（笑）アマゾンから突入SP』を『陸海空 こんな時間に地球征服するなんて』のタイトルでレギュラーに昇格する形で放送開始、MCは小峠英二（バイきんぐ）と大石絵理（モデル・タレント）が登板[197]、この番組でディレクターを務める友寄隆英が「ナスD」というキャラクターで大ブレイクすることになる[198]。
- 12日
  - 【スポーツ・報道・情報】NHK総合では11:25 - 11:54に特設の『NHKニュース』を設け、浅田真央（フィギュアスケート選手）の現役引退記者会見を生中継した[199]。テレビ朝日系では『ワイド!スクランブル』の「第1部」に引き続き、「拡大」（12:00 - 12:30、当初予定より15分延長）を別途設けて、これに対応[注 25]。この他、TBS系では『ひるおび!』の「午前」・「午後」内で、フジテレビ系では『FNNスピーク』・『バイキング』内で生中継され、有料CS放送の日テレNEWS24とTBSニュースバードでも通常の放送枠内で生中継された（このうち日テレNEWS24については『NNNストレイトニュース〈平日版〉』を通常通り番組冒頭部を日本テレビ系地上波とサイマル放送とした）。また、フジテレビ系では19:00 - 20:54に『引退特別番組 浅田真央26歳の決断〜今夜伝えたいこと〜』を急遽編成、司会は三宅正治（フジテレビアナウンサー）が務めた。これにより、同時間帯に放送予定だった『おじゃMAP!!SP』を19日に延期し（19日はSPではなく通常放送を予定していた）、玉突きで『世界の何だコレ!?ミステリー』以降の番組が55分繰り下げとなった。
- 13日（12日深夜） - 【バラエティ】フジテレビ系にて木曜0:25 - 0:55（水曜深夜）枠にて、これまで特番として放送され人気を博したトークバラエティ『もろもろのハナシ』がレギュラー放送開始。出演はバナナマン、おぎやはぎ、オードリーのお笑いコンビ3組[169]。
- 14日
  - 【報道】熊本地震から1年となるこの日、各局で報道特別番組を編成した。
    - NHK総合では9:58 - 10:25に熊本県主催で行われる震災犠牲者追悼式の模様を生中継した。
    - テレビ朝日系では、この日の『スーパーJチャンネル』の通常放送とは別枠で『スーパーJチャンネルスペシャル〜相次いだ震度7〜熊本地震から1年』（15:50 - 16:50）を放送した。
    - 【ローカル・九州】NHK総合（九州・沖縄ブロック）では16:50 - 19:00の枠で報道特別番組『熊本地震から1年』を放送した。
    - 【ローカル・熊本県】テレビ熊本（TKU）では『TKU みんなのニュースSP ふるさとは負けない 熊本地震から一年』を編成、18:14からのローカル枠を19:57まで拡大して放送した。

  - 【バラエティ】フジテレビ系金曜23時台後半にて、土曜19時枠で放送されていた『超ハマる!爆笑キャラパレード』を発展解消する形の新バラエティ番組『ネタパレ』を放送開始。司会は前番組から南原清隆（ウッチャンナンチャン）が続投[169]（2020年現在も継続中）。
- 15日
  - 【改編】日本テレビ系、土曜21時台の『土曜ドラマ』枠と同22時台の嵐の冠バラエティ番組『嵐にしやがれ』を枠交換し、土曜21時台に『嵐にしやがれ』、22時台に『土曜ドラマ』枠をそれぞれ同日から放送[200]。なお同日19時から『豪華!4時間超SP「嵐にしやがれ3時間拡大版」&24時間テレビ重大発表SP』と題し、『嵐に〜』の3時間スペシャルと、同日開始の土曜ドラマ『ボク、運命の人です。』（亀梨和也（KAT-TUN）主演、初回14分拡大で23:08まで）の合体特別編成を実施。また、今回の改編により同局系土曜ゴールデン枠は『天才!志村どうぶつ園』『世界一受けたい授業』『嵐〜』と3番組連続してバラエティが編成される枠となる[201][注 26]。
  - 【バラエティ】テレビ朝日系の土曜日21:58 - 22:59枠にて、日曜2:00 - 2:30（土曜深夜）で放送されていたトークバラエティ番組『あるある議事堂』を『こんなところにあるあるが。土曜♥あるある晩餐会』に改題の上、プライムタイムに昇格・枠移動・拡大。MCは今田耕司（タレント）と指原莉乃（HKT48）が務める（初回は20:54 - 23:06枠で2時間スペシャル）[202][203]（ - 9月16日）。
  - 【アニメ】TBS系の土曜6:30 - 7:30枠に、従前から7:00 - 7:30枠にて放送されている同局制作のアニメ枠と旧日曜17時の毎日放送制作アニメ枠（通称：日5）枠を土曜6:30 - 7:00に移動のうえ、2枠を統合し、1時間のアニメ枠「アニメサタデー630」を開始[注 27]。毎日放送制作枠では『100%パスカル先生&プリプリちぃちゃん!!』（前者は永井ゆうじ、後者は篠塚ひろむ原作）を、TBS制作枠では、『トミカハイパーレスキュー ドライブヘッド 機動救急警察』（タカラトミー企画・原作）をそれぞれ放送開始[204]。
  - テレビ東京系
    - 【紀行】土曜19:54 - 20:54枠にて出川哲朗（お笑いタレント）がオートバイで各地を訪ね歩く人情紀行番組『出川哲朗の充電させてもらえませんか?』を開始[118]。本番組は過去に7回スペシャル版として放送されており、初めて単独レギュラー化されるもので、出川にとってもデビュー以来初となる自身の名がついたゴールデンタイムレギュラー冠番組でもある[205]。
    - 【トーク】土曜23:55 - 翌0:20枠にてトーク新番組『おしゃべりオジサンと怒れる女』を開始[118]。レギュラー出演者は古舘伊知郎（フリーアナウンサー）、坂上忍（俳優）、千原ジュニア（千原兄弟）の3名。なお、古舘の同局におけるレギュラー番組は『クイズ赤恥青恥』（1995年 - 2003年）以来となる[206]。

  - 【紀行・バラエティ】フジテレビ系『もしもツアーズ』の3代目ツアーガイド役に、福原遥（女優）がこの日から登板。また週替わりレギュラーとして、平祐奈（平愛梨の実妹、女優）と伊藤萌々香（フェアリーズ）も新たに加入[207]。
- 16日
  - 【バラエティ】テレビ朝日系『しくじり先生 俺みたいになるな!!』がこの日から放送枠を月曜20時枠→日曜21:58 - 23:05枠へ移動・拡大[202][208]。枠移動・拡大後初回となる同日は20:58 - 23:10に2時間SPとして放送（同第2回は24分繰り下げの22:22 - 23:29に放送）。枠移動・拡大後初回は、森脇健児（タレント）と中田敦彦（オリエンタルラジオ）がそれぞれ異なるテーマで授業を行った（後者は「しくじり偉人伝」と題し、エイブラハム・リンカーンについて講義した）（ - 9月24日）。
  - 【スポーツ】フジテレビ系にてこの日、横浜アリーナで開催の総合格闘技イベント『RIZIN 2017 in YOKOHAMA-SAKURA-』の模様を19時 - 20時54分の枠で生中継。
  - 【スポーツ】東海テレビではこの日の13時45分から浅田真央（フィギュアスケート選手）の引退特別番組『浅田真央 〜ラスト・メッセージ〜』を東海3県ローカルで放送[194]。
- 17日（16日深夜） - 【音楽】フジテレビ系『Love music』は、この日から放送枠を、これまでの金曜23時30分枠から毎週月曜0:30 - 1:25（日曜深夜）枠に移動、放送枠も30分枠から55分枠に拡大。
- 18日 - 【バラエティ】TBS系『この差って何ですか?』、産休のため降板した赤江珠緒の後任のサブMCとして、川田裕美（フリーアナウンサー）が同日から登場。
- 19日
  - 【バラエティ】水曜21時枠にて、3月まで『プラチナイト』火曜版にて放送されていた、徳井義実、後藤輝基、SHELLY（タレント）、指原莉乃（HKT48）がMCを務めるトークバラエティ番組『今夜くらべてみました』を枠移動、ゴールデンタイムに進出する（枠移動・縮小後初回は19:56 - 21:54に2時間SP）[209]。
  - 【バラエティ】テレビ東京系のリアリティバラエティ番組『家、ついて行ってイイですか?』を土曜20時枠→水曜21時枠に移動、2時間に拡大の上、ネットワークセールス枠に昇格。
  - 【バラエティ】フジテレビ系水曜22時枠にて、1月に特別番組として放送し好評を博したトークバラエティ番組『良かれと思って!』をレギュラー放送開始。レギュラーにはバカリズム（お笑い芸人・脚本家）、劇団ひとり（お笑い芸人・作家）、ハライチ（お笑いコンビ）の澤部佑、メイプル超合金（お笑いコンビ）のカズレーザーの4名が出演[169][210]。
- 21日 - 【不祥事・バラエティ】同日発売の写真週刊誌「FRIDAY」（講談社）にて、お笑いコンビ・トータルテンボス（よしもと所属）の大村朋宏の不倫に関する報道がなされ、大村本人も事実と認める[211]。同日放送予定の『華丸・大吉のなんしようと?』（テレビ西日本）にトータルテンボスがゲスト出演していたが、同番組は「都合により番組の内容を変更し」1年前の再放送に急遽差し替えて放送した。
- 22日 - 24日・5月1日
  - テレビ朝日系
    - 【報道】土・日曜日20:54 - 21:54にいずれも1時間枠の新報道番組『サタデーステーション』・『サンデーステーション』（以下、『サタステ』・『サンステ』と略記。）をそれぞれ放送開始[注 28]。『サタステ』は高島彩（フリーアナウンサー、元フジテレビアナウンサー）が、『サンデー〜』は長野智子（同）がそれぞれMCに就任。これに合わせ、上述の通り『報道ステーション SUNDAY』は終了しており、日曜夕方枠は同月9日から『ANNスーパーJチャンネル』（日曜版）が復活した[123]。また、俳優・歌手のディーン・フジオカが『サタステ』のインフルエンサーとして不定期出演し『サタステ』『サンステ』共通のエンディングテーマ曲も担当[212]。『サタステ』初回・『サンステ』初回24分後拡大版の視聴率は、それぞれ8.7%・8.0%（いずれも関東地区・世帯・リアルタイム）[213]。なお『サンステ』は1年後の2018年4月より日曜16時30分 - 18時枠に移動となった。
    - 【改編】『サタステ』『サンステ』以外にも、前述の『あるある』『しくじり先生』および新ドラマ『サヨナラ、えなりくん』（5月1日から月曜0:40 - 1:10）も含めた今回の改編により、テレビ朝日の土曜20:54 - 翌1:00枠・日曜20:54 - 翌2:40枠の編成が大きく変わり、改編後も継続される番組に枠移動（一部は枠の拡大または縮小も。）が発生する。土曜の香取慎吾（元SMAP）司会の情報バラエティ『SmaSTATION!!』は22日からは15日までより10分繰り上げの23:05 - 23:59での放送になり、日曜の音楽バラエティ『関ジャム 完全燃SHOW』は23日から16日までより5分繰り上げの23:10 - 翌0:05での放送となった（枠移動後初回は25分繰り下げの23:35 - 翌0:30に放送）。日曜未明の深夜ドラマ『豆腐プロレス』は23日から16日までより30分繰り上げの0:05 - 0:35の放送となり、月曜未明のスポーツ2番組『やべっちFC』は24日から17日までより5分繰り上げの0:05 - 0:40での放送となり（枠移動後初回は25分繰り下げの0:30 - 1:05に放送。）、『GET SPORTS』は24日より全編ローカルセールス枠に復し、17日をもって打ち切ったネット局が多数出た上、17日までより25分繰り下げ・縮小の1:10 - 2:40での放送となる（枠縮小後初回は5分繰り上げ・25分拡大の1:05 - 3:00に放送となり、2:35に飛び降り点あり）。なお、22日の『Sma〜』には、中居正広（元SMAP）がゲスト出演し、解散後初となる共演が実現した[214][215]。
- 22日 - 【クイズ】フジテレビ系土曜19時枠にて、これまでに2回スペシャル番組として放送された『クイズ!金の正解!銀の正解!』をこの日からレギュラー放送開始[169]。司会は榎並大二郎（フジテレビアナウンサー）と加藤綾子（元・同、フリーアナウンサー）[216]。
- 24日 - 【バラエティ】テレビ朝日系にて、4日まで『ネオバラエティ』火曜版（火曜23:15 - 翌0:15、朝日放送のみ水曜未明に時差ネット）に放送されていた中居正広の冠番組『中居正広のミになる図書館』が、月曜20:00 - 20:54枠のゴールデンタイムに放送枠を移動[208][217] し、毎回生放送に移行する（枠移動後初回・第2回は19:00からの2時間SP、同第3回は関東ほか一部地域のみ6分前拡大）[218]。1月16日（月曜）19:00 - 21:48に放送したこの番組のスピンオフ特番『中居正広VS芸能人50人!世代別クイズバトル ジェネレーションチャンプ』が枠移動後のメイン企画となるほか、過去数回放送してきたこの番組のスピンオフ特番『中居正広のスポーツ!号外スクープ狙います!』もレギュラー化[217][219]。これによりテレビ朝日の月曜ゴールデン枠は、後述する『世界ルーツ探検隊』そして『中居〜』と続けてジャニーズ事務所所属タレントの司会番組が連続して編成されることとなった。
- 25日 - 【クイズ】フジテレビ系火曜20時枠にて、新クイズ番組『潜在能力テスト』（19:57 - 20:54）をレギュラー放送開始（2020年現在も継続中）[169]。
- 30日
  - 【クイズ】 TBS系日曜19時枠、1月22日に打ち切り終了した『クイズ☆スター名鑑』の後番組として、2016年10月19日に単発特番で放送され好評を博した、東京大学の現役大学生が一般人とクイズで挑むクイズ番組『東大王』をレギュラー番組に昇格し放送開始。司会はヒロミ（タレント）と山里亮太（南海キャンディーズ）を起用（初回は2時間SP）[220][221]。
  - 【バラエティ】テレビ東京系『モヤモヤさまぁ〜ず2』は、2007年の番組放送開始から10周年を迎えることを記念してこの日、3時間30分の記念スペシャルを放送。スペシャル版では初代アシスタント：大江麻理子（テレビ東京報道キャスター）、2代目アシスタントの狩野恵里（テレビ東京アナウンサー）の2名も特別出演し、3代目アシスタントの福田典子（同）の歴代アシスタント3人の共演が実現した[222]。

### 5月
- 1日
  - 【ドキュメンタリー】NHK総合『超絶 凄ワザ!』（名古屋局制作）がこの日の放送より前年度までの毎週土曜20時15分 - 20時45分枠から月1回月曜22時25分 - 23時15分枠へ月あたりの放送回数減少・枠変更となるが、1回の放送時間は50分に拡大する（ただし、放送枠変更後初回は25分繰り上げ）[223]。またアシスタントアナウンサーも池田伸子から副島萌生（2017年3月に名古屋放送局異動）に交代[128][223]。
  - 【バラエティ】テレビ朝日系月曜19時台にて、中丸雄一（KAT-TUN）と若林正恭（オードリー）がMCを務めるワールド情報バラエティ番組『世界ルーツ探検隊』を開始[224]（初回は20:54までの2時間SP。 - 8月21日）。
- 4日 - 【動画配信・バラエティ】テレビ朝日系で2004年〜2008年にレギュラー番組として放送され、またスペシャル番組としても数度放送されたくりぃむしちゅー（上田晋也・有田哲平）の冠番組『くりぃむナントカ』の最新作がこの日にインターネットテレビのAbemaTV開局一周年記念特番として21:00 - 23:00枠にて配信された[225]。
- 5日
  - 【スポーツ・バラエティ】NHK総合にて、明石家さんま司会のスポーツバラエティ特番『明石家スポーツ』をこの日19:30 - 20:43枠にて放送。『第1回明石家紅白!』（2016年11月24日放送）に続くNHKでのさんま冠スペシャル番組の第2弾で、さんまがスポーツの名場面や決定的瞬間の映像を紹介しながらトークを展開。本番組ではさんまの他、アシスタントを新井恵理那（フリーアナウンサー）が務め、ゲストパネラーとして真野恵里菜（女優）、遠藤章造（ココリコ）、澤部佑（ハライチ）、ダレノガレ明美（タレント）などが出演した[226]。
  - 【バラエティ・北海道】北海道文化放送にて、タカアンドトシの冠バラエティ番組『発見!タカトシランド』（北海道ローカル、金曜19時枠）放送開始（2020年現在も継続中）。
- 6日
  - 【バラエティ】フジテレビの土曜2:00 - 2:30（金曜深夜）枠にて、指原莉乃（HKT48/STU48）がメインMCを務めるアイドルバラエティ『この指と〜まれ!』が同日未明（5日深夜）から放送開始[227]。
  - 【料理】日本テレビ系地域限定スポンサードネット番組『キユーピー3分クッキング（日テレ版）』にて、毎週土曜日に趣向を凝らした企画の日を設け、同局アナウンサーの杉上佐智枝が担当として登板する[228]。
- 16日 - 【音楽・芸能】EXILEなどが所属する芸能プロダクションLDHは、7人組ダンスパフォーマンスユニット『FANTASTICS』ボーカルとしての新メンバーを加入させるに当たり、「VOCAL BATTLE AUDITION 5」の開催を同日未明にTBSで放送された『週刊EXILE』の中で発表[229]。
- 17日 - 【報道・皇室】秋篠宮文仁親王の長女・眞子内親王が国際基督教大学（ICU）時代の同級生の男性との婚約が内定したとの報道から一夜明けたこの日午前、テレビ東京系と独立局を除く各局にて、男性の会見の模様を生中継した[230]。NHK総合は10時の『ニュース・気象情報』を5分繰り上げ・15分拡大して対応。日本テレビ系とフジテレビ系は通常番組[注 29] 内で対応し、テレビ朝日系とTBS系は通常番組を休止し[注 30]、報道特別番組を放送した。
- 20日・21日 - 【スポーツ】フジテレビ系にて、プロボクシングの世界タイトルマッチイベント『ボクシングフェス2017 SUPER 2 DAYS』（江東区・有明コロシアム）を2夜連続で生中継（両日とも19:00 - 20:54）[231]。
- 22日〜28日 - 【キャンペーン】日本テレビ系にて、恒例となった大型キャンペーン『7daysTV かぞくって、なんだ。』を3年連続で実施。メインパーソナリティは高畑充希（女優）と笑福亭鶴瓶（タレント・落語家）、キャンペーンサポーターは桝太一（同局アナウンサー）がそれぞれ務めた[232]。なお目玉番組として、26日には『金曜ロードSHOW!』枠でドラマ特別企画として『帰ってきた家売るオンナ』[注 31] が、最終日の28日には特別番組『かぞくヒストリー〜写真から始まる物語〜』がそれぞれ放送された。
- 27日 - 【バラエティ】NHK総合『バラエティー生活笑百科』（大阪局制作）相談室長（司会）の笑福亭仁鶴（上方落語家）が、体調不良の為同日放送の番組を欠席、1986年4月の同番組初出演以来、番組出演32年目にして初めて番組を休み、室長補佐（サブ司会）の桂南光（上方落語家）が代理司会を務めた[233]。
- 30日〜6月12日 - 【スポーツ】テレビ東京系にて、同時期に開催の世界卓球選手権（ ドイツ、現地時間28日 - 6月5日）と全仏オープンテニス（ フランス、現地時間28日 - 6月11日）の2大会を『テレ東スポーツ祭』と銘打ち、両大会を期間中連日にわたり中継放送した[234]。
- 29日〜7月27日 - 【情報】日本テレビ・中京テレビ『PON!』が、通常生放送を行っているゼロスタジオの改修工事のため、この期間に限り日本テレビスタジオからの放送となった（7月31日放送よりゼロスタジオに復帰）。

### 6月
- 5日
  - 【料理】 日本テレビ系地域限定スポンサードネット番組『キユーピー3分クッキング（日テレ版）』は、産休のため前月30日放送で卒業した小熊美香（同局アナウンサー、2012年7月より在任）[235] に代わり、新アシスタント佐藤真知子がこの日から登板[228]。
  - 【情報・宮城県】東日本放送（テレビ朝日系）は宮城県ローカルでの自社制作夕方帯枠生ワイド『夕方LIVE!キニナル』（月 - 金曜15:50 - 16:50）を開始[236]。これにより、既存の後続2番組『スーパーJチャンネル』『スーパーJチャンネルみやぎ』と合わせ、3時間超の連続した生番組編成となる[236]。
- 7日 - 【スポーツ】日本テレビ系にて、サッカーの国際試合『キリンチャレンジカップ2017「日本VSシリア」』を生中継（19:20 - 21:24。19:00 - 19:20に事前枠を別途放送）。試合本編の平均視聴率は13.6％（関東地区・世帯・リアルタイム）。
- 9日 - 【教養・芸能】NHK Eテレの伝統芸能番組『にっぽんの芸能』にてこの日、中村獅童（歌舞伎俳優）と初音ミク（ボーカロイド）の共演による歌舞伎とVR技術を融合させた「超歌舞伎」の最新作となる公演『花街詞合鏡（くるわことばあわせかがみ）』をテレビ初放送[237]。
- 10日・17日 - 【紀行・バラエティ】NHK総合『ブラタモリ』で2週に亘り「名古屋」編を放送。1週目（10日）は名古屋城を、2周目（17日）は熱田神宮等をそれぞれ紹介。"名古屋嫌い"を公言していた同番組司会のタモリ（お笑いタレント・司会者）が初めて名古屋を来訪し話題となった[238]（こちらも参照）。なお、この2週の視聴率は、10日が13.9%、17日が11.9%（関東地区・世帯・リアルタイム）であったが、この2週で取り上げられた地区である名古屋地区では10日が17.5%、17日は18.3%（名古屋地区・世帯・リアルタイム）を記録し、名古屋地区ではそれぞれ最高を記録した[239]。
- 16日〜18日 - 【追悼】女優の野際陽子（13日没、81歳没）の訃報を受け、テレビ朝日系の一部番組において、当初の予定を変更（他局についてはこちらも参照）。
  - 16日放送分の『徹子の部屋』は野際の追悼特集を急遽放送[240]。続けて、野際の遺作となった昼帯の『帯ドラマ劇場・やすらぎの郷』（第11週・第55話）冒頭に追悼の旨を表すテロップが表示された[241]。
  - 17日の『サタデーステーション』は急遽30分後拡大（ - 22:24）とし、野際の追悼特集を放送した。
  - 18日の『日曜ワイド』も当初予定の『司法教官・穂高美子6』を後日に振り替えとし、『特別編 追悼特別番組 野際陽子さんを偲んで』を急遽編成した[242][注 32]。また、『サンデーステーション』も急遽30分後拡大（ - 22:24）。
- 16日 - 【バラエティ】NHK総合で3月までレギュラー放送された、内村光良（ウッチャンナンチャン）ら出演のコント番組『LIFE!〜人生に捧げるコント〜』が2017年度は不定期放送となり、この日、Season-4終了後初めて特集番組として放送（22:00 - 22:48）[243]。特集初回ゲストには菅田将暉（俳優）、斉藤由貴（女優）、葵わかな（女優、今年度後期朝ドラ『わろてんか』ヒロイン）らが出演[244]。以後、1〜2ヶ月に1回のペースで放送されており、また内村は後述する今年末の『第68回NHK紅白歌合戦』総合司会に就任するまでになった。
- 17日 - 【芸能・音楽】 フジテレビ系にて、AKB48グループのシングル曲選抜メンバーを決定する『AKB48 49thシングル選抜総選挙〜まずは戦おう!話はそれからだ〜』を沖縄県豊見城市の中央公民館大ホール[245] から生放送（19時 - 21時24分）[注 33]。9回目の開催となった同選挙では、指原莉乃（HKT48・STU48兼任）が史上初の3連覇(自身、史上最多を更新する3年連続4回目の女王)を達成した。なお、番組平均視聴率は第1部（19:00 - 20:49）で6.1%、第2部（20:49 - 21:24）で13.2%（関東地区・世帯・リアルタイム）で、2012年の中継開始以来最低となった[246]。
- 17日・21日〜24日 - 【特集・人物】NHK BSプレミアムでは、1987年の没後から30周年になる石原裕次郎の追善特集編成を合計5日間に亘って放送。期間中には裕次郎主演の映画（『嵐を呼ぶ男』など）やテレビドラマ『西部警察 PART-III』（石原プロモーション制作、テレビ朝日系）の最終回『さよなら西部警察 大門死す!男達よ永遠に…』（1984年10月22日放送）の完全再放送（21日）などが編成された。初日となった17日にはビートたけし冠司会の芸能教養バラエティ『たけしの“これがホントのニッポン芸能史”』（19:30 - 21:00）を「刑事ドラマ」をテーマに放送し、続いてドキュメンタリー『裕次郎は死なない〜心に刻まれた5つの物語〜』（21:00 - 22:29）、さらに『ビッグショー』の裕次郎出演回の永久保存版（22:30 - 23:16）の順に放送された。21日には、かつて石原軍団に所属した峰竜太（タレント・俳優）をナビゲーターに『西部警察』ロケ地を巡るドキュメンタリー『石原裕次郎の旅〜日本縦断“西部警察”の舞台裏紀行〜』（20:00 - 21:09）、そして最終日の24日にはフィナーレ特番『スーパープレミアム「日本人が最も愛した男・石原裕次郎」』（19:30 - 22:29）[247]、といった番組が放送された[248]。
- 23日
  - 【ドキュメンタリー・人物】フジテレビ系（一部系列局除く）でこの日、当初予定の『その原因、Xにあり!』（フジテレビ制作・全編ローカルセールス枠）を『藤井聡太14才』（東海テレビ制作）のネット受けに変更[249][250][注 34][注 35]。視聴率はフジテレビでは5.3%（関東地区・世帯・リアルタイム）[251]、特番制作局の東海テレビでは10.1%（名古屋地区・世帯・リアルタイム）[252] であった。
  - 【映画】日本テレビ系『金曜ロードSHOW!』ではこの日、当初放送予定のSF映画『バトルシップ』（2012年、アメリカ）を変更[注 36]し、翌週30日放送予定だった2012年公開のファンタジー映画『ダーク・シャドウ』（ティム・バートン監督、ジョニー・デップ主演）を繰り上げ放送した[254]。また『ダーク〜』の予定繰り上げに伴い、30日は『藁の楯』（2013年公開、三池崇史監督、大沢たかお主演）を放送。なお『バトルシップ』は9月8日に移動して放送された。
- 25日 - 【報道】 BS朝日『いま世界は』のサブキャスターを2017年1月から務めていた青山愛（テレビ朝日アナウンサー）が、7月末に同社を退職することにより、同日の放送を以て番組を降板した[255]。
- 26日
  - 【情報・バラエティ】日本テレビ系『ヒルナンデス!』にて新プロジェクト「ヒル活!」を立ち上げ、この日より始動。各曜日、日替わりでレギュラー出演者が新たな趣味にチャレンジする企画を実施[256]。
  - 【追悼・ドキュメンタリー・人物】 日本テレビ系にて、22日に急逝した小林麻央（フリーキャスター）の追悼緊急特別番組としてこの日『小林麻央さん追悼番組〜優しく強く生きた34年〜』を生放送（21:00 - 22:54）。番組には、麻央が立ち上げ時から約3年半キャスターを務めた『NEWS ZERO』のレギュラー陣である村尾信尚（ジャーナリスト、『ZERO』アンカーマン）、ラルフ鈴木・鈴江奈々（同局アナウンサー）が出演した[257]。なお、この特番の視聴率は15.4%であった（関東地区・世帯・リアルタイム）[258]。

### 7月
- 1日 - 【情報・バラエティ】関西テレビ制作・フジテレビ系『にじいろジーン』の新レギュラー陣に、飯豊まりえ（女優）がこの日から加入[259]。
- 2日〜3日 - 【報道】2日投開票の2017年東京都議会議員選挙の開票特別番組を、NHK総合と在京民放各局（日本テレビを除く）にて放送。なお、テレビ朝日では『サンデーステーション』の通常放送内で、フジテレビでは『Mr.サンデー』（フジテレビ・関西テレビ共同制作）を「超拡大スペシャル」として、放送時間を拡大し、それぞれ対応した。
- 3日
  - 【スポーツ】テレビ東京系『追跡LIVE!Sports ウォッチャー・平日版』月曜担当キャスターとして、6月1日付で同局に中途入社したアナウンサー竹﨑由佳が登板[260]。
  - 【報道】BS日テレ『深層NEWS』のメインキャスターがこの日から交代（近藤和行（読売新聞東京本社編集委員）→丸山淳ー（同、元熊本県民テレビ取締役報道局長））[261]。
- 3日〜16日（日本時間） - 【スポーツ】NHK総合とWOWOWにて『ウィンブルドン2017』と題し、プロテニスのメジャー大会・ウィンブルドン選手権（ イギリス・ロンドン）を中継放送。大会期間中、男女シングルス決勝戦の実況生中継や深夜枠での大会ハイライトなどを放送した[262]。
- 4日 - 【報道・BPO】BPOの放送人権委員会は、フジテレビ系『Mr.サンデー』において舛添要一東京都知事（当時）の政治資金流用疑惑に関する問題を取り扱った中で、肖像権を侵害されたなどと舛添の妻らが申し立てていた問題で、「侵害は認められない」とする決定を発表した[263]。ただし、放送倫理上も問題なしとしたが、「誤解を生じさせないための工夫の余地があった」との要望を付記した。
- 5日 - 【人形劇・キッズ】1979年4月から1982年3月まで通算656回に亘り、NHK総合で放映された人形劇『プリンプリン物語』（15分番組）の全収録回ビデオテープが発見されたことを受け、NHKではこの日よりBSプレミアムにて、同作を本放送終了以来、35年ぶりに水曜23:00 - 23:30枠にて2話ずつ再放送開始[264]。
- 6日 - 【報道】NHK総合では、福岡県及び大分県に大雨特別警報が気象庁より発令された（詳しくは平成29年7月九州北部豪雨を参照）ことを受け、両県の豪雨災害関連のニュース・情報を伝えるため、この日の8:15 - 16:00（連続テレビ小説『ひよっこ』の再放送〈12:45 - 13:00〉は予定通り実施）まで特別報道編成を行った。これに伴い当日の『あさイチ』[265] と『ごごナマ』を休止[266]。また『ニュース7』を20時まで延長して放送し『人名探究バラエティー 日本人のおなまえっ!』は30分繰り下げて20:00 - 20:45に放送、この為『所さん!大変ですよ』は休止、さらに『SONGS』（22:50 - 23:15）も休止したほか、翌7日未明も4時過ぎまで大雨関連ニュースを伝えた。
- 9日
  - 【報道・討論】NHK『日曜討論』（総合テレビ・ラジオ第一同時放送）の女性司会者が交代（松村正代（NHKアナウンサー）→牛田茉友（同）[267]）。
  - 【スポーツ】日本テレビ系『Going!Sports&News』の日曜日担当アシスタントとして、2017年入社の新人アナウンサー佐藤梨那が登板[268]。
- 11日
  - 【教養・バラエティ】朝日放送制作・テレビ朝日系火曜20時枠のビートたけし司会の医療バラエティ『たけしの家庭の医学』シリーズが、この日から『名医とつながる!たけしの家庭の医学』として再度リニューアル（初回は3時間SP（19:00 - 21:48））[269]。
  - 【バラエティ】TBS系『マツコの知らない世界』、2週連続（4日・11日）となる2時間SPの2回目を放送（20:57 - 22:54）。同日の目玉企画として、生放送で約13万個のドミノ倒しに挑戦した[270]。なお、当日の実況は元同局アナウンサーで、主にスポーツ実況や『ザ・ベストテン』の司会[注 37] などで活躍した松下賢次が務めた。
- 12日 - 【情報】NHK総合『ごごナマ』1時台（13:05 - 14:00）のトークゲストとして堀江貴文（実業家、ライブドア元社長）が出演したが、堀江が着用したTシャツにナチス・ドイツ独裁者のアドルフ・ヒトラーを想起させるイラストが描かれていたため視聴者から批判が集中し、これを受け、同番組MCの一人である阿部渉（NHKアナウンサー）が「不快な思いを抱かれた方にお詫び申し上げます」と謝罪した[271]。
- 14日・16日 - 【アニメ・映画】アメリカ・ピクサー製作のアニメ映画『カーズ』シリーズ最新作『カーズ/クロスロード』の日本公開に合わせ、フジテレビ系にてシリーズ前2作品を2夜連続で放送。14日は第1作『カーズ』を「金曜プレミアム」枠（19:57 - 22:19（30分拡大））にて、16日は地上波初放送となる第2作『カーズ2』を19:00 - 21:04枠にてそれぞれ放送した[272]。
- 15日〜8月6日（日本時間） - 【スポーツ】テレビ朝日系にて、 ハンガリー・ブダペストで開催の「世界水泳2017 ブダペスト」の模様を連日中継放送[273]（BS朝日は30日まで、シンクロ・競泳の各予選のみを放送）。
- 17日 - 【報道・不祥事】神戸市北区で16日に発生した5人殺傷事件で、毎日放送がこの日の『ひるおび!』内のニュースと、午後の情報番組『ちちんぷいぷい』で容疑者の顔写真を誤って別人の写真を放送していたことが判明し、同局は同日夕方の『VOICE』等で謝罪すると同時にお詫びのコメントを発表した[274]。
- 22日 - 【教養・科学】NHK総合『NHKスペシャル』で人工知能をテーマとした新シリーズ『AIに聞いてみた〜どうすんのよ!?ニッポン』（全7回）を開始、その初回となる「プロローグ」を同日放送（19:30 - 20:45、21:00 - 21:49）。司会はマツコ・デラックス（コラムニスト）と有働由美子（NHKアナウンサー）のコンビが担当、マツコはNHK番組で初めて司会を務めた[275]。
- 23日
  - 【追悼】NHK総合（一部地域を除く）でこの日、7月18日に死去した聖路加国際病院医師で文化勲章受章者の日野原重明（105歳没）の追悼特番として『生と死に向き合った105年』（13:50 - 15:15）を放送。同特番では2011年10月8日に放送された『NHKスペシャル「日野原重明 100歳 いのちのメッセージ」』の映像とともに、縁のあるゲストを迎え振り返った[276]。また28日（27日深夜）にはTBSにて、稲垣吾郎（元SMAP）が司会を務める冠トーク番組『ゴロウ・デラックス』（金曜未明（木曜深夜）、関東ローカル）で放送内容を変更し、日野原が出演した回（2015年10月23日放送）を追悼企画として再放送した。
  - 【スポーツ】テレビ東京系にて、プロボクシングの世界タイトルマッチ2戦（IBF世界ミニマム級「ホセ・アルグメド×京口紘人」戦、WBA世界L.フライ級「田口良一×ロベルト・バレラ」戦）の模様を生中継（19:54 - 22:09（15分延長））[277]。
- 29日 - 【音楽・追悼】 NHK BSプレミアムにてこの日、7月21日に死去した作曲家・平尾昌晃の追悼番組としてこの日の13:30 - 15:00の枠で、2010年11月3日にBS2（当時）で放送された『昭和歌謡黄金時代 作曲家・平尾昌晃の世界』を再放送した[278]。

### 8月
- 4日〜13日 -【スポーツ】TBS系にて、ロンドンで開催の『世界陸上ロンドン2017』を独占中継放送。メインキャスターは織田裕二（俳優）と中井美穂（フリーアナウンサー）が1997年アテネ大会から通算11大会連続で務めた[279][280]。今回もロンドン・オリンピック・スタジアムにオープンスタジオを設け、2007年は大阪大会以降、6大会連続でオープンスタジオが設置された。
- 7日 - 【情報】テレビ東京『よじごじDays』（関東ローカル）の放送時間がこの日から平日に限り15分繰り上げ拡大となる、15時40分 - 16時54分での放送に移行[281]（月 - 金曜が祝日と重なった場合は従前通りで変更なし）。
- 8日〜23日 - 【スポーツ】阪神甲子園球場にて開催の第99回全国高等学校野球選手権大会をNHK総合・Eテレと朝日放送（関西ローカル）、BS朝日で実況生中継し、CS放送のスカイAで録画中継を実施。8日にはテレビ朝日系でも開会式のみ放送した（8:59 - 9:30）。また、朝日放送・テレビ朝日系では、23時台にハイライト番組『熱闘甲子園』を編成、本年もキャスターは古田敦也（テレビ朝日野球解説者、元ヤクルト捕手・選手兼任監督）とヒロド歩美（朝日放送アナウンサー）が担当、本年度の同番組テーマソングおよび朝日放送の高校野球キャンペーンソングは、シンガーソングライターの高橋優の曲「虹」が採用された[282]。
- 11日〜14日 - 【スポーツ】米国PGAツアーメジャー最終戦『第99回全米プロゴルフ選手権』（ノースカロライナ州・クエイルホローC）をフジテレビが1996年大会以来21年ぶりに生中継。予選ラウンド2日間はBSフジ、決勝ラウンド2日間は地上波フジテレビ系列で放送され、BSフジでは4日間とも夕方にダイジェスト放送を実施した[283][284]。
- 13日（12日深夜） -【芸能】テレビ朝日にて、秋元康総合プロデュースによるアイドルオーディション番組『ラストアイドル』（0:05 - 0:30、初回・第2回は30分繰り下げ）を放送開始[285]。
- 15日
  - 【報道】終戦記念日のこの日、TBS系『NEWS23』は放送時間を30分拡大（23:00 - 16日0:26）し、恒例の終戦特集企画『綾瀬はるか「戦争」を聞く』シリーズ第7回目となる「地図から消された秘密の島」を放送。綾瀬はるか（女優、広島県出身）が同県大久野島を訪れ、同島での旧日本軍の毒ガス製造についての事実を取材。同島で毒ガスを製造した人々の苦しみ、そして平和への思いを伝えた[286]。
  - 【スポーツ】日本テレビ系『ワールドプレミアムボクシング』にて、WBC世界バンタム級タイトルマッチ「山中慎介（帝拳ジム）VSルイス・ネリ（メキシコ）」戦（島津アリーナ京都）の模様を生中継（19:56 - 20:54）。
- 25日
  - 【情報】 NHK総合『ごごナマ・金曜日』（大阪局制作）のレギュラーMC陣の一部が交代（一柳亜矢子（NHKアナウンサー、大阪局所属）→北郷三穂子（同））[287]。
  - 【報道】 NHK総合『ニュースチェック11』の気象情報を担当していた気象予報士の三宅惇子が同日の放送をもって降板[288]。
- 26日〜27日 - 【特番】日本テレビ系にて毎年夏恒例、記念すべき40回目となった大型チャリティ特別番組『24時間テレビ40 愛は地球を救う』を生放送。テーマは「告白」で、メインパーソナリティーは櫻井翔（嵐）、小山慶一郎（NEWS）、亀梨和也（KAT-TUN）の3名[289]、チャリティーパーソナリティーは石原さとみ（女優）[290]、スペシャルサポーターは東野幸治（お笑いタレント）、宮迫博之（雨上がり決死隊）、後藤輝基（フットボールアワー）、渡部建（アンジャッシュ）（以上、同局系『行列のできる法律相談所』レギュラー出演者）と、梅沢富美男（俳優・歌手）、ブルゾンちえみ（お笑い芸人）がそれぞれ務めた[291]。また、24時間マラソンランナーは史上初の当日発表となり[292]、ブルゾンちえみが90Kmのマラソンに挑戦[293]、見事完走を達成した。なお、視聴率は、番組平均[注 38] では歴代2位タイとなる18.6%であり、瞬間最高視聴率は、27日20時47分に記録した40.5%（、関東地区・世帯・リアルタイム）[294]。
- 26日
  - 【バラエティ・特番】テレビ東京系にて、同局深夜枠で10年続くお笑いバラエティ『ゴッドタン』の放送10周年を記念し、同番組初のゴールデン特番となる3時間半SP『ゴッドタン 最初でたぶん最後のゴールデン3時間半スペシャル』（18:30 - 19:00・19:00 - 20:54・21:00 - 21:54）を放送[295][296]。
  - 【アニメ】フジテレビ系『土曜プレミアム』にて、同系列で放送中のアニメ『ONE PIECE』の原作漫画（尾田栄一郎作、週刊少年ジャンプ連載）の連載20周年を記念して、同アニメの特別編となる長編『ONE PIECE エピソードオブ東の海（イーストブルー）〜ルフィと4人の仲間の大冒険!!〜』を放送[297]。
- 29日 - 【報道】 この日早朝に朝鮮民主主義人民共和国(北朝鮮)が弾道ミサイルとみられる飛翔体を発射したのを受け、NHK総合および民放5大ネットワークは、朝の報道番組の内容をすべて差し替え、北朝鮮のミサイル関連のニュースを速報扱いで報道[298]。
  - このうちNHK総合は、『NHKニュース おはよう日本』を6:03をもって打ち切り、ミサイル関連の緊急報道特別番組に切り替えた。緊急報道特番は10:20まで続き、この影響で『連続テレビ小説「ひよっこ」』の本放送や『あさイチ』が急遽休止[299] になるなど午前中の番組が大部分変更された。なお、『ひよっこ』に関しては昼の再放送（12:45 - 13:00）を臨時に本放送扱いにして放送された[注 39]。
  - 一方、テレビ東京系列は、通常は7時05分で終了する『NEWSモーニングサテライト』を、後番組の『おはスタ』を休止する形で、放送時間を延長し7時30分まで北朝鮮関連のニュースを報じた後、7時30分開始のアニメ『けものフレンズ 最終回[注 40]』以降、通常の編成に戻った[300]。
  - BS各局も6時台を中心に地上波放送をサイマルする形で放送された[要出典]。
- 29日(28日深夜)〜9月4日(3日深夜) - 【スポーツ】フジテレビ系にて、 ハンガリー・ブダペストで開催の『柔道世界選手権2017』の模様を生中継。今大会では男女7階級個人戦のほか、男女混合団体戦を実施[301]。
- 31日 - 【教育】NHK Eテレではこの日の夜に『8月31日の夜に。』と題し、19時台の『Rの法則』から22時台の『ハートネットTV』（2部構成）まで新学期前日のジュニア世代向けに生放送を編成し、SNSなどを通じて幅広く若者たちの声を拾うなどして、ジュニア世代たちへ明日を開くヒントを見つけていく番組編成を実施[302]。

### 9月
- 1日 - 【クイズ】日本テレビ系ではこの日『日テレ系 クイズの日』と題して、ゴールデン・プライム枠でクイズ特番を2本放送。19:00 - 21:00[注 41] には『超問クイズ!真実か?ウソか?超人気司会者は○×が解けるのかSP』を、続く21:00 - 23:24には夏恒例の『ライオンスペシャル 第37回全国高等学校クイズ選手権』（21:00 - 23:24）をそれぞれ放送した。
- 3日
  - 【将棋】NHK Eテレでこの日放送の『NHK杯テレビ将棋トーナメント』にて、藤井聡太四段と森内俊之九段（永世名人）の対局の模様を生中継にて放送した（10:00 - 12:00）。藤井の対局が地上波で生中継されたのは史上初[303]。
  - 【報道】この日15時より秋篠宮眞子内親王の婚約内定記者会見が開かれ、NHK総合と民放各局（テレビ東京系と独立局除く）で会見の模様を報道特番として放送した[注 42][注 43]。
  - 【報道】TBS系『Nスタ・日曜版』のサブキャスターに、入社1年目の喜入友浩（同局アナウンサー）がこの日から登板。
- 4日
  - 【情報】CBCテレビ制作・TBSをはじめとする一部の同系列局で放送の『ゴゴスマ-GO GO!Smile!-』が、この日からテレビ山口（tys・山口県、同系）での番販ネットを開始。
  - 【報道】テレビ東京系『ゆうがたサテライト』がこの日からリニューアル、サブキャスターの交代（進藤隆富→池谷亨<テレビ東京報道局経済解説委員>）とともに、スタジオセットなどを一新。
- 5日〜17日 - 【スポーツ】日本テレビ系列でワールドグランドチャンピオンズカップを放送。女子大会は東京・名古屋、男子大会は名古屋・大阪でそれぞれ開催、放送協力は中京テレビ・読売テレビが担当。番組メインキャスターはお笑いコンビ・チュートリアルの徳井義実、また佐藤栞里（タレント）が応援サポーターを務めた[304]。
- 9日（9月8日深夜） - 【トーク・特番】3日に放送された日曜朝のトーク番組『ボクらの時代』（出演：北野武<ビートたけし。タレント・俳優・映画監督>、星野仙一<プロ野球東北楽天ゴールデンイーグルス副会長、元プロ野球選手・監督>、松尾雄治<ラグビー解説者・スポーツコメンテーター、元ラグビー選手>）の特別編として、この日3:10 - 3:30枠にて『27時間テレビ直前!ボクらの時代 未公開スペシャル』を放送、3日の通常枠（30分）に収まらなかった北野・星野・松尾の3人のトークが延長バージョンの形で追加放送された[305]。
- 14日 - 【スポーツ】NHK総合にてこの日、広島東洋カープのセ・リーグ優勝が懸かった「広島対DeNA」戦（MAZDA Zoom-Zoom スタジアム広島）を当初予定の中国地方の各放送局でのみの放送から急遽全国中継に格上げして放送（19:30 - 20:45。これとは別に18:00 - 19:30・20:45 - 22:00にマルチ編成を実施し、サブチャンネルで野球中継を21:56まで放送）[注 44]。
- 15日 - 【報道】この日早朝に朝鮮民主主義人民共和国(北朝鮮)が弾道ミサイルとみられる飛翔体を発射したのを受け、NHK総合ならびに民放5大ネットワークは、朝の情報番組の内容を大幅に差し替え、北朝鮮関連のニュースを速報扱いで放送。
  - このうちNHK総合は、第一報と同時に『おはよう日本』を7:02をもって打ち切り、10:15まで緊急報道特番を放送。この影響により、同日の『ひよっこ』第143話の本放送や『あさイチ』が急遽休止となった。なお、『ひよっこ』に関しては、昼の再放送（12:45 - 13:00）を臨時に本放送扱いとした上で放送した[注 45][306]。
  - また民放各局も、各番組の予定されていた内容を大幅に差し替えL字型テロップなどを用意したり、テレビ東京では『おはスタ』を休止し『Newsモーニングサテライト』を延長するなど対応に追われた[307]。
- 16日〜17日 - 【スポーツ】プロ野球・福岡ソフトバンクホークスがこの日行われた対埼玉西武ライオンズ戦（メットライフドーム）に勝利し、パ・リーグ優勝を達成。なお、この試合はNHK BS1で緊急生中継したほか、九州朝日放送でも福岡県ローカルで生中継された。在福のNHK・民放各局（NHK福岡放送局・九州朝日放送・RKB毎日放送・福岡放送・TVQ九州放送・テレビ西日本）は16日の夕方・深夜または17日未明に優勝特番を放送した。
- 17日
  - 【報道】NHK総合はこの日早朝から、台風18号の九州など西日本に上陸する恐れがあるとして、『NHKのど自慢』などの通常の番組を休止して、台風関連の特設ニュースを放送。なお、『のど自慢』は、この日は山口県下関市からの公開生放送を予定していたが、16日に行われる予定だった予選会が台風上陸を考慮して中止となったため、生放送も休止となった[308]。
  - 【バラエティ】フジテレビ系日曜19:00 - 20:54枠の、古舘伊知郎司会の大型バラエティ番組『フルタチさん』（2016年11月6日 - ）が視聴率低迷のため、この日の放送を以て僅か10ヶ月足らずで終了。
- 18日 - 【報道】この日午前、台風18号の北海道地方接近ならびに上陸に伴い、在道のNHK・民放各局ではL字型テロップを使い情報を流した他、北海道内のNHK各放送局および札幌テレビ・北海道文化放送では報道特別番組を編成した。
- 18日〜19日 - 【スポーツ】広島東洋カープがこの日行われたVS阪神戦（阪神甲子園球場）に勝利し、2年連続のセ・リーグ優勝を達成。この試合は中国放送（RCC、広島県ローカル）と毎日放送（関西ローカル）、NHK BS1、スカイAで生中継[注 46] を行った他、在広のNHK・民放各局（NHK広島放送局・中国放送・広島テレビ・広島ホームテレビ・テレビ新広島）は18日の夕方・深夜または19日未明に優勝特番を放送した。
  - なお、中国放送が広島県ローカルで放送した生中継の視聴率は、平均視聴率は35.9%・瞬間最高は55.1%を、それぞれ記録（広島地区・世帯・リアルタイム）[309]。
- 19日 - 【バラエティ】毎日放送制作・TBS系火曜20時枠（19:56 - 20:54）、爆笑問題（太田光・田中裕二）MCのワールドドキュメントバラエティ『世界の日本人妻は見た!』（2013年4月 - ）が終了、4年半の歴史に幕。
- 22日
  - 【経済・報道】テレビ東京系平日早朝の経済ニュース番組『モーニングサテライト』サブキャスターの秋元玲奈（テレビ東京アナウンサー、2017年4月3日より在任）が、産前産後休業入りに伴いこの日の放送を最後に退任[310]。なお、秋元の後任として9月最終週以降、10月第1週から正式に番組に加入する（後述）ことになる西野志海（同局アナウンサー）が、月・火曜を、角谷暁子（同）が火〜木曜を代理の形でそれぞれ担当[311]。
  - 【アニメ】TBSは、10月から地上波とBS-TBSの両局で放送開始を予定していたアニメ『されど罪人は竜と踊る』について、「制作上の都合により2017年10月からの放送を見送ることとし、年を改めて2018年4月より放送開始を予定している」ことを発表した[312][313]。TBSでは代替番組として10月6日（5日深夜）から『中二病でも恋がしたい!』（第1期）を放送開始している[314]。
- 23日 - 【情報・バラエティ】香取慎吾（俳優、元SMAP）の司会で親しまれてきたテレビ朝日系土曜23時台の情報バラエティ番組『SmaSTATION!!』（2001年10月 - ）が終了、16年、699回に亘る歴史に幕[315]。なお当日、最終回放送に合わせ、東京タワーが青色にライトアップされる演出が行われた[316]。
- 24日
  - 【教養・バラエティ】日本テレビ系の教養バラエティ番組『所さんの目がテン!』（日曜7:00 - 7:30、一部地域除く）が、2018年に放送開始30年目を迎えるに当たりテーマ曲を一新。番組MCの所ジョージ書き下ろしによるエンディングテーマ「未来」をこの日から使用[317]。
  - テレビ朝日系
    - 【改編】10月から日曜日朝の改編を行うことに伴い（後述）、メ〜テレ制作のアニメ『ヘボット!』（7:00 - 7:30）と、朝日放送制作の教養・情報番組『住まいのダイエット』（9:30 - 10:00）の2番組を終了[318]。本改編に伴い、1977年10月開始のロボットアニメ『無敵超人ザンボット3』（ - 1978年6月）に始まり、その後『機動戦士ガンダム』（1979年）が大ヒット、以後も放送時間移動を繰り返しつつ約40年に亘り続いたメ〜テレ制作のアニメ枠の歴史に幕[注 47][注 48]。また、1989年4月開始の『住めば地球』以来28年半続いた朝日放送制作日曜9時30分枠も、この日で終了した。
    - 【教養・バラエティ】『しくじり先生 俺みたいになるな!!』、第1期レギュラー放送（2014年10月 - 。当時：日曜21:58 - 23:05）を終了[319]。今期の最終回はゲスト講師として亀田史郎（ボクシングトレーナー、元ボクシングジム経営者）と長男・興毅（元プロボクサー）が出演[注 49]。なお『しくじり先生』は特番での復活、過去放送回のAbemaTVでの配信を経て、2019年4月より火曜深夜（月曜未明）枠でレギュラー放送を再開、番組自体は2025年現在も継続中。
- 25日
  - 【情報】日本テレビ・中京テレビ『PON!』月曜日レギュラーの華原朋美（歌手）がこの日の放送をもって卒業、2年半のレギュラー出演に幕[320]。
  - 【バラエティ】テレビ朝日系「ネオバラエティ・月曜」（23:15 - 翌0:15、朝日放送に限り火曜未明に遅れネット）枠、橋下徹（弁護士、元政治家）の政界引退後初のテレビレギュラーとなった討論バラエティ番組『橋下×羽鳥の番組』（2016年4月 - ）が終了、わずか1年半で幕[321]。
  - 【経済・ドキュメンタリー】テレビ東京系『日経スペシャル 未来世紀ジパング〜沸騰現場の経済学〜』は、進行役担当の秋元玲奈（テレビ東京アナウンサー）が産休の為に11日の放送で番組を降板したことに伴い、この日の放送から秋元の後任として入社2年目の片渕茜（同）が起用された[322]。
- 28日 - 【報道】日本テレビ系『NEWS ZERO』は、月〜木曜のニュースリーダー及び「ZERO CULTURE」コーナー担当の久野静香（日本テレビアナウンサー、2014年4月4日より在任）がこの日の放送をもって卒業[323]。
- 29日
  - 【情報・ワイドショー・バラエティ】日本テレビ系では、『スッキリ!!』のアシスタントMC・岩本乃蒼（日本テレビアナウンサー、2015年3月30日より在任）[324][325]、『ヒルナンデス!』のサブMCを2011年3月28日放送開始から6年半担当してきた水卜麻美（日本テレビアナウンサー）が、それぞれこの日の放送を以て各番組を卒業[326]。後述の通り、岩本は10月より『NEWS ZERO』[323]、水卜は『スッキリ』へそれぞれ異動する[324][325]。
  - 【報道・情報】TBS系『あさチャン!』の気象情報担当キャスターを2016年3月より務めて来た井田寛子（気象予報士）が、第1子妊娠に伴い、産前産後休業に入るため同日を最後に卒業[327]。
  - 【情報】テレビ東京系『よじごじDays』（関東ローカル）で4月の番組開始から司会を務めてきた大橋未歩（テレビ東京アナウンサー）が同年12月に退職することが決まったことから、この日の放送を最後に同番組を卒業[328]。
  - フジテレビ系
    - 【情報・ワイドショー】平日朝のワイドショー番組『とくダネ!』のサブキャスターを2012年7月より担当してきた菊川怜（女優）が、この日を以て卒業[329]。
    - 【報道】平日深夜の報道・スポーツニュース番組『ユアタイム』（2016年4月 - ）が終了、1年半の歴史に幕[330]。なお、関連ミニニュース番組『ユアタイム クイック・あすの天気』は翌々日（10月1日『ニチファミ!・逮捕の瞬間〜』番組内）まで放送された。

  - NHKおよび5大系列局のローカル編成・BS・CS
    - 【情報】毎日放送『ちちんぷいぷい』（北海道放送・南日本放送にもネット）のニュース解説を1999年10月の番組開始から務めた石田英司（毎日放送社員・元同社報道局社会部デスク）が、この日を以て同番組を卒業。
- 30日
  - 【バラエティ】関西テレビの土曜0:55 - 1:25（金曜深夜）枠[注 50] で放送していたジャルジャル（お笑いコンビ）の冠バラエティ番組『ジャルやるっ!』（2010年10月 - ）が終了、7年の歴史に幕。最終回は大阪・扇町の同局本社スタジオから生放送された。
  - 【情報・バラエティ】TBS系『王様のブランチ』のリポーターを2007年2月から約10年7ヶ月にわたって担当した鈴木あきえ（タレント、女優）が、この日を以て卒業[331]。
  - 【スポーツ】テレビ東京系、土曜午前10時台後半のゴルフ番組『ゴルフの真髄』（2009年4月 - ）が終了、8年半の歴史に幕。
  - 【教養・科学】NHK総合『NHKスペシャル』で人体の神秘に迫る新シリーズ『人体〜神秘の巨大ネットワーク〜』を開始（全7回、2018年3月まで予定）。司会はタモリと山中伸弥（京都大学iPS細胞研究所々長、2012年ノーベル生理学・医学賞受賞者）が務める。翌日の「第1集」放送を前にこの日は「プロローグ」として放送した（21:00 - 21:59）[332]。

### 10月
- 1日
  - 【改編・報道・情報】テレビ朝日系、日曜早朝の放送枠を大幅改編、新報道情報番組『サンデーLIVE!!』（テレビ朝日・朝日放送〈後の朝日放送テレビ〉・名古屋テレビ〈メ～テレ〉共同制作。日曜5:50 - 8:30、一部地域では6:20飛び乗り）の放送を開始（2021年現在も継続中）。メインキャスターには東山紀之（歌手・俳優〈少年隊〉）が就任[318][333][334][335] ほか、気象情報担当キャスターとして、同社入社1年目の新人アナウンサー・林美桜が起用される[336]。他に古田敦也（スポーツコメンテーター、元プロ野球選手）らもレギュラーとして出演する。同番組開始に伴い、日曜朝に放送していた『ANNニュース』と『TOKYO応援宣言』はいずれも同番組に入る形で1コーナーとして継続となり、東映制作の老舗特撮シリーズ「仮面ライダーシリーズ」で9月3日から放送中の新作『仮面ライダービルド』[337] は8:00 - 8:30→9:00 - 9:30へ、同じく「スーパー戦隊シリーズ」の『宇宙戦隊キュウレンジャー』も7:30 - 8:00→9:30 - 10:00へ移動（順序入れ替え）。更に老舗音楽番組『題名のない音楽会』は1975年3月以来実に42年半振りとなる土曜放送[注 51] へ枠を移動し、土曜 10:00 - 10:30に放送時間が変更となる[注 52][318]。民教協番組『日本のチカラ』については『サンデーLIVE!!』の共同制作局のいずれでも土曜5:20 - 5:50に枠移動した。
  - 【教養・ドキュメンタリー】TBS系の世界遺産を紹介する教養ドキュメンタリー番組『世界遺産』（日曜18:00 - 18:30）は、この日から8代目ナレーターを女優の杏が務める[338]。
  - 【お笑い】TBS系にて、10回目の開催となるコント日本一決定戦『Cygames キングオブコント2017』決勝の模様を生放送（19:00 - 19:54・19:54 - 22:48）[339]、10代目王者にはかまいたち（よしもと所属）が輝いた。
  - 【特番・バラエティ・映画】テレビ東京系にてこの日、北野武（ビートたけし）監督・主演の劇場映画の最新作『アウトレイジ 最終章』の公開を記念して、たけしの冠バラエティ特番『たけしのよくできてるTV』（18:30 - 21:00）を放送。同特番ではお笑いコンビ・千鳥が進行を担当[340]。続く21:00 - 23:12には、北野監督・たけし主演映画『アウトレイジ ビヨンド』を地上波テレビ初放送[341]。
  - 【単発枠】フジテレビ系日曜19:00 - 21:54に、3時間枠の大型単発特別番組枠『ニチファミ!』を新設、初回となる同日は『逮捕の瞬間!警察24時』が放送された。なお、同局系の日曜ゴールデン枠で単発枠が編成されるのは、『日曜ファミリア』（2015年10月〜2016年9月）以来1年ぶり（3時間枠は約1年半ぶり）となる。
- 2日
日本テレビ系
  - 【通販】通販番組レーベル『ポシュレ』が、同局通販サイト「日テレ通販」のリニューアルに伴い名称を変更、レーベル名もそれに倣って『日テレポシュレ』に改称。同日の『PON!』番組内（11時台）から（単体番組としては5日（4日深夜）〜）放送開始。
  - 【報道】日テレNEWS24制作・日本テレビほかで放送の『Oha!4 NEWS LIVE』では、この日より月・火のメインキャスターに郡司恭子（日本テレビアナウンサー）が就任。
  - 【情報】『ZIP!』ではこの日より、2017年入社新人アナウンサーの伊藤遼と後呂有紗の2名が新レギュラーに加入。またSHOWBIZ（芸能情報）コーナーは尾崎里紗（日本テレビアナウンサー）がメイン担当に昇格、後呂はサブを担当。また、同日から13日まで2週に亘り、料理コーナー「MOCO'Sキッチン」では特別編「おでかけMOCO 秋の京都満喫SP」を放送、番組MCの川島海荷（女優）が同コーナー担当の速水もこみち（俳優）とともに京都を散策するほか、速水が京都の食材を使った料理を披露した。
  - 【情報・ワイドショー】この日からタイトル変更される『スッキリ』では、MC陣に水卜麻美（同局アナウンサー）が加わるとともにリニューアル。
  - 【情報】『PON!』（中京テレビへもネット）の月曜レギュラー陣に、関根麻里（タレント）と、お笑いコンビ・ANZEN漫才のあらぽんが新たに加入、隔週交代で出演[342]。
  - 【情報・バラエティ】『ヒルナンデス!』は、この日よりサブMCとして入社2年目の梅澤廉と滝菜月（ともに日本テレビアナウンサー）が登板。
  - 【報道】『NEWS ZERO』は、岩本乃蒼（日本テレビアナウンサー）がこの日より月〜木のニュースリーダー担当及び「ZERO CULTURE」担当キャスターとして登板する。

テレビ朝日系
  - 【紀行】高田純次（タレント・俳優）がナビゲーターを務める平日午前枠の散歩番組『じゅん散歩』が、放送3年目に入るこの日（西銀座の回）よりメ〜テレ（東海3県）での同時ネットを開始、2局同時ネットとなる。
  - 【バラエティ】「ネオバラエティ・月曜」（23:15 - 翌0:15、朝日放送に限り火曜未明に遅れネット）枠にて『アップデート大学』を、木曜2:21 - 2:51（水曜深夜）枠から放送時間枠を移動する形で、タイトルを『激レアさんを連れてきた。』と改めて放送開始。司会は若林正恭（オードリー）と弘中綾香（同局アナウンサー）が旧番組から引き続き担当[321][343]。

TBS系
  - 【報道・情報】『あさチャン!』は、この日より新気象情報担当キャスターとして、2017年入社新人アナウンサーの山本里菜と山形純菜の2名が登板。山本は月〜水曜、山形は5日より木・金曜を担当する[344]。
  - 【放送枠】この日から20・22時台番組はすべて正時スタートに移行する（20・22時台の番組で7月クールの時点でフライングスタートとなっているもの・19時台番組について、放送時間がそうなるよう変更される）[339][345]。

テレビ東京系
  - 【経済・報道】平日早朝の経済ニュース番組『モーニングサテライト』は月・火曜のサブキャスター兼コーナーリポーターとして、2017年新入社員の角谷暁子（テレビ東京アナウンサー）をこの日の放送から正式に起用する[311][346]。
  - 【情報】月 - 木曜午前枠『なないろ日和!』の事前番組として、9:11 - 9:21枠に『なないろ+』を放送開始。また、6日より同じく金曜午前枠『7スタライブ』の事前番組として『7スタ+』を開始。
  - 【情報】平日夕方の『よじごじDays』（関東ローカル）の2代目女性司会者として、竹﨑由佳（テレビ東京アナウンサー）がこの日の放送より登板[347]。

フジテレビ系
  - 【情報】平日早朝の情報番組『めざましテレビ』は、2017年入社新人アナウンサーの久慈暁子をスポーツコーナー担当キャスターに起用[348]。
  - 【情報・ワイドショー】 朝枠ワイドショー『とくダネ!』は、この日よりアシスタントMC兼フィールドキャスター・リポーターとして、海老原優香（フジテレビアナウンサー）が登板[349]。
  - 【報道】夕方ニュース『みんなのニュース』のキャスター陣を一新、メイン女性キャスターには島田彩夏（フジテレビアナウンサー）が新たに就くほか、福井慶仁と永尾亜子（いずれも同）がフィールドキャスターとして加入、また芸能・スポーツ担当キャスターを月〜水曜は西山喜久恵、木・金曜は榎並大二郎（いずれも同）がそれぞれ務める[350]。
  - 【報道】平日深夜最終版のニュースとして、同日より月 - 木曜23:40 - 翌0:25・土曜0:10 - 0:55（金曜深夜）にて『ユアタイム』の後継となる新報道番組『THE NEWSα』を開始。メインキャスターは月〜木曜に椿原慶子（フジテレビアナウンサー）[351]、土曜は松村未央（同）がそれぞれ就くほか、サブキャスターとして新人アナウンサーの安宅晃樹を抜擢。また、スポーツキャスターは月〜木曜は中村光宏、土曜は鈴木唯（いずれも同）がそれぞれ務める[350][352]。

NHKおよび5大系列局のローカル編成・独立局・BS・CS
  - 【情報】TOKYO MX1『ひるキュン!』（平日12:00 - 12:55）は、この日より新サブMCとして徳光正行（タレント）が登板。徳光は『ザ・ゴールデンアワー』（2009年 - 2012年）以来、5年ぶりに同局でレギュラー番組を持つことになる[353]。
  - 【報道】TOKYO MX1『TOKYO MX NEWS・夕方版』（平日）は、この日から放送開始時間を1分早め、17:59 - 18:30の放送となり、新キャスターに有馬隼人（フリーアナウンサー、元TBSアナウンサー、元アメリカンフットボール選手）が就任[354]、サブキャスターは9月末で名古屋テレビ（メ〜テレ）を退社したばかりの田中麻耶を起用[355]。
  - 【情報・近畿広域圏】毎日放送『ちちんぷいぷい (テレビ番組)』がこの日から宮崎放送（MRT・宮崎県、同）でネットを開始。これにより当番組は北海道放送（HBC・北海道、同）、南日本放送（MBC・鹿児島県、同）を含めた4局ネットとなる[356]。また毎日放送は、北海道などネット地域にもスタッフを駐在させ独自取材を行うほか、出演するレギュラー陣についても関西出身のタレントを中心とするメンバーから、北海道・鹿児島・宮崎の出身者をキャスティングするなど、抜本的なリニューアルを実施[357]。
  - 【情報・静岡県】テレビ静岡（SUT、フジテレビ系列）の『情報ワイド てっぺん静岡』はこの日から平日16:45 - 17:53に移動。
  - 【食】BS朝日の月曜21時枠にて、これまでに2回特番で放送された、土井善晴（料理研究家）がナビゲーターを務める冠グルメ番組『土井善晴の美食探訪!』がレギュラー昇格、この日から放送開始（21:00 - 22:54、2時間）[358]。
- 2日〜6日 - 【特番】テレビ東京系にて5日間に亘り、7時30分 - 8時の時間帯にて、ビートたけし冠司会の生放送特番『おはよう、たけしですみません。』を放送[341][359]。しかし、4日の放送ではたけしが欠席し、共演の水道橋博士（浅草キッド）と太田光（爆笑問題）が番組冒頭で謝罪する事態となった[360]。
- 3日
  - 【総合枠】フジテレビが火曜0:25 - 1:25（月曜深夜）に新たな実験番組枠として、ドラマ・バラエティなどジャンルを問わず放送する2部構成枠『ブレイクマンデー24』（0:25 - 0:55・0:55 - 1:25）を新設。第1弾はドラマ『アイ 〜私と彼女と人工知能〜』（香里奈主演、全2話、前編：3日0:25 - 1:25、後編：10日0:35 - 1:35）を放送[361]。
  - 【アニメ】テレビ東京で2015年10月 - 2016年3月に放送され人気を集めた、赤塚不二夫の代表作『おそ松くん』の大人になってからの生活を描いたテレビアニメ『おそ松さん』の第2シリーズを放送開始[362]。
  - 【バラエティ】テレビ朝日系「ネオバラエティ・火曜」（23:15 - 翌0:15、朝日放送に限り水曜未明に遅れネット）枠にて、過去に3回単発特番として放送され好評を博した未来予想バラエティ『ソノサキ〜知りたい見たいを大追跡!〜』をレギュラーに昇格する形で放送開始。お笑いコンビ・バナナマン（設楽統・日村勇紀）が司会を務める[343]。
- 4日 - 【経済・報道】 平日早朝の経済ニュース番組『モーニングサテライト』は水〜金曜のサブキャスター兼コーナーリポーターとして、西野志海（テレビ東京アナウンサー）がこの日の放送から正式に登板[311][346]。
- 4日・19日・23日 - 【改編】テレビ東京系でゴールデン枠の番組放送枠を交換。月曜20時台（20:00 - 21:00）に放送していた『主治医が見つかる診療所』を木曜20時台（19:58 - 20:54、初回は21:48まで2時間SP）に、同じく木曜20時台にあった『世界!ニッポン行きたい人応援団』を月曜20時台へそれぞれ移動の他、水曜は18:55 - 19:00（第1部）・19:00 - 20:00（第2部）の『THEカラオケ★バトル』『ソレダメ!〜あなたの常識は非常識!?〜』の2番組の放送順を入れ替え[363]。
- 6日
  - 【バラエティ】フジテレビ系、月曜23時枠で放送されていたトークバラエティ『キスマイBUSAIKU!?』が放送枠を金曜0:25 - 0:55（木曜深夜）に移動、タイトルも『キスマイ超（スーパー）BUSAIKU!?』に改めリニューアル[364]、この日から放送開始。
  - 【報道】テレビ朝日系『報道ステーション』は、この日より毎週金曜日の気象情報担当キャスターとして、入社1年目新人アナウンサーの三谷紬が登板[336]。
  - 【報道】BSフジの平日夜帯の報道番組『BSフジLIVE プライムニュース』は、地上波の『THE NEWSα』（金曜日担当）に異動した松村未央（フジテレビアナウンサー）の後任として、この日より竹内友佳（同）が毎週金曜担当キャスターとして登板[365]。
- 6日〜9日 - 【スポーツ】テレビ朝日系にて、 カナダ・モントリオールで開催の『世界体操2017』（現地時間：2日〜8日、オリンピック・スタジアムにて開催）を独占中継放送[366][367]。6日の男子個人総合決勝の模様はゴールデンタイム枠（19:00 - 21:48）にて放送された。
- 6日・10日 - 【スポーツ】サッカーの国際試合『キリンチャレンジカップ2017』を生中継（6日・日本対ニュージーランド戦、日本テレビ系、10日・日本対ハイチ戦、TBS系）。
- 7日
  - 日本テレビ系
    - 【音楽】土曜未明（金曜深夜）枠に放送の、バカリズムの司会で人気の音楽番組『バズリズム』（0:30 - 1:30）がこの日より放送時間を29分繰り下げ（0:59 - 1:59）、『バズリズム02』と改題、リニューアル（初回は30分繰り下げの1:29 - 2:29）。
    - 【情報】土曜早朝の情報番組『ズームイン!!サタデー』は、この日の放送よりキャスター陣に長沢美月（ファッションモデル）が加入[368]。また『ヒルナンデス!』へ異動した滝菜月（日本テレビアナウンサー）に代わり、同期入社の佐藤真知子（同）が『NNNニュースサタデー』などのニュースコーナーを担当する[369]。

  - テレビ東京系
    - 【特番】この日未明（6日深夜）の『ソコアゲ★ナイト』枠にて、当初放送予定だった『山田孝之の演技入門』から急遽放送内容を変更し、当初と同様山田孝之（俳優）出演による『緊急生放送!山田孝之の元気を送るテレビ』（0:12 - 1:23）を生放送[370]。
    - 【バラエティ】家族ドキュメントバラエティ『母ちゃんに逢いたい!』がこの週より放送枠を日曜夕方から土曜10:30 - 11:00へ移動。

  - フジテレビ系
    - 【バラエティ】2015年7月より木曜未明（水曜深夜）枠で放送されていたHey!Say!JUMPの冠バラエティ『いただきハイジャンプ』が放送時間を土曜昼枠（14:00 - 14:30）に移動、この日から放送開始。
    - 【報道】週末夕方の『FNN みんなのニュース Weekend』の新キャスターに生野陽子（フジテレビアナウンサー）と野島卓（同）が登板[350]。
- 7日・14日 - 【トーク】毎日放送・TBS共同制作のトーク番組『サワコの朝』（土曜7:30 - 8:00）は、14日に放送300回を迎えるのを記念して、司会を務める阿川佐和子（エッセイスト・タレント）の友人として知られる檀ふみ（女優・タレント）とのトーク企画を2週連続で放送。
- 8日
  - 【旅・バラエティ】TBS系の旅バラエティ『7つの海を楽しもう!世界さまぁ〜リゾート』（日曜0:00 - 0:30〈土曜深夜〉）のアシスタントは、前週で卒業した茜音、高嶋香帆、栗咲寛子（いずれもタレント、女優など。2015年より在任）の3名に代わり、新たに宮沢セイラ、チェルシーリナ、鈴川亜美（いずれもファッションモデル、タレントなど）の3名が登場。
  - 【報道】フジテレビ系日曜朝の『新報道2001』のMC陣に佐々木恭子（フジテレビアナウンサー）が登板[注 53][350]。
  - 【報道・選挙・討論】第48回衆議院議員総選挙（10日公示、22日投開票）の公示を前に、この日日本記者クラブにて行われた与野党8党の党首[注 54] による党首討論会の模様をNHK総合にて生中継した（13:05 - 15:00）。また、9日のTBS系『NEWS23』も公示前夜として放送時間を45分拡大（23:00 - 10日0:41）し、8党首が生出演しての党首討論を行った[371] 他、11日のテレビ朝日系『報道ステーション』でも党首討論を行った。
  - 【クイズ】朝日放送制作・テレビ朝日系『パネルクイズ アタック25』にお笑いコンビ・ロザンの宇治原史規が一般参加で挑戦。しかしパネルを1枚も獲得できずに惨敗した[372]。
  - 【お笑い・バラエティ・再放送】BSフジの日曜20:00 - 20:55枠にて、かつてフジテレビ系『火曜ワイドスペシャル』で放送された、ザ・ドリフターズ出演のコントバラエティ番組『ドリフ大爆笑』をこの日から放送開始。同番組は、過去に放送された傑作コントを厳選・再編集した内容でおくる。
  - 【音楽・芸能】テレビ朝日系の日曜22時枠（21:58 - 23:05枠）にて、6月30日に放送された『次世代スター発掘オーディション!音楽チャンプ』をレギュラー化した音楽オーディション番組『今夜、誕生!音楽チャンプ』を放送開始。司会は黒木瞳（女優）と村上信五（関ジャニ∞）のコンビが務める[319]（15日〜11月12日は休止）。
- 9日 - 【教養・バラエティ】TBS系月曜19:00 - 20:00枠にて、過去に5回単発特番で放送され好評を博した医療バラエティ『名医のTHE太鼓判!』がレギュラー放送開始（初回は20:54まで拡大の2時間SP）。司会は渡部建（アンジャッシュ）と山瀬まみ[注 55]（タレント）が務め、児嶋一哉（アンジャッシュ）が毎週のスペシャルゲストとして出演する[373]（ - 2020年3月2日）。
- 11日 - 【バラエティ・旅】TBS系月 - 木曜の深夜番組枠『テッペン!』（23:56 - 翌0:55、一部地域除く）の旅バラエティ『クレイジージャーニー』が木曜日→水曜日に移動[339]。
- 14日
  - 【スポーツ】日本テレビ系にて『第94回東京箱根間往復大学駅伝競走・予選会』（9:25 - 11:25、関東ほか一部地域のみ）を生中継。土曜午前中の放送にもかかわらず10.8%（関東地区・世帯・リアルタイム）の好視聴率をマークした[374]。
  - 【紀行・バラエティ】テレビ朝日系、4月から「ネオバラエティ・火曜」で放送していたロケバラエティ『陸海空 こんな時間に地球征服するなんて』が『陸海空 地球征服するなんて』に改題の上、土曜21:58 - 22:59に枠移動・拡大[198]。枠移動・拡大初回当日は通常放送とは別途に、18:30 - 20:54枠にも2時間半SPとして放送された。
- 15日 - 【スポーツ】フジテレビ系にて、この日開催の総合格闘技イベント『RIZIN FIGHTING WORLD GRAND-PRIX 2017 1st ROUND -秋の陣-』を『ニチファミ!』（19:00 - 21:54）枠にて放送。
- 16日 - 【バラエティ】テレビ朝日系月曜19時枠にて、9月まで木曜0:15 - 0:45（水曜深夜）枠に放送されていた体験バラエティ番組『なら≒デキ〜○○なら××デキるはず〜』が、タイトルを『天才キッズ全員集合〜君ならデキる!!〜』と改めて放送開始（ - 2018年3月）。MCはお笑いコンビのココリコ（遠藤章造・田中直樹）[注 56] と中丸雄一（KAT-TUN）[注 57] が務める[375]。当日は3時間SP（19:00 - 21:48）で放送された。
- 17日 - 【情報・バラエティ】毎日放送制作・TBS系火曜20時枠にて、過去に2回特番として放送され好評を博した、滝川クリステル（フリーアナウンサー）がMCを務める情報バラエティ番組『教えてもらう前と後』をレギュラーに昇格する形で放送開始（初回は19:00開始の2時間SP）。滝川は『Mr.サンデー』（フジテレビ・関西テレビ共同制作）以来、4年半ぶりのレギュラーMCを務める[376]（2021年4月より月曜22時枠へ移動）。第1回は、池上彰（フリージャーナリスト）がスペシャルMCとして登場（その後も不定期登板）。
- 21日
  - 【トーク】 日本テレビ系の土曜昼トーク番組『メレンゲの気持ち』、前週で卒業した三吉彩花（モデル、女優）の後任として村上佳菜子（元フィギュアスケート選手）がこの週よりMC陣に加入[377]。
  - 【バラエティ】フジテレビ系、さまぁ〜ず冠司会の雑学バラエティ『さまぁ〜ずの神ギ問』が日曜13時枠からゴールデンタイムに昇格、土曜19時枠（19:00 - 19:57）に移動し放送開始（ - 2018年9月29日）。初回は2時間SP（19:00 - 20:54）で、ゲストは岡村隆史（ナインティナイン）[378]。
- 22日
  - 【紀行・バラエティ】テレビ朝日系の日曜14時台にて『テンション上がる会?〜地球のことで熱くなれ!〜』（13:55 - 14:40、MC：今田耕司、指原莉乃）と、特番で人気を博した『ロボット旅日本一周〜タカラモノクダサイ〜』（14:40 - 15:20、MC：オードリー）のバラエティ2番組を開始。これにより、単発枠『サンデープレゼント』は不定期放送へ移行する。
  - 【スポーツ】フジテレビ系にて、プロボクシングの世界タイトルマッチ『村田諒太VSアッサン・エンダム』再戦を両国国技館から完全生中継（19:00 - 21:30）。当日の視聴率は20.5%（関東地区・世帯・リアルタイム）を記録[379]、この年の同局における最高視聴率を記録した[380]。
- 22日〜23日 - 【報道・選挙】第48回衆議院議員総選挙の開票特別番組をNHK総合と民放各局で放送（こちらを参照）。なお、台風21号の影響により、一部の局で台風情報を挿入しながら放送した。
- 24日 - 【バラエティ】テレビ東京系火曜19時台（18:55 - 19:54）にて、特番で好評だった『ヒャッキン!〜世界で100円グッズを使ってみると?〜』をレギュラー化、同日より放送開始（初回及び31日は2時間SP（ - 20:54））。
- 28日 - 【オリンピック・特番】2020年東京オリンピック・東京パラリンピックまで1000日となるこの日、NHK総合にて、東京五輪・パラリンピック関連の特別番組を編成。目玉番組は内村光良（ウッチャンナンチャン）が司会の『内村五輪宣言!〜TOKYO2020開幕1000日前スペシャル〜』（19:30 - 20:45）で、ゲストには北島康介（元競泳選手）、澤穂希（元女子サッカー選手・日本代表）、吉田沙保里（女子レスリング選手）等が出演した他、椎名林檎（歌手）とPerfume（歌手グループ）の2組が出演しスペシャルライブを披露した[381][382]。
- 30日
  - 【報道・気象】日本テレビ系『news every.』お天気コーナー担当の木原実（気象予報士）がこの日より休演することを発表。なお、その理由について同番組キャスターの藤井貴彦（同局アナウンサー）は「週末にケガをしてしまったため」と説明[383]。その後木原は11月24日に更新した自身のブログで「自分の不注意で頸椎損傷の大ケガを負い手術を受け、現在もリハビリに励んでいる」と明らかにした[384]。
  - 【バラエティ・食】TBS系月曜22:00 - 22:54枠にて、ジャニーズ事務所所属の7人組グループ・関ジャニ∞メインで、4月と6月に単発特番で放送され好評を博したグルメバラエティ『ペコジャニ∞!』がレギュラー放送開始（ - 2018年9月24日）[339][385]。
  - 【お笑い・バラエティ】フジテレビ系「COOL TV・月曜」枠（23:00 - 23:40）にて、新感覚お笑いバラエティ『AI-TV』を放送開始（ - 2018年3月12日）。番組MCは人型ロボットの「Pepper」が務める[386]。

### 11月
- 4日 - 【バラエティ】フジテレビ系『めちゃ×2イケてるッ!』（1996年10月 - ）が「2018年3月で放送を終了する」ことを、この日の放送にて発表[387]。
- 6日 - 【報道】テレビ東京系、放送2年目に入った平日夕方ニュース番組『ゆうがたサテライト』は、産前産後休業入りのため3日放送分で降板した初代メインキャスターの狩野恵里（テレビ東京アナウンサー）に代わり[388]、この日の放送より2代目として塩田真弓（同）を起用、新たにサブキャスターとして戸室穂美（フリーリポーター）が加入するなどシフトをリニューアルする[388]。
- 8日 - 【音楽】音楽界の賞レースのひとつであり、1978年（第11回）から毎年放送してきたTBS系『日本有線大賞』[注 58] が近年の視聴率低迷を理由に、12月4日開催の第50回をもって放送終了することを発表[389]。
- 11日 - 【特番・クイズ】BSフジでこの日、中高年世代向けクイズ番組『クイズ!脳ベルSHOW』（月〜金曜 22:00 - 22:54）をベースとした11時間の生放送クイズ特番『11時間テレビ 全国対抗!脳トレ生合戦!!』（11:00 - 22:00）を放送。総合司会は『脳ベルSHOW』司会コンビの岡田圭右（ますだおかだ）と川野良子（フジテレビアナウンサー）が務めた[390]。
- 12日
  - テレビ朝日系
    - 【スポーツ・バラエティ】日曜20時枠（19:58 - 20:54）にて、ビートたけしの冠MCで、1985年から1987年までの2年間ならびに1988年から1990年までの2年あまりの間放送され人気を博し、その後2015年から3年連続で年1回の復活版スペシャルで放送され好評だったスポーツバラエティ『ビートたけしのスポーツ大将』が約27年ぶりにレギュラー放送開始。新シリーズからはたけしに加え、復活特番から出演のお笑いコンビ・ナインティナイン（岡村隆史・矢部浩之）も正式にレギュラーとなる。なお、初回は2時間SP（18:57 - 21:00）。また、同番組開始に伴い、日曜20時枠の制作は9月までの朝日放送からテレビ朝日に移行する。
    - 【映画】2016年に公開され大ヒットした特撮映画『シン・ゴジラ』（庵野秀明総監督）を地上波初放送（21:00 - 23:20）[391]。
- 13日 - 19日 - 【キャンペーン】日本テレビ系列にて、1週間に亘り様々な番組で「からだ」をテーマにした企画を行う特別週間「カラダWEEK」を実施。3回目となったこの年もキャプテンは上田晋也（くりぃむしちゅー）が務め、マネージャーはお笑いコンビ・オードリーと、モデルで女優の中村アンが務めた[392]。
- 16日 - 【報道・情報】フジテレビ系『めざましテレビ』総合司会の三宅正治（フジテレビアナウンサー）が、前日の放送後に急性胆管炎で倒れ入院したことによりこの日の放送を欠席した[393][注 59]。なお、パートナーを務める永島優美（同）から、三宅が暫く休養する旨が伝えられた[393]。休養中は生田竜聖が代理司会を務め、12月11日に復帰した[394]。
- 23日
  - 【バラエティ】 日本テレビ系『ぐるぐるナインティナイン』の人気コーナー「グルメチキンレース・ゴチになります!」に、2016年のパート17から参戦している二階堂ふみ（女優）がこの日の放送で「女優業に専心するため、番組から卒業する」意思を表明した[395]。
  - 【ドキュメンタリー・音楽】NHK総合にて、9月に引退を発表した歌手の安室奈美恵に独占インタビューした特別番組『安室奈美恵 告白』をこの日放送（22:00 - 23:00）[396][397][398]。
- 26日 - 【ドキュメンタリー・バラエティ・不祥事】フジテレビはこの日、21日未明（20日深夜）に放送された『恋神アプリ』において、パラオ共和国で20歳の女性が飲酒するシーンを放送し、同共和国の21歳未満の飲酒禁止法令に違反したことから、同番組を今後放送中止することを発表した[399]。

### 12月
- 1日 - 【特番・陳情】テレビ東京はこの日、2018年1月2日放送の正月特番『緊急SOS!池の水ぜんぶ抜きましておめでとう2018』にて予定していた奈良県桜井市の箸墓古墳に隣接する池の部分の放送を中止することを発表。詳細は不明だが、撮影前に同市が協力拒否したことが理由[400]。
- 3日
  - 【音楽】テレビ東京系にて年末恒例の『第50回日本作詩大賞』を生放送。大賞は喜多條忠が「肱川あらし」（歌唱：伍代夏子）で初受賞[401]。視聴率は5.9%（関東地区・世帯・リアルタイム）。
  - 【お笑い・特番】朝日放送・テレビ朝日系にて、13回目となる漫才日本一決定戦『M-1グランプリ2017』決勝戦を生放送（18:57 - 22:10）。第13代王者にとろサーモン（よしもと所属）が輝いた[402]。
- 4日 - 【音楽】TBS系にて年末恒例の『第50回日本有線大賞』をこの日生放送（19:00 - 22:54）。なお、1975年の第8回から43年間続いた同局での大賞中継はこの年の50回目の節目を機に幕[403]。最後の日本有線大賞は氷川きよしが「男の絶唄」で歴代最多となる9度目の受賞。
- 7日 - 【バラエティ】フジテレビ系『とんねるずのみなさんのおかげでした』（1997年6月 - ）が2018年3月で放送を終了することを、この日の放送にて発表[404]。
- 8日〜16日 - 【スポーツ】フジテレビ系にて、サッカーの国際大会『東アジアE-1サッカー選手権』の日本戦6試合（男子・女子ともに3試合）を生中継[405]。
- 11日
  - 【紀行】NHK総合『鶴瓶の家族に乾杯』はこの日、放送20周年を記念して『幸せをありがとう!20周年スペシャル』と題し、番組20年の歴史を振り返る特別企画を放送。同日は美輪明宏（歌手・俳優）がゲストとして出演[406]。
  - 【お笑い・特番】 日本テレビ系にて、史上初となる女性限定のお笑いコンテストとして、「一番面白い」女流お笑い芸人No.1を決定する『第1回女芸人No.1決定戦 THE W決勝』をこの日生放送（20:00 - 22:54）。司会は徳井義実（チュートリアル）が務め[407]、副音声解説を松本人志（ダウンタウン）と高須光聖（放送作家）が担当した[408]。優勝はゆりやんレトリィバァ（よしもと所属）[409]。
- 18日
  - 【経済】テレビ東京系『未来世紀ジパング〜沸騰現場の経済学〜』は、メインキャスターのSHELLYが産休入りにより番組を暫く離れるため、新任メインキャスターとして内田恭子（フリーアナウンサー）がこの日の放送から登板した[410]。
  - 【バラエティ】朝日放送ほか『探偵!ナイトスクープ』の第3代秘書を務めている松尾依里佳（バイオリン奏者、2010年9月より在任）が、この日の自身のブログにて「（2018年2月に第1子を出産する予定で）産休に入るタイミングでナイトスクープの秘書を卒業する」ことを表明、15日に自身の最終収録を行ったことを明らかにした[411]。
- 20日 - 【情報】この日放送のNHK総合『ごごナマ』で、トークゲストの橋爪功（俳優）が若手俳優に対する質問に回答した際、不適切な発言を行い司会の阿部渉（NHKアナウンサー）が謝罪する一幕があった[412]。
- 24日
  - 【音楽】日本テレビ系の音楽トークバラエティ番組『チカラウタ』（2015年4月 - ）が終了、約2年3か月の歴史に幕。
  - 【情報】TBS系『サンデージャポン』で進行担当アナウンサーを務めていた吉田明世（TBSアナウンサー、2014年10月より在任）が、第1子妊娠に伴う業務負担軽減の観点から、同日放送分を最後に同番組を退任[413]。
- 25日 - 【バラエティ】テレビ朝日系『Qさま!!3時間スペシャル』が放送された。
- 26日 - 【報道】日本テレビ系『NEWS ZERO』にこの日、前述の『THE W』優勝のお笑い芸人・ゆりやんレトリィバァがゲスト出演した[414][415]。
- 28日 - 【報道・情報】朝日放送（近畿広域圏）の夕方枠報道・情報番組 『キャスト』のメインキャスター・浦川泰幸（朝日放送アナウンサー。2015年3月30日より在任[注 60]）が、同日放送の番組内にて「今日（12月28日）を以て番組を卒業する」旨を自ら発表した[416]。なお、浦川は12月5日より同番組を体調不良により休演していた[417]。
- 29日 - 【情報】TBS系『ビビット』の初代進行アナウンサー（2015年3月30日の番組開始より在任）を務めた吉田明世（TBSアナウンサー）[注 61]が、第1子妊娠中による産前産後休業入りを見据えてのテレビ出演中断のため、この日の放送を最後に番組を離任[420]。
- 30日
  - 【音楽】TBS系にて年末恒例の『第59回輝く!日本レコード大賞』を生放送（17:30 - 18:30[注 62]・18:30 - 22:00）。日本レコード大賞は乃木坂46の「インフルエンサー」が受賞し、初の大賞に輝いた[421]。
  - 【スポーツ】フジテレビ系にてこの日「スポーツの祭典」と題して、延べ9本、約13時間にわたるスポーツ特別番組を編成（9:55 - 翌31日1:35）[422]。目玉番組として、この年現役引退した浅田真央（フィギュアスケート）と宮里藍（ゴルフ）の、初対面となる両名が対談するトーク番組『浅田真央×宮里藍 はじめましての2人』（18:00 - 19:00）を放送した[423][424]。
- 31日
  - 【音楽・芸能・特番】NHK総合にて大晦日恒例『第68回NHK紅白歌合戦』を生放送（19:15 - 20:55・21:00 - 23:45）。番組司会陣は、総合司会を内村光良（タレント、ウッチャンナンチャン、初）と桑子真帆（NHKアナウンサー、初）、紅組司会を有村架純（女優、2年連続2回目）、白組司会を二宮和也（歌手・嵐メンバー、3年ぶり6回目・個人としては初）がそれぞれ務めた[425]。また、番組エンディングの「蛍の光」の指揮を作曲家の都倉俊一がこの年から担当[426]。平均視聴率は第1部（19:15 - 20:55）が35.8%、第2部（21:00 - 23:45）が39.4%（関東地区・世帯・リアルタイム、以下同じ）で、第2部については2年ぶりの40%割れとなった[427]。
  - 【スポーツ】TBS系にて大晦日恒例のスポーツ特番『KYOKUGEN2017』を放送（18:00 - 23:35）。目玉企画として、東京・大田区総合体育館よりプロボクシング二大世界タイトルマッチを中継。カードはWBA・IBF世界ライトフライ級王座統一戦：田口良一（WBA王者・ワタナベ ）対 ミラン・メリンド（IBF王者・フィリピン）とIBF世界ミニマム級タイトルマッチ：京口紘人（王者・ワタナベ） 対 カルロス・ブイトラゴ（挑戦者・ニカラグア）の2試合を開催[428]。司会はビートたけしと爆笑問題が6年連続で務め、ゲストとしておぎやはぎ（お笑いコンビ）らが出演した[429]。
  - 【音楽】テレビ東京系では50回目となる大晦日恒例の歌謡特番『年忘れにっぽんの歌』を放送（16:00 - 22:00、6日・7日に東京文化会館にて公開収録）[430]。
- 31日 - 2018年1月1日未明
  - 【お笑い】日本テレビ系『ダウンタウンのガキの使いやあらへんで!』の恒例大晦日特番「笑ってはいけないシリーズ」の第12弾となる『絶対に笑ってはいけないアメリカンポリス24時!』を放送（18:30 - 翌1日0:30）。今回は同番組の演出家・斉藤敏豪の愛称「ヘイポー」から取った「ヘイポー州立おまめ中央警察署」を舞台に展開され[431]、平均視聴率は第1部（18:30 - 21:00）が17.3%、第2部（21:00 - 翌1日0:30）が16.3%と紅白歌合戦の裏番組として8年連続で民放トップをマークした[432]。
  - 【音楽】テレビ東京系では年越し恒例のクラシックコンサート『東急ジルベスターコンサート2017-2018』を渋谷・Bunkamuraオーチャードホールから生放送（23:30 - 翌1日0:45）。司会は俳優の別所哲也と、水原恵理（テレビ東京アナウンサー）が務めた[433]。
  - 【音楽・芸能】フジテレビ系では、ジャニーズ事務所所属歌手・グループ総出演の年越し恒例ライブ『ジャニーズカウントダウンライブ2017-2018』を東京ドームから生放送（23:45 - 翌1日0:45）。司会はTOKIOメンバーの国分太一と、20th Centuryメンバーの井ノ原快彦がコンビで務めた[434]。

## その他テレビに関する話題

### 年間
- 【視聴率】日本テレビが2017年の年間（2017年1月2日 - 12月31日）視聴率三冠王を獲得（ゴールデンタイム<19:00 - 22:00>12.4%（同＋0.1P）、プライムタイム<19:00 - 23:00>12.0%（同±0.0P）、全日<6:00 - 24:00>8.2%（前年比-0.2P）。いずれもビデオリサーチ調べ、関東地区・世帯・リアルタイム）。日テレの年間三冠王は2014年から4年連続[435]。またTBSテレビが2007年以来10年ぶりにゴールデンタイムで民放2位を獲得した[436]。

### 1月

熊本県民テレビ(KKT) 新ロゴ

- 1日 - 【ロゴ・熊本県】熊本県民テレビ（KKT）、開局以来使用してきた局ロゴ「KKT」を、CI導入によりロゴを「kkt!」に変更。同時にコーポレートカラー(水色と黄色)を制定。更に和文ロゴも一新した。
- 2日 - 【視聴率】日本テレビが2016年の「年間」[注 63] の世帯視聴率にて、ゴールデン・プライム・全日でいずれも首位となり、三冠王を獲得（ビデオリサーチ調べ、関東地区・世帯・リアルタイム）。同局の三冠王は2014年から3年連続[437][438] で、また全日での首位は6年連続となる。
- 5日 - 【訃報】NHK Eテレ『天才てれびくんMAX』に2008年から2011年まで「てれび戦士」としてレギュラー出演していた元子役の伊藤元太が2016年8月31日に不慮の事故により死去していたことが、この日「天てれサーカス部」の公式サイトにて公表された。18歳没[439][440][441][442][443][444]。
- 10日 - 【結婚】テレビ東京アナウンサーの紺野あさ美（元モーニング娘。）が自身のブログにて、1日に東京ヤクルトスワローズ(当時、後に北海道日本ハムファイターズに移籍)投手の杉浦稔大と結婚し、郷里の北海道帯広市で婚姻届を提出したことを発表[445]。
- 13日 - 【受信障害・新潟県】新潟県上越市および妙高市で、この日8時過ぎから両市7万9141世帯においてNHK（総合・Eテレ）が視聴できない状態となったが、12時19分までに復旧した。原因は上越市内の電波中継基地局での落雷による放送機器の故障とみられる[446]。
- 23日 - 【データ放送・中京広域圏】中京テレビがデータ放送を活用したゲームコンテンツ「チュウキョ〜くんランド」のサービスを同局の放送エリア内（愛知・岐阜・三重の3県）にて開始[447]。
- 25日
  - 【人事】NHKは任期満了により退任した籾井勝人会長（第21代、1期3年）の後任として、上田良一（NHK経営委員会常勤委員、三菱商事元副社長）が、第22代目のNHK会長に就任[448]。
  - 【訃報】日本テレビ系『巨泉・前武ゲバゲバ90分!』『カリキュラマシーン』、TBS系『ぴったし カン・カン』、フジテレビ系『なるほど!ザ・ワールド』など数多くのバラエティ番組をはじめ、テレビドラマやCM、日本テレビ系『ぶらり途中下車の旅』の2代目ナレーション（2011年 - 2015年）などで活躍し、またTBS系『8時だョ!全員集合』のオープニング振付でも知られ「おヒョイさん」の愛称で親しまれた俳優の藤村俊二が心不全のため死去（82歳没）[449]。

### 2月
- 2日 - 【訃報】1968年から1988年までテレビ東京（旧・東京12チャンネル）で20年間放送された『三菱ダイヤモンド・サッカー』の解説者を務めた岡野俊一郎（第19代サッカー日本代表監督、第9代日本サッカー協会会長）がこの日、肺癌のため死去（85歳没）[450]。
- 3日 - 【訃報】元文化庁長官で、民間放送教育協会（民教協）会長も務めた作家の三浦朱門がこの日、肺炎のため死去（91歳没）[451]。
- 7日 - 【放送持株会社・宮城県・福島県・静岡県】テレビ朝日ホールディングスはこの日、地方系列局の東日本放送・福島放送・静岡朝日テレビの3社について、4月1日付で持分法適用会社とすることを発表した[452]。
- 8日
  - 【放送持株会社・近畿広域園】朝日放送（ABC）が2018年4月1日付で商号を朝日放送グループホールディングスに変更し放送持株会社へ移行すると共に、放送事業を分割準備会社に承継し、テレビ放送事業を担う朝日放送テレビとラジオ放送事業を担う朝日放送ラジオを発足させると発表[453]。
  - 【訃報】
    - 1968年度のNHK大河ドラマ『竜馬がゆく』の大久保利通役を始め、数々のテレビドラマや映画に出演した俳優の土屋嘉男が肺がんのためこの日死去（89歳没）。訃報は7ヶ月後の9月に公表された[454]。
    - アイドルグループ・私立恵比寿中学の一員として数多くのバラエティ番組などで活躍したタレントで女優、モデルの松野莉奈がこの日午前5時過ぎに死去（18歳没）[455]。
- 9日 - 【結婚】日本テレビアナウンサーの久野静香がこの日、一般人男性と婚姻届を提出したことを発表した[456]。
- 10日 - 【BPO】BPOの放送人権委員会はこの日、小保方晴子（元・理化学研究所研究員）のSTAP細胞論文の研究不正問題を検証した2014年7月27日放送の『NHKスペシャル「調査報告 STAP細胞 不正の深層」』について、「名誉毀損の人権侵害が認められる」と勧告し、小保方への取材に対しても「放送倫理上の問題があった」と指摘、NHKに対し再発防止に努めるよう求めた[457]。
- 11日 - 【活動進退】2015年前期のNHK連続テレビ小説『まれ』などのテレビドラマや関西テレビ制作・フジテレビ系情報番組『にじいろジーン』など数多くのバラエティ・情報番組などに出演し、映画出演やラジオパーソナリティとしても活躍した女優でタレントの清水富美加が、新宗教・幸福の科学の信者であることを明かし、同団体へ“出家”することなどを理由に芸能界から引退する意向を示していたことがこの日報道された[458]。なお同日の『にじいろジーン』は「体調不良」を理由に出演を休んでいた。
- 13日 - 【訃報】元NHKアナウンサーの鈴木健二の実兄で、本業の映画監督のみならず俳優として数多くのテレビドラマや映画、CMにも出演した鈴木清順が慢性閉塞性肺疾患のため死去（93歳没）[459]。
- 17日 - 【懐妊】日本テレビアナウンサーの小熊美香が第一子を妊娠したことを、この日放送の『ZIP!』のエンディングにて報告[460]。
- 18日 - 【結婚】元日本テレビアナウンサーでフリーアナウンサーに転身した森麻季が、この日放送の自身がキャスターを務める読売テレビ制作・日テレ系報道番組『ウェークアップ!ぷらす』のエンディングで結婚することを報告した[461]。
- 23日
  - 【懐妊】テレビ朝日アナウンサー・武内絵美が、第2子を妊娠していることをテレビ朝日が発表。なお、テレ朝によると初夏ごろの出産予定で、武内は4月から産休に入るとしている[462]。
  - 【経営・BS・CS】アニメ専門チャンネル国内第1位のアニマックスブロードキャスト・ジャパンと同第2位のキッズステーションが経営統合すると発表。それぞれの親会社であるソニー・ピクチャーズ エンタテインメント（SPEJ）と三井物産が共同出資する事業持株会社「株式会社AK Holdings」を同年3月31日に設立し、アニマックスとキッズステーションをその傘下に置き、AK Holdings及びキッズステーションの代表として、SPEJ及びアニマックスの代表である滝山正夫が就任する[463][464][465]。
- 24日 - 【経営・BS】WOWOWがアクトビラとIMAGICAティーヴィの2社を子会社化すると発表。アクトビラについては3月31日付でパナソニックとソニーネットワークコミュニケーションズから株式を取得した上で第三者割当増資を引き受ける形で子会社化し、IMAGICAティーヴィについては4月3日付でイマジカ・ロボット ホールディングスの持つ発行済み全株式を取得し完全子会社とする[466]。

### 3月
- 1日
  - 【訃報】1960年代にロカビリー歌手としてデビューし、その後はザ・スパイダースのメンバーとなり、グループ解散後に再びソロ歌手に復帰して「我が良き友よ」（1975年）のヒット曲で人気を博し、TBS系『時間ですよ』をはじめとした数々のテレビドラマやバラエティ番組に出演するなど俳優・タレントとしても活動したことでも知られた、シンガーソングライターのムッシュかまやつことかまやつひろしがこの日夕方、膵臓がんのため死去（78歳没）[467]。
  - 【出版】テレビ情報誌の草分け「週刊TVガイド」（東京ニュース通信社刊）が同日発売の3月10日号で3000号[注 64] を達成。
- 2日 - 【賞】NHKは、この日の上田良一会長記者会見にて、『第68回NHK放送文化賞』受賞者を発表した[468]。
- 14日 - 【訃報】俳優渡哲也の実弟で、東映専属の映画俳優として活動したのを経て、TBS系『十津川警部シリーズ』の「十津川省三」役やテレビ朝日系『おみやさん』『タクシードライバーの推理日誌』『警視庁捜査一課9係』などのテレビドラマシリーズで親しまれた俳優の渡瀬恒彦がこの日夜、多臓器不全のため死去（72歳没）[469]。
- 19日 - 【訃報】東北放送のアナウンサーを経て、日本社会党の衆議院議員（旧宮城1区選出）、民主党の参議院議員（宮城選挙区選出）を歴任した後、国家公安委員長、消費者・少子化大臣を務めた岡崎トミ子がこの日、肝機能障害のため死去（73歳没）[470]。
- 28日 - 【不祥事】テレビ朝日のドラマ制作部長を務めていた57歳の男が、会社の経費約560万円を不正に使用していたとして21日付で降格の懲戒処分にしていたことが判明[471]。
- 30日
  - 【施設】TBSが東京都江東区豊洲に大型舞台劇場「IHIステージアラウンドTOKYO」を開設。こけら落し公演は劇団☆新感線による舞台『髑髏城の七人』[472]。
  - 【技術・静岡県】静岡放送（SBS）は、ソニーが開発した文字のニュース原稿を音声とCGに変換し、自動で読み上げるバーチャルアナウンサー「沢村碧」の実証実験を、翌31日の夕方に放送する生放送のワイド番組『イブアイしずおか』にて実施することを発表[473]。なお、バーチャルアナウンサーがテレビ・ラジオを含め放送局に導入される例は日本初(ちなみにラジオ局では、7月に南海放送(RNB)が実証実験として導入[474])。
- 31日
  - 【閉局】化粧品メーカーDHCの関連会社、DHCシアターが、この日をもってスカパー!プレミアムサービスとeo光テレビにおいての放送を終了、衛星放送事業から撤退するとともに、1996年10月に「シアター・テレビジョン」の名称で開局して以来20年半の歴史に幕。インターネットへの動画配信と番組販売事業は継続し、同社は4月1日付で「DHCテレビジョン」に社名を変更した[475]。
  - 【活動進退】
    - テレビ東京アナウンサーの白石小百合がこの日を以て退職[476]。
    - フジテレビアナウンサーの武田祐子（1994年入社）がこの日付で23年間在職した同社を退職し、フリーアナウンサーへ転向[477]。

### 4月
- 1日
  - 【放送持株会社・近畿広域圏】（旧）毎日放送が商号をMBSメディアホールディングスに変更、認定放送持株会社に移行するとともに、分割準備会社に事業を継承し、（新）毎日放送が発足、MBSメディアHDの傘下に入った。放送持株会社の移行は全国で8番目となり、在阪局では初となる。なお、2016年4月に持株会社に移行したRKB毎日放送（RKB毎日ホールディングス）と同様、テレビ・ラジオ両事業の分社は行わない[478]。
  - 【不祥事・静岡県】静岡第一テレビアナウンサーのFがこの日に開催されたサッカーJ1リーグ・ジュビロ磐田対清水エスパルス戦（エコパスタジアム）の取材から帰社するため、静岡県掛川市内で乗用車を運転中に衝突事故を起こして道路交通法違反容疑で静岡県警掛川署に逮捕された。Fは無免許で車を運転していた[479]。これを受け同局は18日、Fを諭旨解雇とする懲戒処分を行ったことを発表[480]。7月18日に静岡地裁掛川支部はFに対し懲役5か月、執行猶予3年の有罪判決を下した[481]。
- 3日
  - 【視聴率】日本テレビが、2016年の「年度」[注 65] の平均視聴率（ビデオリサーチ調べ、関東地区・世帯・リアルタイム）において、ゴールデンタイム12.2%・プライムタイム11.9%・全日8.4%を記録し、いずれの部門でも首位となり、3冠を達成。全日は2011年の「年度」から6年連続で首位となった[482]。
  - 【配信】フジテレビの動画配信サービス、フジテレビオンデマンド（FOD）の定額制配信サービス「FODプレミアム」にてこの日11時から、NHKで放送されたドラマ（連続テレビ小説、大河ドラマ、土曜ドラマ、ドラマ10）を配信開始。NHKの番組が民放の動画サービスで配信されるのは初で、局の垣根を超えて動画配信を行う[483]。
- 6日
  - 【訃報】鳳啓助（漫才師、1994年没）との夫婦漫才で一世を風靡し、コンビで司会を務めたフジテレビ系『唄子・啓助のおもろい夫婦』や審査員を務めた日本テレビ系『お笑いスター誕生!!』といったバラエティ番組や、TBS系『渡る世間は鬼ばかり』ほかテレビドラマなどで活躍した、女流漫才師で女優の京唄子がこの日、肺炎のため死去（89歳没）[484]。
  - 【訃報・近畿広域圏】元朝日放送のアナウンサーで、野球中継を中心とするスポーツ実況で活躍した安部憲幸が胃癌のため死去（71歳没）[485]。
- 7日 - 【訃報】フジテレビ系『アタックNo.1』、名古屋テレビ（メ〜テレ）制作・テレビ朝日系『機動戦士ガンダム』を始めとするテレビアニメの主題歌・劇伴音楽の作曲・編曲を担当した作曲家・編曲家の松山祐士が、この日、自宅の火災により死去（79歳没）[486]。
- 10日 - 【訃報】テレビ朝日系のプロレス中継番組『ワールドプロレスリング』[注 66]の解説者として活躍し、舟橋慶一（当時テレビ朝日アナウンサー）、古舘伊知郎（同）、山本小鉄（プロレス解説者、元プロレスラー。2010年没）との掛け合いで人気を博した元東京スポーツ新聞社記者で編集局長を務めた桜井康雄が、この日死去（80歳没）[487]。
- 11日 - 【配信】インターネット配信事業者AbemaTVがこの日、開局から1周年。また同日未明（10日深夜）から同事業者のニュース専門チャンネルAbemaNewsにて毎週火 - 土曜0:00 - 2:00（月 - 金曜深夜）に『AbemaNews×報道ステーション』という番組を開始し、同番組内の0:20頃からは前夜にテレビ朝日系列地上波にて放送された『報道ステーション』を遅れ配信する[488]。
- 12日 - 【訃報】「ドレミの歌」や「南国土佐を後にして」などのヒット曲で知られ、NHK総合で毎年夏に放送される『思い出のメロディー』の常連歌手であり、フジテレビ系の子供番組『ひらけ!ポンキッキ』の「しつけコーナー」の司会やTBS系の特撮ドラマ『ウルトラマンタロウ』の「緑のおばさん」役などでタレント・女優としても活躍した歌手で日本歌手協会会長を務めたペギー葉山がこの日、肺炎のため死去（83歳没）[489]。
- 20日 - いずれも【訃報】
  - NHKのアナウンサーとして総合テレビ『こんにちは奥さん』、教育テレビ『お達者くらぶ』の司会で活躍し、フリー転向後は日本テレビ系のワイドショー『酒井広のうわさのスタジオ』の司会などで活躍した酒井広がこの日、心不全のため死去（90歳没）[490]。
  - 藤圭子（歌手、2013年没）の代表曲「圭子の夢は夜ひらく」の作曲者で、千葉テレビ（チバテレ）の視聴者参加型歌謡番組『チバテレビカラオケ大賞21』の審査員を長きにわたり務めたことで知られた作曲家の曽根幸明がこの日、肺炎のため死去（83歳没）[491]。
- 23日 - 【訃報】日本テレビ系『笑点』の初期メンバーで、NHK総合『三遊亭圓歌の演芸図鑑』の司会も務めた落語家で落語協会最高顧問を務めた三代目三遊亭圓歌がこの日死去（88歳没）[492]。
- 25日 - 【配信】吉本興業とNTTぷらら、在阪準キー局5局が連携して運営するスマートフォン向け映像配信アプリ「大阪チャンネル」（月額480円）がこの日からサービス提供開始。
- 30日 - 【活動進退】TBSアナウンサーの佐藤渚（2010年入社）がこの日をもって退社[493]。

### 5月

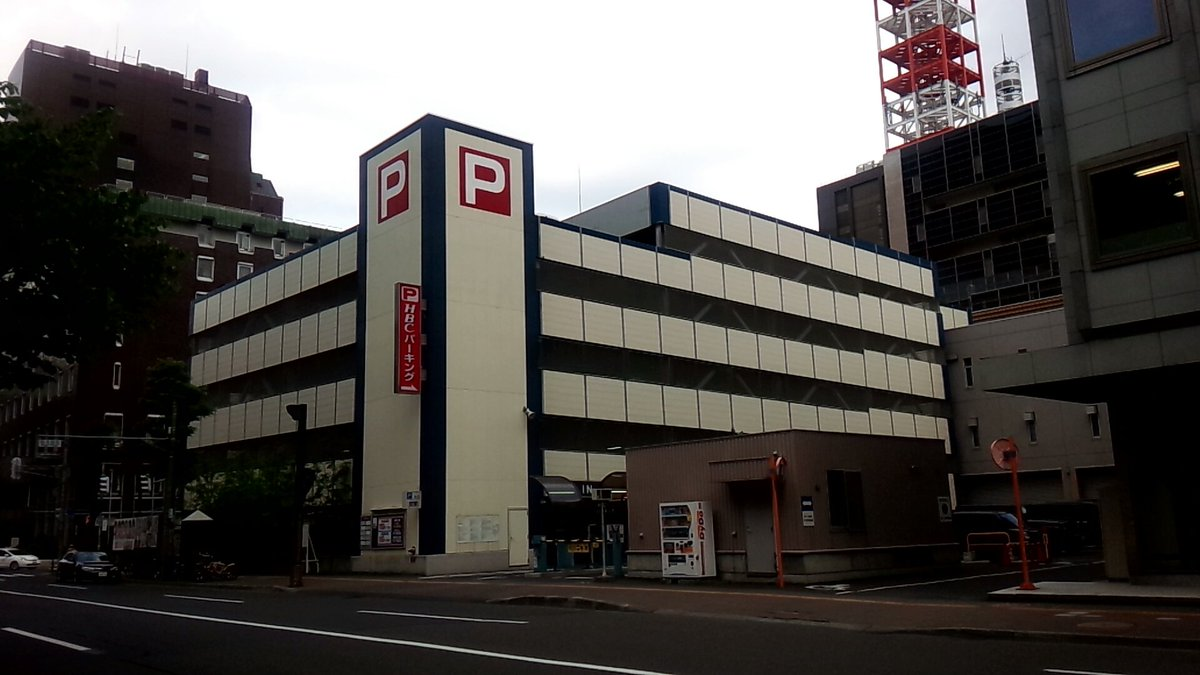
北海道放送(HBC)社屋に隣接する「HBCパーキング」(新社屋建設予定地)

- 2日 - 【訃報】 元NHKアナウンサーで、全国高校野球選手権大会中継、プロ野球中継、大相撲中継などテレビ・ラジオのスポーツ実況を務めたことで知られた土門正夫がこの日、肺気腫のため死去（87歳没）[494]。
- 3日〜5日 - 【イベント】NHKが東京・渋谷のNHKスタジオパークにて、ゴールデンウィーク恒例のイベント『渋谷DEどーも'17』を開催。
- 9日
  - 【経営】NHKはこの日、2016年度決算の速報値を発表し、事業収入は前年度比205億円増の7073億円で過去最高となった。7千億円を超えたのは史上初で、事業収入のうち大半を占める受信料収入も144億円増の6769億円と3年連続で過去最高となった[495]。
  - 【結婚】テレビ朝日アナウンサーの宇賀なつみが、この日、自身が担当する『羽鳥慎一モーニングショー』の番組冒頭で「（2017年）5月5日に結婚致しました」と報告し、今後ともアナウンサーとしての仕事も続けることも明言した[496]。
- 10日 - 【結婚】この日、フジテレビアナウンサーの谷岡慎一とNHKアナウンサーの桑子真帆が5月30日に結婚することが報道されたことを受け[497]、谷岡が担当するフジテレビ系『ノンストップ!』（一部地域除く）の番組内にて谷岡が一切の事実関係を明らかにした上で正式に発表が行われた[498]。
- 13日 - 【訃報】フジテレビ系『鬼平犯科帳』『剣客商売』など数多くの時代劇のプロデュースを手がけ、また入社当時はアナウンサーとしても活動した能村庸一が左腎細胞がんのため死去（76歳没）。能村の訃報は5月21日にフジテレビ側から発表された[499]。
- 23日 - 【事業・配信】東京放送ホールディングス（TBSHD）、日本経済新聞社、テレビ東京ホールディングス（TXHD）、WOWOW、電通、博報堂DYメディアパートナーズの6社が共同出資によるインターネットで動画を有料配信する新会社「プレミアム･プラットフォーム･ジャパン」（仮称）を7月に設立、2018年4月より番組提供を開始することを発表[500]。
- 25日 - 【経営・不祥事・宮崎県】テレビ宮崎（UMK、フジテレビ系・日本テレビ系・テレビ朝日系クロスネット）社長の渡邊道徳が、熊本国税局の税務調査により追徴課税を受けたことがわかった。2012年度〜2015年度の出張宿泊代が社内規程を超過し個人所得にあたるという指摘を受け、600万円を渡邊が個人納付した[501][502][503]。追徴課税分については今後、役員報酬の引き上げが適切かどうかなど、第三者精査の上で不適切であれば、渡邊が自ら返還するという。
- 26日
  - 【叙勲】フジテレビの広報局広報宣伝室チーフゼネラルプロデューサーを務める勝川英子がこの日、フランスの国家功労勲章であるシュヴァリエ章を受章[504]。
  - 【新社屋・北海道】北海道放送（HBC）が、札幌市中央区にある本社屋（1959年竣工・1967年増築）の改築を発表。当時の社屋の老朽化が進んだためで、HBC社屋に隣接する立体駐車場(HBCパーキング)を解体した跡地に、新社屋を建設する計画。2018年秋に着工し、2020年春完成の予定[505]。
- 27日 - 【健康問題】上方落語家の桂ざこばが、左中大脳動脈閉塞症、塞栓性脳梗塞で倒れ緊急入院。「1カ月以上の入院加療を要する」との医師の診断を受け、出演予定だった6月1日開幕の大阪松竹座公演「銀二貫」をはじめ、月曜レギュラーの毎日放送『ちちんぷいぷい』、読売テレビ『そこまで言って委員会NP』といった各番組などへの出演を当面休止[506] していたが、8月6日放送分の『NP』（8月4日収録）に久々に出演した[507]。
- 30日 - 【訃報・公表】1988年にアイドル歌手としてデビューし、第30回日本レコード大賞で新人賞を受賞、TBS系『時間ですよ 平成元年』（1989年）、『スクールウォーズ2』（1990年）などに出演するなど女優としても活躍した川越美和が、2008年4月、東京都大田区内のアパートにて35歳で孤独死していたことが、この日発売の週刊女性（主婦と生活社）が報じた。川越は死亡時、芸能界を引退していた[508]。
- 31日
  - 【活動進退】テレビ東京のアナウンサーだった紺野あさ美がこの日をもって同局を退社。紺野は3月末でアナウンサーとしての全業務を終え、4月25日に放送された『ありえへん∞世界2時間SP』が最後の番組出演となった[509]。
  - 【訃報】1985年に放送されたNHK大河ドラマ『春の波濤』の原作である『冥府回廊』『マダム貞奴』を著した小説家で文化勲章受章者の杉本苑子がこの日、静岡県熱海市の自宅で老衰のため死去（91歳没）[510]。
- 5月（日付不明）
  - 【活動進退】1999年にNHKに入局し『首都圏ネットワーク』などを担当したアナウンサーの内藤裕子が退職し、生島企画室（後のFIRST AGENT）所属のフリーアナウンサーに転向。この件については翌2018年3月12日の報道で明らかとなった[511]。

### 6月
- 1日
  - 【賞】「第54回ギャラクシー賞」の贈賞式がこの日、東京・セルリアンタワー東急ホテルで行われ、テレビ部門では『NHKスペシャル「ある文民警察官の死〜カンボジアPKO 23年目の告白〜」』（NHK総合、2016年8月13日）が大賞[512]、日本テレビ系『世界の果てまでイッテQ!』が特別賞を受賞した[513]。
  - 【活動進退】子役出身で、前日まで関西テレビのアナウンサーとして活躍していた竹﨑由佳が、この日付でテレビ東京にアナウンサーとして転職した[514]。
- 2日
  - 【不祥事】テレビ朝日系ドラマ『帯ドラマ劇場・やすらぎの郷』に出演中だった俳優Hが、覚醒剤取締法違反（所持）容疑で警視庁築地署により現行犯逮捕され、翌3日、所属事務所に解雇された[515]。同局は4日、Hが『やすらぎの郷』を降板、収録済未放送分については編集の上H出演部分をカットし対応することを発表[516]、また、日本テレビも、Hが収録に参加していた6日放送の『踊る踊る!さんま御殿!!最強2世軍団が大暴露 有名人の妻が大モメ祭』（19:00 - 20:54）について、番組冒頭で「この番組は5月23日に収録されたものです」とのテロップを入れた上、Hの顔にぼかし処理を施し、発言をカットし放送[517]。
  - 【訃報】笑福亭仁鶴（上方落語家）の実妻で、毎日放送ほかで放送されたトーク番組『仁鶴・たか子の夫婦往来』（1974年 - 1976年）や朝日放送ほかで放送された西日本地域ネットの情報番組『ワイドショー・プラスα』（1972年 - 1982年）などに出演し、「たか子姫」の愛称で親しまれた元タレントの岡本隆子がこの日夜、大阪市内の病院で死去（72歳没）[518]。
- 4日 - 【放送事故・近畿広域圏】朝日放送（後の朝日放送テレビ）制作・テレビ朝日系でこの日放送された特番『めざせ!100% 地球ギャラリー〜コレクターズ99〜』（18:57 - 20:54）の放送中、19時15分から約1分半にわたり画像・音声が停止するトラブルが発生。番組スポンサーの一つであるショップチャンネルのCMの注文画面が無音のまま57秒間停止したため、その後29秒間「しばらくお待ちください」のテロップ画面を表示して対応。計1分26秒にわたる画面停止の後、番組はそのまま再開。19時50分に「先ほどお見苦しい所がありましたことをおわびいたします」のテロップを表示した[519]。
- 5日
  - 【視聴率】6月第1週[520] のゴールデンタイム（19:00 - 22:00）の平均視聴率に於いて、『テレ東スポーツ祭』と銘打って世界卓球選手権／全仏オープンテニスの中継を実施したテレビ東京が8.6%（ビデオリサーチ調べ、関東地区・世帯・リアルタイム）を記録し、1964年の同社開局以来初の週間民放3位（NHK総合を含めた全6局では4位）となるなど、大躍進となった[521]。
  - 【事故】お笑いコンビ・おぎやはぎの小木博明が、前日4日に シンガポールで行われていた、フジテレビ系『とんねるずのみなさんのおかげでした』同月22日放送分収録中に転倒、右鎖骨を骨折していたことが判明。小木は負傷した当日に帰国、東京都内の病院で診察を受けている。小木は7日放送の同局『バイキング』を欠席[522]。
  - 【活動進退・兵庫県】3月末で女性アイドルグループAKB48を卒業し、サンテレビに契約アナウンサーとして内定した中村麻里子がこの日、同局に初出勤した[523]。
- 8日 - 【不祥事】俳優のKが、翌9日発売の『FRIDAY』（講談社）にて17歳女子高生との飲酒および淫行が報道されたことを受け、小出の所属事務所が無期限活動停止を発表、K本人も事実と認め文書で謝罪[524]。これを受け、NHKが、10日から総合テレビで放送予定だったKの主演ドラマ『神様からひと言〜なにわ お客様相談室物語〜』の放送を中止したほか、BSプレミアムで7月24・29日に放送予定だった映画『のだめカンタービレ 最終楽章』の放送も中止、さらにNHKオンデマンドで配信中だった過去のKの出演作品についても、配信が休止された。また、日本テレビも、Kが出演予定だった、7月放送開始予定のドラマ『愛してたって、秘密はある。』について、Kの降板を発表[注 67]、公式サイトからKの写真および名前を削除した[525]。さらに吉本興業]も、ネットフリックスで7月7日から配信予定だった、ジミー大西の半生を描くドラマ『Jimmy〜アホみたいなホンマの話〜』（主演：中尾明慶）を制作、Kを明石家さんま役で起用していたが、配信が困難となり、同日、東京都内でジミー大西が出席し行う予定だったドラマ原作本の発売イベントを中止[526]。なお、『Jimmy』についてはK以外はそのまま出演し、さんま役は別の俳優を立てて改めて撮影されることになった[527]。
- 13日 - いずれも【訃報】
  - 元NHKアナウンサー（1958年 - 1962年）で、フリーアナウンサーを経て、女優として『キイハンター』（TBS系）や『ずっとあなたが好きだった』（TBS系、1992年）など数多くの作品に出演した野際陽子が、この日、肺腺癌のため死去（81歳没）[528]。翌2018年1月7日に放送の『スペシャルドラマ必殺仕事人』（朝日放送・テレビ朝日系）が最後の出演となった。
  - 元東京放送（TBS）アナウンサー（1965年入社）で、プロ野球、テニス、ゴルフなどの実況を担当し、TBS退職後はフリーアナウンサーやTBSアナウンススクール特別講師なども務めた多田護が、この日死去（76歳没）[529]
- 16日 - 【人事・宮崎県】テレビ宮崎はこの日の株主総会並びに取締役会に於いて、代表取締役社長の渡邊道徳が健康問題を理由に退任することを認め、新社長には専務取締役の寺村明之（関西テレビ出身）を昇格させる人事を執行した[530]。
- 22日
  - 【訃報】日本テレビ系『恋のから騒ぎ』出身で、フジテレビ系『めざましどようび』初代お天気キャスターや日本テレビ系『NEWS ZERO』初代キャスターなどを務め、乳がんにより予てから闘病中だったフリーアナウンサー・タレントで十一代目市川海老蔵の妻の小林麻央がこの日死去（34歳没）[531]。
  - 【人事・北海道】テレビ北海道（TVH、テレビ東京系）はこの日開催の株主総会後の取締役会において、専務の松井正憲が社長に昇格。前社長の関口尚之は日本経済新聞社顧問に就任した[532]。
- 23日
  - 【配信】吉本興業などが運営する映像配信アプリ「大阪チャンネル」がこの日より、過去の在阪局制作人気番組を現代風にアレンジして新たに制作した番組を独占配信開始[533]。
  - 【人事】
    - 【新潟県】新潟テレビ21（UX、テレビ朝日系）はこの日、代表取締役社長の玉知夫が同日付で取締役相談役となり、玉の後任となる新社長に常務取締役の桒原美樹が就任[534]。なお、桒原は民間テレビ放送局として史上初の女性社長となる[535]。
    - 【福岡県】福岡放送（FBS、日本テレビ系）はこの日、日本テレビ放送網より菅原洋二（日本テレビホールディングス兼日本テレビ常務取締役）が招聘され、同社代表取締役社長に就任[536]。
- 26日 - 【人事・岡山県】テレビせとうち（TSC、テレビ東京系）は、代表取締役社長の川端英男が代表取締役会長となり、川端の後任となる新社長として、山陽新聞社常務総務局長の土井雅人が招聘された[537]。
- 27日 - 【人事】テレビ東京およびTXHDは、この日行われた株主総会及び取締役会にて、社長の髙橋雄一が両社の代表権のある会長に就任し、後任の社長に、テレ東・TXHD副社長の小孫茂が就任した[538]。
- 28日
  - 【人事】フジテレビは同局の視聴率不振などを理由として、この日開催されたフジ・メディア・ホールディングス（FMHD）の株主総会及び取締役会に於いて、社長の亀山千広が退任ならびにBSフジの社長に就任。後任には亀山と入れ替わる形でBSフジ社長（当時）の宮内正喜が就任[539][540][541]。また、フジテレビ・FMHD会長を務めてきた日枝久が現職を退任して代表権のない相談役に就くと共に、FMHD社長の嘉納修治が日枝の後任としてフジテレビ・FMHD両社会長に就任[540]。また、日枝はフジサンケイグループ代表は続投し、フジテレビ執行役員編成局長の石原隆がフジテレビ・FMHDの取締役に就任、フジテレビ副会長の豊田皓（元社長）は退任[541]。
  - 【不祥事】警視庁渋谷署は、NHK制作局ディレクターの40代の男を、4月19日に東京都渋谷区宇田川町の路上でタクシー運転手に骨盤骨折の重傷を負わせたとして傷害容疑で書類送検した。男は2018年放送予定の大河ドラマ『西郷どん』の演出を担当予定だったが、担当を外された[542]。
  - 【健康問題】KinKi Kidsの堂本剛が前日から突発性難聴を発症し入院、1週間の安静が必要との指示を受けたことが、テレビ東京系でこの日放送された音楽特番『テレ東音楽祭2017』に出演した相方の堂本光一により公表された[543]。
- 29日 - 【人事・岡山県】山陽放送（RSK、TBS系）は、この日に開催された定時株主総会並びに取締役会にて代表取締役社長の原憲一が代表取締役会長に、原の後任の代表取締役社長に専務取締役の桑田茂が昇格[544]。
- 30日
  - 【人事・福井県】福井テレビ（FTB、フジテレビ系）は、この日に開催された株主総会並びに取締役会に於いて、代表取締役社長の光野稔が会長に就任し、常務取締役の山田耕太郎が社長に昇格[545]。
  - 【結婚】お笑い芸人の陣内智則（よしもと所属）と、フジテレビアナウンサーの松村未央がこの日結婚したことを発表[546][547]。

### 7月
- 1日〜7日 - 【イベント】日本テレビが七夕にちなんだキャンペーン企画「日テレ・タナバタプロジェクト」を展開[548]。
- 3日 - 【事故】静岡県内で行われた『うわっ!ダマされた大賞』（日本テレビ系）の番組収録ロケにおいて、日テレの制作女性スタッフが滑り台セットから仮設池のウレタン設置物に飛び移るリハーサルを実施した際に転倒して後頭部を強打して重傷を負う事故が発生した[549]。負傷した女性スタッフは生命に別状はなく、地元の警察が事故の詳細を調査している。なお、同局はこの事故を受けて7月22日19:00 - 21:54に予定していた同番組の放送中止を発表し[549]、当該日時の代替措置としてレギュラー番組の復帰を決めた。
- 5日 - 【訃報】NHKがテレビ放送を開始した1953年にアナウンサーとして入局し、NHK時代に『スタジオ102』（1965年 - 1980年、総合テレビ）や『N響アワー』（1980年 - 2011年、教育テレビ）を始め数々の番組を担当した後藤美代子がこの日、全身塞栓症のため死去（86歳没）[550]。
- 7日〜8月6日 - 【イベント】テレビ東京・BSジャパンが入居する港区六本木の住友不動産六本木グランドタワーと同館に隣接する泉ガーデンタワー及び周辺にて、初となる夏イベント『IZUMI GARDEN夏祭り!2017』が開催。両局ももちろん参加し、各番組ブースやステージイベントなどを展開[551]。
- 11日 - 【訃報】NHK『おかあさんといっしょ』で初代「体操のお兄さん」を務め、日本テレビ系『お昼のワイドショー』やTBS系『砂川啓介 いま!朝です』など情報番組の司会者としても活躍し、声優で女優の大山のぶ代の夫としても知られた俳優の砂川啓介が、尿管がんのため死去（80歳没）[552]。
- 15日〜8月27日 - 【イベント】テレビ朝日の毎年夏恒例のイベント『テレビ朝日・六本木ヒルズ 夏祭り SUMMER STATION2017』が東京・六本木ヒルズにて開催[553]。
- 15日〜8月31日いずれも【イベント】
  - フジテレビの毎年恒例の夏祭りイベント『お台場みんなの夢大陸2017』が東京・台場にて開催[554]。
  - TBSも、毎年夏恒例の食をテーマとしたイベント『デリシャカス2017』を東京・赤坂サカスにて開催。
- 17日 - 【CM】音楽バンドのサザンオールスターズが、かつて出演したアサヒ飲料「三ツ矢サイダー」のテレビコマーシャルに1980年以来38年ぶりに出演、「夏とサザンとサイダーと」篇がこの日から放映開始。新CMではサザンの5人が「三ツ矢サイダー」を片手に歌う場面に、38年前の彼らの映像がインサートされる。なお、放映初日は海の日を記念して、中京テレビ制作・日本テレビ系の海の日特別番組『アサヒ飲料スペシャル これぞニッポンの海〜美しい海に魅了された人たち〜』（14:55 - 16:20）内で、同日限定バージョン（75秒）が放映された[555]。
- 19日 - 【訃報】ラジオ東京（KR、後のTBSテレビ）『月光仮面』や日本テレビ『快傑ハリマオ』、NHK連続テレビ小説『おはなはん』を始めとするテレビ番組主題歌の作曲を担当し、日本作曲家協会監事を務めた作曲家の小川寛興が同日、多発性脳梗塞のため死去（92歳没）[556]
- 21日
  - 【活動進退】フジテレビアナウンサーの中村仁美（2002年入社）が、同日付で15年間在職した同社を退職。今後の進路は未定[557]。
  - 【訃報】朝日放送・松竹制作の時代劇『必殺シリーズ』の劇伴音楽を担当し、『NHK紅白歌合戦』では2006年から2016年までエンディングの『蛍の光』演奏指揮を行い、また『霧の摩周湖』（布施明）、『瀬戸の花嫁』（小柳ルミ子）や『夜空』（五木ひろし）、畑中葉子とのデュエットソング『カナダからの手紙』など数々のヒット曲を世に送り出し、テレビ朝日『やじうまワイド』にレギュラーコメンテーターとして出演したことでも知られた作曲家で歌手の平尾昌晃が、肺炎のため死去（79歳没）[558]。
- 22日〜8月27日 - 【イベント】日本テレビの毎年夏恒例のイベント『超☆汐留パラダイス!-2017 SUMMER-』が東京・汐留にて開催。

- 24日

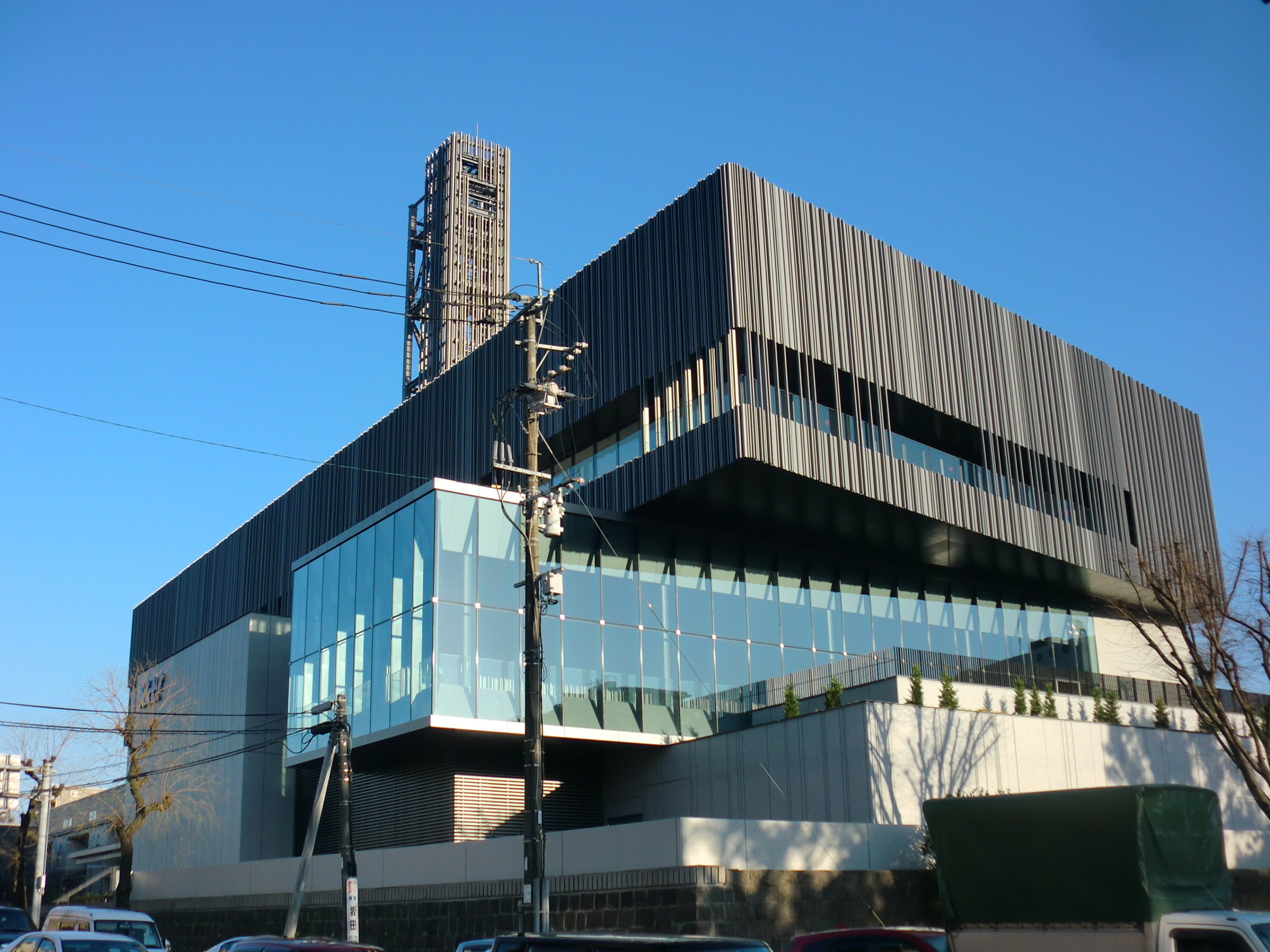
くまもと県民テレビ(KKT) 新社屋

  - 【社屋移転・熊本県】熊本県民テレビ（KKT）が開局35周年を迎えるにあたり、本社を熊本市中央区世安町7番地から同区大江2丁目に移転[559]。
  - 【訃報】日本テレビ系『火曜サスペンス劇場』初代エンディングテーマの『聖母たちのララバイ』『家路』（岩崎宏美）、NHK総合『パノラマ太陽系』（1980年制作）のテーマ曲『Mr.ブルー 〜私の地球〜』（八神純子）など、数々のテレビ番組のテーマソングの作詞を担当し、NHK『みんなのうた』から生まれた『北風小僧の寒太郎』（本名の井出隆夫名義、歌唱：堺正章）や資生堂のCMソング『時間よ止まれ』（矢沢永吉）などのヒット曲を世に送り出し、NHK『おかあさんといっしょ』の着ぐるみ人形劇『にこにこぷん』の脚本及びテーマ曲を手掛たことでも知られた、作詞家・詩人の山川啓介（本名：井出隆夫）がこの日朝、肺がんのため死去（72歳没）[560]。
- 27日 - 【表彰】国土交通省はこの日、水資源行政に顕著な功績があった人物及び団体を表彰する『平成29年度水資源功績者』について、日本のテレビ局として初めてテレビ熊本（熊本県）を選出したことを発表。同社は2012年より『TKU水の国くまもと応援プロジェクト進行中。』と題して自局番組や関連するイベントなどで熊本県の水資源を守る活動をしていることが評価された[561][562]。
- 31日 - 【活動進退】テレビ朝日アナウンサーの青山愛（2011年入社）が同日付で同局を退職。テレ朝側は青山の今後について「アメリカ合衆国へ留学を予定」としている[563]。

### 8月
- 3日
  - 【放送事故・近畿広域圏】関西テレビは、この日（2日深夜）午前2時44分 - 45分にかけてのおよそ15秒間にわたって、緊急地震速報を実際には地震を観測していないにもかかわらず誤って放送。これを受け同局は翌4日、公式サイトに謝罪文を掲載[564][565]。
  - 【訃報】 元気象庁鹿児島地方気象台長で、NHK解説委員としてNHK総合で『ニュースセンター9時』『にっぽん列島ただいま6時』などの報道・情報系番組で気象キャスターを務めた倉嶋厚（エッセイスト、理学博士）がこの日、埼玉県内の病院にて癌のため死去（93歳没）[566][567]。
- 10日 - 【訃報】「カバゴン」の愛称で知られ、フジテレビ系『日清ちびっこのどじまん』、TBS系『家族そろって歌合戦』の審査員や朝日放送制作・TBS系『うたえちびっこ!ガッテンだ!』の司会、フジテレビ系特撮ドラマ『スペクトルマン』の「阿部先生」役、東京12チャンネル（後のテレビ東京）のドラマ『ハレンチ学園』の評論解説などテレビ番組でも活躍した教育評論家の阿部進がこの日、胃がんのため死去（87歳没）[568]。
- 23日・24日 - 【イベント・スポーツ】フジテレビがお台場本社移転20周年を記念して、同局勧進元による大相撲夏巡業イベント「大相撲ODAIBA場所」を東京・台場の臨海副都心青海R地区にて開催[569][570]。
- 27日 - 【訃報・熊本県】テレビ熊本（TKU、フジテレビ系）のアナウンサー（同社アナウンス部長）で、ローカル番組を中心に活躍した荒木恒竹がこの日午後、大動脈解離のため死去（57歳没）[571]。9月9日〜10日にフジテレビ系で放送された『FNS27時間テレビ にほんのれきし』内の企画「れきし自慢!大賞」にテレビ熊本代表として出演（8月上旬収録）し、死去当日、昼前のローカルニュースに出演した後、体調を崩して救急搬送され、そのまま帰らぬ人となった（詳細は荒木恒竹#急死を参照）。
- 29日 - 【訃報】NHK解説委員（元記者）で、『週刊こどもニュース』（1994年 - 2010年）の立ち上げに尽力した早川信夫がこの日、脳出血のため死去（63歳没）[572]。

### 9月
- 4日 - 【訃報・青森県】青森放送（RAB）会長（元社長）で、元ノルディックスキー選手（1968年グルノーブルオリンピック、1972年札幌オリンピック距離競技日本代表）でもあった長崎昭義が、この日、弘前大学医学部附属病院で多臓器不全のため死去（72歳没）[573][574]。
- 14日 - 【BPO】BPOの放送倫理検証委員会は、フジテレビ系の2番組でインターネット上の誤った情報・画像を引用した問題で、川端和治委員長がこの日、ネット上の情報利用について注意喚起する委員長談話を公表した[575][576]。
- 30日 - いずれも【活動進退】
  - 【中京広域圏】名古屋テレビ放送（メ〜テレ）アナウンサーの田中麻耶（2013年入社）がこの日付で同社を退職し、セント・フォース所属のフリーアナウンサーへ転向[355]。
  - 【結婚・近畿広域圏】毎日放送アナウンサーの前田阿希子（2006年入社）が、ドバイ在住の日本食レストラン従業員の男性と結婚・移住のため、この日付で同社を退職。

### 10月
- 1日

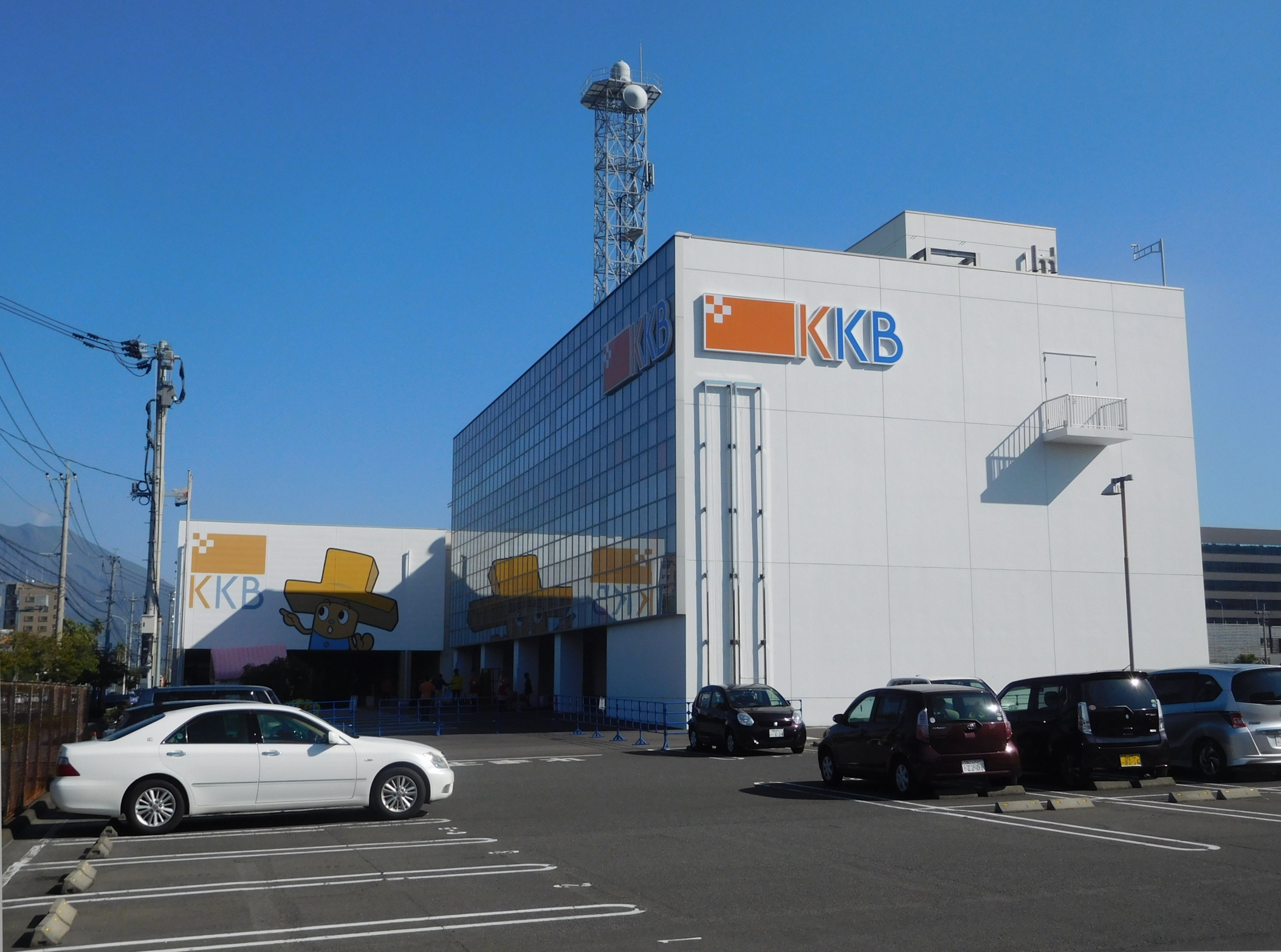
10月1日に運用を開始した鹿児島放送・新館(KKBアネックス)

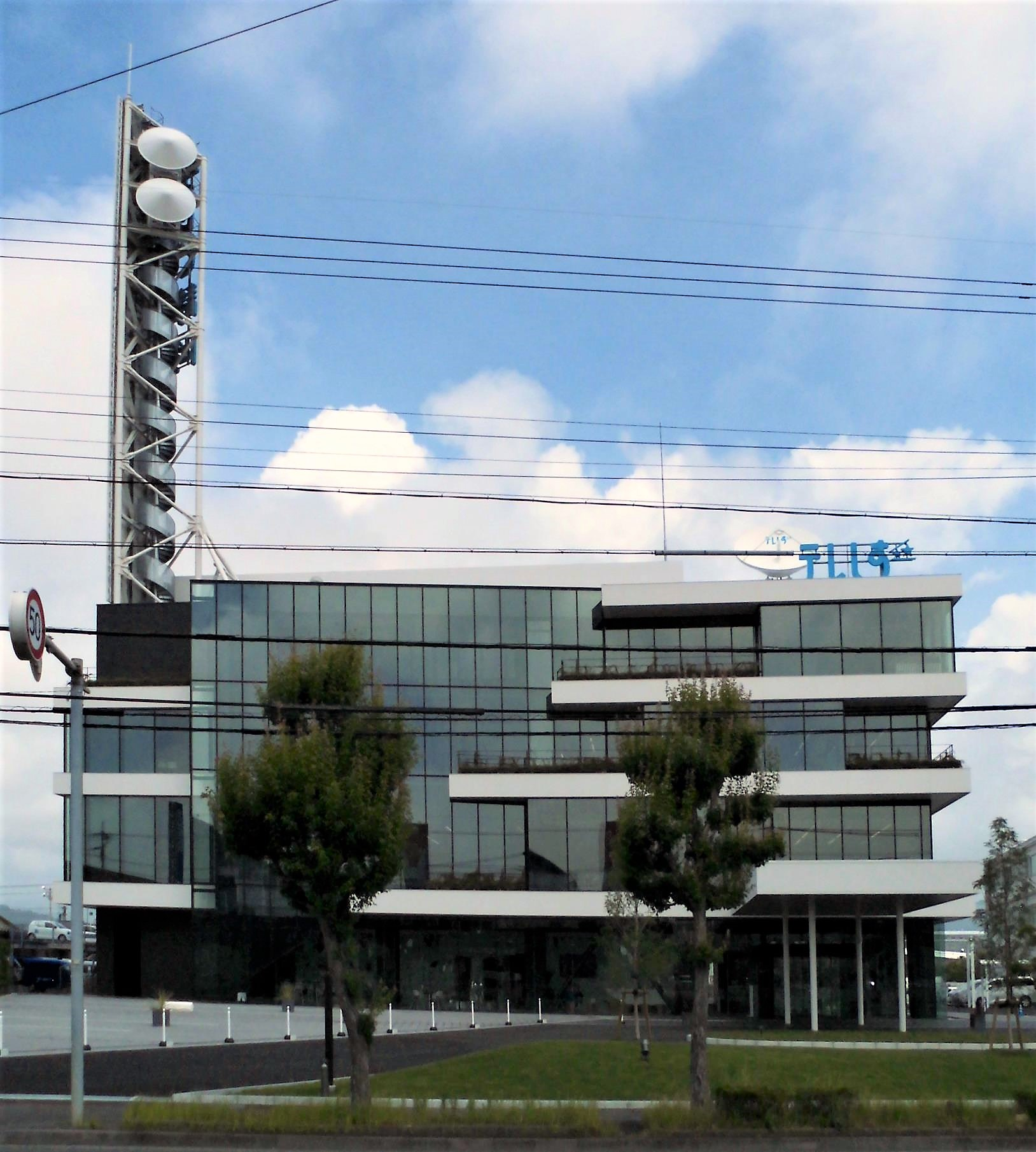
2017年10月2日に使用開始したテレビ静岡・本社屋

  - 【経営・BS】IMAGICAティーヴィが「株式会社WOWOWプラス」に社名変更、運営チャンネルのイマジカ BS・映画を「シネフィルWOWOW」に改称・リニューアル[577][578]。
  - 【社屋移転・鹿児島県】鹿児島放送（KKB）が開局35周年を迎えるのにあたり、鹿児島市与次郎の社屋（本館）横に建設された新館（KKBアネックス）に放送設備・マスターを移転[579][580]。
- 2日
  - 【社屋移転・静岡県】テレビ静岡（SUT、フジテレビ系列）が、静岡市駿河区栗原の旧社屋横に完成した新社屋に移転。16日には、新社屋内にある新マスターが稼働[581]。
  - 【懐妊】テレビ東京アナウンサーの狩野恵里がこの日、同社アナウンス室公式サイトの自身のブログを更新し、「第1子を妊娠し、2018年春の出産を予定しており、それに備えて年内で産前産後休業に入る」旨発表した[582]。
- 5日 - 【結婚・近畿広域圏】朝日放送アナウンサーの川添佳穂がこの日、同社スポーツ部所属の男性と結婚したことを発表[583]。
- 16日 - 【表現問題】フジテレビはこの日、9月28日放送の『とんねるずのみなさんのおかげでした 30周年記念SP』にて出演者が扮したあるキャラクターについて、視聴者等から「性的少数者などを揶揄・侮蔑するもの」との抗議・批判が寄せられたことに対し、「性的少数者などの社会的環境に対する認識が不十分であった」などとした反省及びお詫びのコメントを同番組公式サイトに掲示した[584][585]。
- 19日 - 【活動進退】この日発売の「週刊文春」（文藝春秋）において、フリーアナウンサーの宮根誠司（元朝日放送アナウンサー）が読売テレビ制作・日本テレビ系『情報ライブ ミヤネ屋』のメインキャスターを2018年3月一杯で降板し、4月スタートのフジテレビの新番組に移籍すると報じたが、宮根は番組内で「（2018年）4月以降も司会を続けます」と降板を否定し[586]、さらに27日、フジテレビ社長の宮内正喜も定例会見の場で「そういった事実はありません」と報道を完全に否定した[587]。
- 23日 - 【採用・人事】NHKの木田幸紀放送総局長がこの日の定例記者会見にて、2020年東京パラリンピックを見据えたパラスポーツ報道の充実を図るべく公募していた障害者キャスター・リポーターについて「20代女性2名の採用を決定した」ことを発表[588]。
- 25日 - 【不祥事】フジテレビはこの日、2月6日に放送した『バイキング』で元女優の江角マキコ[注 68] の不倫疑惑報道に際し、「放送した内容が事実と異なる」と江角側の代理人弁護士と出身地の島根県出雲市から指摘を受けた問題で、同局は「取材・確認が不十分であったことが判明した」として番組公式サイト上で謝罪文を掲載した[589]。
- 26日 - 【訃報】TBS系『クイズダービー』での迷解答ぶりで人気者となり、「篠沢教授に全部!」の流行語まで生み出し、CMなどでも活躍した仏文学研究者で学習院大学名誉教授の篠沢秀夫が東京都内の病院で死去（84歳没）。篠沢は2009年2月に難病の筋萎縮性側索硬化症（ALS）を発症し闘病生活を続けていた[590]。
- 31日 - 【スポンサー】フジテレビ系『サザエさん』を1969年10月開始から48年間にわたり提供している電機大手の東芝が、経営状況悪化による合理化が避けられないとして同番組のスポンサーから降板することを広告大手の電通に申し入れていたことが判明。後継スポンサーが見つかれば2018年3月末をもって降板する[591]。

### 11月
- 2日 - 【訃報】青島幸男（第13代東京都知事、元参議院議員、放送作家、司会者。2006年没）の長男で、テレビ東京系『にっぽんの歌』やTBS系『王様のブランチ』などの構成作家を務めた放送作家の青島利幸がこの日、肺癌のため死去（56歳没）。訃報は通夜が営まれた8日に公表された[592]。
- 3日 - 【映画】日本テレビの元プロデューサー・土屋敏男（後の日テレラボ室ゼネラルプロデューサー）が監督を務め、お笑いタレントの萩本欽一（元コント55号）に密着したドキュメンタリー映画『We Love Television?』をこの日、全国で劇場公開[593][594]。
- 6日 - 【訃報】1951年に朝日放送の第1期生アナウンサーとして入社し、同局のテレビ・ラジオ番組に数多く出演し、フリーに転向以後も日本テレビ系『ズームイン!!朝!』の読売テレビからの中継などに出演、また参議院議員・衆議院議員を務めて政治家としても活動した中村鋭一がこの日の夜、肺炎のため大阪府吹田市内の病院で死去（87歳没）[595]。
- 9日 - 【PR活動・スポーツ】日本テレビ系列を中心とする民放43社[注 69] が参加する、高校サッカー部の頂点を決める『第96回全国高等学校サッカー選手権大会』（12月30日開幕、2018年1月8日決勝）の第13代応援マネージャーとして、NHK大河ドラマ『おんな城主 直虎』などに出演の若手女優・髙橋ひかるが就任することを発表[596]。
- 16日 - 【訃報】日本テレビ系『それいけ!アンパンマン』のドキンちゃんやフジテレビ系『ドラゴンボール』シリーズのブルマなどを演じ、数多くのテレビアニメで活躍した声優の鶴ひろみが、この日首都高速都心環状線で停車していた車内で意識不明の状態で発見され、その後死亡が確認された（57歳没）[597]。その後12月15日にそれいけ!アンパンマンのドキンちゃん役の後任としてロールパンナ役との兼任で冨永みーなが担当することが日本テレビから発表された。冨永は2018年1月26日放送分から担当。また12月22日放送のクリスマススペシャルについてはバタコさん役の佐久間レイが務める[598]。
- 19日 - 【活動進退】数々のバラエティ番組に出演し、熱心な政治好きとしても知られる女性タレントの春香クリスティーンがこの日、海外の大学進学受験のため2018年3月末で芸能活動を休業することを発表[599]。
- 21日 - 【賞】テレビ朝日はこの日、一年間で活躍したスポーツ選手・団体を表彰する「第52回テレビ朝日ビッグスポーツ賞」（選考委員長：竹田恆和（JOC会長））の受賞者を発表。フィギュアスケートの羽生結弦、競泳の渡辺一平、スピードスケートの女子チームパシュート日本チーム（髙木菜那・髙木美帆・佐藤綾乃）が選出された[600][601]。
- 22日 - 【スポンサー】電機大手の東芝はこの日、長年番組スポンサーを務めてきた『日曜劇場』（TBS系、1956年から2002年9月までは一社提供、一旦降板して2009年10月から複数社提供の一社としてスポンサーに復帰）、『サザエさん』（フジテレビ、1969年 - ）の2番組について、スポンサー提供を2018年3月（平成29年度）限りで終了して降板することを正式に決定した[602]。→10月31日の出来事も参照。

### 12月
- 1日 - 【結婚】TBSアナウンサーの笹川友里がこの日、元フェンシング選手で日本フェンシング協会会長の太田雄貴と結婚したことを発表した[603]。
- 3日 - 【懐妊】TBSアナウンサーの吉田明世がこの日、第1子を妊娠したことを公表[604]。
- 4日 - 【活動進退】テレビ東京アナウンサーの大橋未歩（2002年入社）が「自分の身体とゆっくり向きあいたい」として[328][605]、この日を以て15年間奉職した同社を退職[606]。大橋は翌2018年よりフリーアナウンサーとして本格的に活動開始。
- 6日 - 【訃報】1967年 - 1968年に放送されたフジテレビ系アニメ『おらぁグズラだど』（タツノコプロ製作）の脚本を担当し、また同作のコミカライズ版漫画を描いていた漫画家の板井れんたろうが進行性核上性まひのため死去（81歳没）。訃報は一周忌を過ぎた2019年1月31日に公表された[607]。
- 8日 - 【訃報】プロ野球のヤクルト・阪神・楽天の監督を歴任した野村克也（元プロ野球選手、野球評論家）の妻で、辛口タレントとして『笑っていいとも!』（フジテレビ系）[注 70] や『快傑熟女!心配ご無用』（TBS系）等の番組で活躍し「サッチー」の愛称で人気を博した野村沙知代がこの日午後、東京都内の自宅で突然倒れ意識不明となり病院に搬送されたが約2時間後に死去（85歳没）[608][609]。翌9日に所属事務所から死因は虚血性心不全と発表された[610]。
- 9日 - 【訃報】北海道大学在学中の1955年に「北海道大学交響楽団」の常任指揮者に就任、1960年からは作曲家として北海道札幌市歌「市民の歌」を始め数々の作品を制作。1972年に北海道・札幌市にて開催された第11回オリンピック冬季競技大会の際には、NHK札幌放送局の要請により制作されたオリジナルテーマソング「虹と雪のバラード」（作詩：河邨文一郎、作曲：村井邦彦、歌唱：トワ・エ・モワ）のNHK『みんなのうた』放送版アレンジ[注 71]を担当した作曲家・指揮者の川越守がこの日、札幌市にて肺がんの為に永眠（85歳没）[611]。
- 14日
  - 【BPO】有料CS放送DHCシアター（3月31日で廃局済み、後のDHCテレビジョン〈非放送事業者〉）が制作し、1月6日放送分の『ニュース女子』における沖縄県のヘリパッド建設工事反対デモ報道に関する問題で、BPOの放送倫理検証委員会は「（1月2日に制作局での同月6日放送分の先行ネットを行ったTOKYO MXが）直前に十分な考査をしないで放送したことは重大な放送倫理違反である」などと発表した[612]。今回の決定についてTOKYO MXは「今回の発表について真摯に受け止め、再発防止に努める」とコメントした[613]。
  - 【訃報】『世界名作劇場・フランダースの犬』（フジテレビ系）や『交響詩篇エウレカセブン』（毎日放送・TBS系）など数多くのテレビアニメや洋画作品の吹き替え、また『報道特集』『NEWS23』（ともにTBS系）のナレーション等で活躍した声優の大木民夫がこの日死去（89歳没）。訃報は19日、所属事務所から発表された[614][615]。
- 15日 - 【訃報】『タッチ』『るろうに剣心』（ともにフジテレビ系）等のアニメや、『火曜サスペンス劇場・追跡（5）』（日本テレビ系）などの作品を担当した、女流脚本家の島田満がこの日、病気のため死去（58歳没）[616]。
- 16日 - 【訃報】NHK総合『天下御免』（1971年）、『夢千代日記』（1981年）など数々のテレビドラマ作品の脚本を担当した脚本家の早坂暁が、この日、腹部大動脈瘤破裂のため死去（88歳没）[617]。
- 18日 - 【活動進退】日本テレビアナウンサーの小熊美香（2008年入社）が、「第1子の出産後は子育てに専念したい」という意向により、同日付で退社、10年間のアナウンサー生活に幕。なお、小熊は第1子の妊娠・出産のために5月限りで『キユーピー3分クッキング』などの担当番組を離れており、6月16日に出社した後に産前産後休暇に入り、休暇を消化した後に退職となる[618]。
- 20日 - 【不祥事・大阪府】テレビ大阪はこの日の夜緊急発表を行い、『ニュースリアルKANSAI』及び『金曜報道スペシャル』のキャスターを務めていた庄野数馬（同局アナウンサー）が就業規則違反を起こした疑いがあるとして両番組を降板したことを発表[619]。その後、同局は26日の同社役員会にて「社内における迷惑行為があった」ことを理由に庄野を厳正処分に付し、また庄野の身分についてアナウンス部から編成局長付に異動させるなどの措置を執ったことを発表[620]。ただし、同局は庄野に対する処分の詳細については公表しない措置を執っている[620]。
- 28日 - 【訃報】数々のテレビドラマ・映画に出演し、また、テレビ朝日系のバラエティ番組『欽ちゃんのどこまでやるの!?』（1976年〜1986年）[注 72] では萩本欽一と夫婦役を演じた女優の真屋順子が長い闘病生活の末、この日死去（75歳没）[621]。
- 30日 - 【訃報】1952年に朝日新聞社に入社し、記者などを務めた後に朝日放送に転じて音楽番組などを担当し、1977年放送開始の同局初の夕方枠ローカルニュース番組『たいむ6』のメインキャスターとして1985年まで出演、またテレビ朝日系夜枠大型報道番組『ニュースステーション』（1985年 - 2004年）の番組立ち上げにも関わったほか、1990年に同局を定年退職した後は関西合唱連盟名誉会長を務めるなど音楽に携わり、またテレビ神奈川（tvk）の音楽トーク番組『佐藤しのぶ 出逢いのハーモニー』の進行役を務めるなど幅広く活動したジャーナリスト・音楽評論家の日下部吉彦がこの日、老衰のため死去（90歳没）[622]。
- 31日 - いずれも【活動進退】
  - 【キー局】
    - フジテレビの大島由香里（2007年入社）が同日付で退社、10年間の局アナ生活に幕。夫の小塚崇彦（元フィギュアスケート選手、バンクーバーオリンピック代表）と4月に出産した長女と共に名古屋市に在住しており、今後の生活環境を考慮したことが理由。なお、大島本人は将来的にはフリーアナウンサーとしての活動を考慮している[623]。
    - テレビ朝日の宇佐美佑果（2012年入社）も同日付で退社、5年間の局アナ生活に幕。今後については「語学力を活かすべく海外へ留学を予定」とされる[624]。

  - 【中京広域圏】1975年に中部日本放送に入社し、42年にわたり局アナとして勤務したCBCテレビ[注 73] の久野誠が同日付で定年退職、長きにわたるアナウンサー生活に幕[625]。

## 周年

### 番組
| 月 | 周年 | 番組（主管局） |
| -- | ---- | --- |
| 1  | 35   | チバテレビカラオケ大賞21（千葉テレビ） |
| 2  | 10   | 世界の果てまでイッテQ!（日本テレビ） ごぶごぶ（毎日放送） |
| 3  | 10   | たまッチ!（フジテレビ） |
| 4  | 45   | 金曜ロードSHOW!（日本テレビ） |
| 4  | 40   | IBCニュースエコー（IBC岩手放送） テレビ寺子屋（テレビ静岡） テレポート山陰（山陰放送）                                                                          |
| 4  | 30   | 朝まで生テレビ!（テレビ朝日） 月9ドラマ（フジテレビ） 北海道中ひざくりげ（NHK札幌）                                                                             |
| 4  | 25   | クレヨンしんちゃん（テレビ朝日） ニャンちゅうワールド放送局（NHK Eテレ）                                                                                        |
| 4  | 20   | スーパーJチャンネル（テレビ朝日） ポケットモンスターシリーズ（テレビ東京）                                                                                      |
| 4  | 15   | ピタゴラスイッチ（NHK Eテレ） 行列のできる法律相談所（日本テレビ） やべっちFC〜日本サッカー応援宣言〜（テレビ朝日） 日経スペシャル ガイアの夜明け（テレビ東京） |
| 4  | 10   | さまぁ〜ず・さまぁ〜ず（テレビ朝日） モヤモヤさまぁ〜ず2（テレビ東京） ボクらの時代（フジテレビ） FFFFF（北海道テレビ放送） 所さんの世田谷ベース（BSフジ）      |
| 5  | 10   | 関ジャニ∞のジャニ勉（関西テレビ） |
| 6  | 20   | とんねるずのみなさんのおかげでした（フジテレビ） |
| 6  | 10   | 旅コミ北海道じゃらんdeGO!（テレビ北海道） |
| 7  | 30   | FNSの日・FNS27時間テレビ（フジテレビ / FNS27局） |
| 7  | 10   | ブギウギ専務（札幌テレビ放送） |
| 8  | 40   | 鳥人間コンテスト（読売テレビ） |
| 9  | 55   | よしもと新喜劇（MBS） |
| 9  | 20   | SASUKE（TBS） |
| 10 | 60   | テレビ体操（NHK） |
| 10 | 55   | NHK杯テレビ囲碁トーナメント（NHK Eテレ） |
| 10 | 40   | 釣りごろつられごろ（テレビ新広島） |
| 10 | 35   | タモリ倶楽部（テレビ朝日） |
| 10 | 30   | サンデーモーニング（TBS） FNNスピーク（フジテレビ） |
| 10 | 25   | ぶらり途中下車の旅（日本テレビ） |
| 10 | 20   | 踊る!さんま御殿!!（日本テレビ） おはスタ（テレビ東京） 奇跡体験!アンビリバボー（フジテレビ）                                                                    |
| 10 | 15   | もしもツアーズ（フジテレビ） 真相報道 バンキシャ!（日本テレビ） 相棒シリーズ（テレビ朝日）                                                                      |
| 10 | 10   | あらびき団（TBS） ローカル路線バス乗り継ぎの旅（テレビ東京） 秘密のケンミンSHOW（読売テレビ） チュバチュバワンダーランド（千葉テレビ）                          |
| 11 | 60   | きょうの料理（NHK Eテレ） |
| 12 | 55   | キユーピー3分クッキング（CBCテレビ） |
| 12 | 25   | ミュージックステーションスーパーライブ（テレビ朝日） |
| 12 | 10   | こんにちは!動物の赤ちゃん（NHK総合） |

### 開局・放送開始
デジタルテレビジョン放送局の開局は2003年12月1日以降であるため、前身のアナログテレビジョン放送からの通算。
| 月 | 周年 | 放送局                                                 |
| -- | ---- | ------------------------------------------------------ |
| 3  | 55   | NHK Eテレ（NHK名古屋）                                 |
| 3  | 35   | テレビ大阪                                             |
| 3  | 15   | 日テレジータス                                         |
| 4  | 60   | 北海道放送                                             |
| 4  | 55   | 名古屋テレビ放送（メ〜テレ） NHK Eテレ（金沢、鹿児島） |
| 4  | 45   | 北海道文化放送、テレビ神奈川、びわ湖放送               |
| 4  | 35   | くまもと県民テレビ                                     |
| 4  | 20   | さくらんぼテレビジョン、高知さんさんテレビ             |
| 5  | 60   | NHK総合（松山、北九州）                                |
| 5  | 45   | NHK Eテレ（沖縄）                                      |
| 6  | 60   | NHK総合（静岡）                                        |
| 6  | 55   | NHK Eテレ（札幌、松山）                                |
| 9  | 55   | 広島テレビ放送 NHK Eテレ（山口、福岡）                 |
| 9  | 20   | J SPORTS                                               |
| 10 | 55   | 仙台放送 NHK Eテレ（帯広）                             |
| 10 | 35   | 鹿児島放送                                             |
| 10 | 25   | 秋田朝日放送、あいテレビ                               |
| 11 | 55   | NHK Eテレ（山形、長野、新潟、福井）                    |
| 12 | 60   | NHK総合（岡山、金沢）                                  |
| 12 | 55   | NHK Eテレ（松江、大分）                                |
| 12 | 10   | 日本BS放送（BS11）、TwellV                             |

### 番組開始・開局以外
- 3月1日 - 【ネットワーク発足】テレビ東京で初の地方系列局、テレビ大阪が開局するとともに、両局のネットワーク・TXNネットワークを発足[注 91] してから35周年。
- 3月10日 - 【本社移転】フジテレビが東京都新宿区河田町から港区台場（お台場）のFCGビルに本社を移転してから20周年。
- 4月1日 - いずれも【社名変更】
  - 【広島県】中国放送（RCC、TBS系）が社名を「ラジオ中国」から変更してから50周年[注 92]。
  - 【鳥取県・島根県】山陰中央テレビジョン放送（TSK、フジテレビ系）[注 93] が社名を「島根放送（テレビしまね）」から変更[注 94] してから45周年。
  - 【キー局】テレビ朝日の正式社名・呼称・略称が「日本教育テレビ（NETテレビ）」から「全国朝日放送（テレビ朝日、略称：ANB）」に変更してから40周年[注 95]。
  - 【中京広域圏】名古屋テレビ放送（メ～テレ、テレビ朝日系）が社名を「名古屋放送」から変更して30周年。
- 6月14日 - 【ネットワーク発足】日本テレビネットワーク協議会（NNS）発足から45周年[注 96]。
- 6月10日 - 【ネットワーク発足】民間放送教育協会（民教協）発足から50周年[注 97]。
- 8月4日 - 【創刊】テレビ情報誌の草分け『週刊TVガイド』（東京ニュース通信社）創刊55周年。
- 8月30日 - 【音楽関連】日本テレビ系『24時間テレビ 「愛は地球を救う」』のテーマ曲「サライ」（谷村新司作詞、弾厚作（加山雄三）作曲）完成から25周年。
- 9月20日 - 【設立】民間のテレビ視聴率調査会社のビデオリサーチが設立されてから55周年。
- 9月22日 - 【創刊】テレビ情報誌『ザテレビジョン』（KADOKAWA）創刊35周年。
- 10月1日
  - 【本社移転】関西テレビ（カンテレ）が大阪市北区西天満から同区扇町のキッズプラザ大阪に本社を移転してから20周年。
  - 【愛称制定】岐阜放送（GBS）が「ぎふチャン」の愛称を制定してから10周年[注 98]。
- 11月11日 - 【本社移転】岐阜放送が岐阜市今小町から同市橋本町の岐阜シティ・タワー43（JR岐阜駅前）に本社を移転してから10周年。
- 12月28日 - 【実験放送】NHKと日本テレビがカラーテレビの実験放送を開始してから60周年。

## キリ番・記念回

### 帯番組
- 17200回 - キユーピー3分クッキング（日テレバージョン）（11月17日、日本テレビ）
- 14700回 - きょうの料理（11月3日、NHK Eテレ）
- 10700回 - 徹子の部屋（9月5日、テレビ朝日）
- 5000回 - おはスタ（4月17日、テレビ東京）
- 4000回
  - 2月14日 - ひろしま満点ママ!!（テレビ新広島）
  - 6月29日 - 「クローズアップ現代」シリーズ（NHK総合）
- 3000回
  - 6月30日 - 5時に夢中!（TOKYO MX）
  - 11月30日 - スッキリ（日本テレビ）
- 2000回
  - 1月11日 - ひるおび!・午後[8]（TBS）
  - 1月25日 - 「かんさい情報ネットten」シリーズ（読売テレビ）
  - 2月27日 - BSフジLIVE プライムニュース（BSフジ）
  - 10月27日 - 世界の街道をゆく（テレビ朝日）
  - 11月3日 - イチオシ!モーニング（北海道テレビ放送）[631]
- 1700回
  - 3月27日 - チバテレビカラオケ大賞21[632]（千葉テレビ放送）
  - 11月13日 - ZIP!（日本テレビ）
- 1200回 - 国分太一のおさんぽジャパン[注 99]（11月30日、フジテレビ）
- 1000回 - 深層NEWS（8月29日、BS日テレ）

### レギュラー番組
- 10200回 - 世界の車窓から[注 100]（3月28日、テレビ朝日）
- 6200回 - くいしん坊!万才（5月8日、フジテレビ）
- 2500回
  - 2月5日 - 「題名のない音楽会」シリーズ（東京12チャンネル→テレビ朝日）
  - 3月12日 - 比叡の光（KBS京都）
- 2400回 - サザエさん[102]（3月26日、フジテレビ）
- 2100回 - パネルクイズ アタック25（10月1日、朝日放送）
- 2000回 - ハロー大分（8月5日、テレビ大分）
- 1700回 - THE フィッシング（8月5日、テレビ大阪）
- 1600回 - カーグラフィックTV（9月5日、BS朝日）[注 101]
- 1400回 - 渡辺篤史の建もの探訪（1月28日、テレビ朝日）
- 1100回
  - 3月4日 - 出没!アド街ック天国（テレビ東京）
  - 5月14日 - ちびまる子ちゃん（フジテレビ）[注 102]
- 1000回
  - 3月4日 - 「旅コミ北海道」シリーズ（テレビ北海道）
  - 4月2日 - 「世界遺産」シリーズ（TBS）
  - 11月9日 - 「ポケットモンスター」シリーズ（テレビ東京）[633]
- 900回 - 『ぷっ』すま（10月28日＜27日深夜＞、テレビ朝日）
- 800回
  - 1月7日 - せやねん!（毎日放送）
  - 4月22日 - くさデカ（テレビ静岡）
  - 8月6日 - ONE PIECE（フジテレビ）
  - 9月28日 - 奇跡体験!アンビリバボー（フジテレビ）
  - 10月9日 - 吉田類の酒場放浪記（BS-TBS）[注 103][634]
- 700回
  - 3月11日 - めちゃ×2イケてるッ!（フジテレビ）
  - 4月7日 - 北海道クローズアップ（NHK札幌 / 北海道ローカル）
  - 5月14日 - 真相報道 バンキシャ!（日本テレビ）
  - 7月26日 - 「水野真紀の魔法のレストラン」シリーズ（毎日放送）
  - 10月7日 - 食彩の王国（テレビ朝日）
  - 11月12日 - 「そこまで言って委員会」シリーズ（読売テレビ）
  - 11月19日 - 音のソノリティ（日本テレビ）
  - 11月25日 - モモコのOH!ソレ!み〜よ!（関西テレビ）
  - 12月17日 - 行列のできる法律相談所（日本テレビ）
- 600回 - バース・デイ（12月23日、TBS）
- 500回
  - 4月27日 - 関ジャニ∞のジャニ勉（26日深夜、関西テレビ）
  - 7月8日 - FFFFF（北海道テレビ放送）
- 400回
  - 2月3日 - A-Studio（TBS）
  - 2月5日 - 牧野裕のEnjoy Golf（千葉テレビ放送）
  - 4月15日 - 満天☆青空レストラン（日本テレビ）
  - 6月24日 - おとな旅あるき旅（テレビ大阪）
  - 9月3日 - スクール革命!（日本テレビ）
  - 11月23日 - フィッシング倶楽部（テレビ埼玉）[635]
- 300回
  - 1月8日 - いま世界は（BS朝日）
  - 1月11日 - おんな酒場放浪記（BS-TBS）[636]
  - 1月13日 - 100年の音楽（テレビ東京）
  - 2月11日
    - FOOT×BRAIN（テレビ東京）
    - 極上空間（BS朝日）

  - 2月27日 - しゃべくり007（日本テレビ）
  - 4月6日 - エンプロ（5日深夜、北海道テレビ）※9月28日（27日深夜）最終回
  - 4月9日
    - 着信御礼!ケータイ大喜利（8日深夜、NHK総合）※最終回
    - シューイチ（日本テレビ）

  - 5月5日 - every.フライデー（西日本放送）
  - 7月20日 - 「空から日本を見てみよう」シリーズ（BSジャパン）
  - 10月
    - 10月1日 - カンニングのDAI安吉日!（BSフジ）
    - 10月14日 - サワコの朝（毎日放送・TBS）
    - 10月31日 - ごぶごぶ（毎日放送）

  - 11月11日 - 嵐にしやがれ（日本テレビ）

### 不定期・特別番組
- 100回 - 今夜も生でさだまさし（6月25日＜24日深夜＞、NHK総合）
- 60回
  - 6月2日 - 「ものまね紅白歌合戦」シリーズ（フジテレビ）
  - 8月6日 - run for money 逃走中（フジテレビ）[注 104]
- 50回
  - 1月1日 - 初詣!爆笑ヒットパレード（フジテレビ）
  - 11月15日 - ベストヒット歌謡祭（読売テレビ）[注 105]
  - 12月4日 - 日本有線大賞（フジテレビ→TBS）[注 106]
  - 12月31日 - 年忘れにっぽんの歌（テレビ東京）
- 40回
  - 1月5日 - 「仰天パニックシアター」シリーズ（テレビ東京）
  - 7月29日 - 独占生中継 隅田川花火大会（テレビ東京）
  - 8月23日 - 鳥人間コンテスト[注 107]（読売テレビ）
  - 8月26日・27日 - 24時間テレビ 「愛は地球を救う」（日本テレビ）
  - 12月3日 - 日本作詩大賞[注 108]（NHK総合→日本テレビ→テレビ東京）
- 30回 - 「音舞台」シリーズ（10月9日＜8日深夜＞、毎日放送）
- 20回
  - 1月1日
    - 芸能人格付けチェック[注 109]（朝日放送）
    - 世界の秘境で大発見!日本食堂（テレビ東京）

  - 1月2日 - 志村&鶴瓶のあぶない交遊録（テレビ朝日）
  - 7月17日 - 「海の日特別番組」シリーズ（中京テレビ）
  - 7月30日 - 「あなたが聴きたい歌のスペシャル」シリーズ（TBS）
  - 8月26日 - 秋田大曲 全国花火競技大会（NHK BSプレミアム）[注 110]
- 10回
  - 3月11日 - 歌う!SHOW学校（NHK総合）
  - 5月6日 - 「★LEGEND」シリーズ（日本テレビ）
  - 6月17日 - たけしの“これがホントのニッポン芸能史”（NHK BSプレミアム）
  - 7月2日 - KUNOICHI（TBS）
  - 8月5日 - 「緊急車両24時」シリーズ（テレビ東京）
  - 9月22日 - 明石家さんまのコンプレッくすっ杯（朝日放送）
  - 10月1日 - Cygames キングオブコント（TBS）
  - 10月4日 - リンカーン芸人大運動会（TBS）[注 111]

## 視聴率
15分以上の番組のみ記す。視聴率はビデオリサーチ調べ、関東地区・世帯・リアルタイム。その他地域別の視聴率はその他テレビに関する話題に。

### ニュース・報道番組
| 順位 | 視聴率 | 放送日                  | 番組名                          | 放送局     |
| ---- | ------ | ----------------------- | ------------------------------- | ---------- |
| 1    | 23.4%  | 12月31日 19:00 - 19:15  | NHKニュース7                    | NHK総合    |
| 2    | 21.7%  | 12月31日 23:45 - 翌0:15 | ゆく年くる年                    | NHK総合    |
| 3    | 20.6%  | 11月4日 21:54 - 23:24   | サタデーステーション            | テレビ朝日 |
| 4    | 20.0%  | 10月23日 7:45 - 8:00    | NHKニュースおはよう日本・首都圏 | NHK総合    |

### スポーツ
| 順位 | 視聴率 | 放送日                 | 番組名                                                                          | 放送局     |
| ---- | ------ | ---------------------- | ------------------------------------------------------------------------------- | ---------- |
| 1    | 28.4%  | 1月3日 7:50 - 14:18    | ★SAPPORO新春スポーツスペシャル 第93回東京箱根間往復大学駅伝競走・復路           | 日本テレビ |
| 2    | 27.4%  | 3月14日 19:42 - 22:50  | 2017 ワールド・ベースボール・クラシック二次ラウンド 日本対キューバ・第2部       | TBSテレビ  |
| 3    | 27.2%  | 1月2日 7:50 - 14:05    | ★SAPPORO新春スポーツスペシャル 第93回東京箱根間往復大学駅伝競走・往路           | 日本テレビ |
| 4    | 25.8%  | 3月15日 19:08 - 21:54  | 2017 ワールド・ベースボール・クラシック二次ラウンド 日本対イスラエル            | テレビ朝日 |
| 5    | 25.2%  | 3月12日 19:08 - 翌0:09 | 2017 ワールド・ベースボール・クラシック二次ラウンド 日本対オランダ              | テレビ朝日 |
| 6    | 24.4%  | 3月26日 17:00 - 18:10  | 大相撲春場所・千秋楽                                                            | NHK総合    |
| 7    | 24.2%  | 8月31日 18:30 - 21:35  | 2018 FIFAワールドカップ・アジア地区最終予選 日本対オーストラリア                | テレビ朝日 |
| 8    | 22.2%  | 3月7日 19:45 - 23:10   | 2017 ワールド・ベースボール・クラシック一次ラウンド 日本対キューバ・第2部       | TBSテレビ  |
| 9    | 21.5%  | 1月22日 17:00 - 18:00  | 大相撲初場所・千秋楽                                                            | NHK総合    |
| 10   | 21.2%  | 3月8日 19:34 - 22:32   | 2017 ワールド・ベースボール・クラシック一次ラウンド 日本対オーストラリア・第2部 | TBSテレビ  |
| 10   | 21.2%  | 3月25日 17:00 - 18:00  | 大相撲春場所・14日目                                                            | NHK総合    |
| 12   | 21.1%  | 1月21日 17:00 - 18:00  | 大相撲初場所・14日目                                                            | NHK総合    |
| 13   | 20.5%  | 10月22日 20:14 - 21:30 | WBA世界ミドル級タイトルマッチ 村田諒太対アッサン・エンダム2                     | フジテレビ |
| 14   | 20.0%  | 3月28日 19:31 - 21:35  | 2018 FIFAワールドカップ・アジア地区最終予選 日本対タイ                          | テレビ朝日 |

### ドラマ・映画
| 順位 | 視聴率 | 放送日                 | 番組名                                                             | 放送局     |
| ---- | ------ | ---------------------- | ------------------------------------------------------------------ | ---------- |
| 1    | 25.6%  | 8月26日 21:18 - 23:18  | 24時間テレビドラマスペシャル 時代をつくった男 阿久悠物語           | 日本テレビ |
| 2    | 25.3%  | 12月14日 21:00 - 22:14 | 木曜ドラマ・ドクターX〜外科医・大門未知子〜 第5シリーズ#10・最終回 | テレビ朝日 |
| 3    | 24.4%  | 9月28日 8:00 - 8:15    | 連続テレビ小説・ひよっこ#26-4（154）                               | NHK総合    |
| 4    | 22.5%  | 1月20日 8:00 - 8:15    | 連続テレビ小説・べっぴんさん#15-5（90）                            | NHK総合    |
| 5    | 22.3%  | 10月5日 8:00 - 8:15    | 連続テレビ小説・わろてんか#1-3（3）                                | NHK総合    |
| 6    | 21.5%  | 9月16日 8:00 - 8:15    | 連続テレビ小説・ひよっこ（再放送）#24-5（143）                     | NHK総合    |
| 7    | 20.5%  | 12月24日 21:00 - 22:19 | 日曜劇場・陸王#10・最終回                                          | TBSテレビ  |

### バラエティ・歌番組
| 順位 | 視聴率 | 放送日                 | 番組名                                                           | 放送局     |
| ---- | ------ | ---------------------- | ---------------------------------------------------------------- | ---------- |
| 1    | 39.4%  | 12月31日 21:00 - 23:45 | 第68回NHK紅白歌合戦・第2部                                       | NHK総合    |
| 2    | 35.8%  | 12月31日 19:15 - 20:55 | 第68回NHK紅白歌合戦・第1部                                       | NHK総合    |
| 3    | 28.4%  | 8月27日 19:00 - 20:54  | 24時間テレビ40 告白〜勇気を出して伝えよう〜PART10                | 日本テレビ |
| 4    | 26.1%  | 8月27日 17:23 - 19:00  | 24時間テレビ40 告白〜勇気を出して伝えよう〜PART9                 | 日本テレビ |
| 5    | 25.9%  | 8月26日 18:30 - 21:18  | 24時間テレビ40 告白〜勇気を出して伝えよう〜PART1                 | 日本テレビ |
| 6    | 23.6%  | 8月27日 21:00 - 21:54  | 行列のできる法律相談所                                           | 日本テレビ |
| 7    | 22.5%  | 2月5日 19:58 - 21:54   | 世界の果てまでイッテQ!10周年アワード イモトWT99か国の奇跡2時間SP | 日本テレビ |
| 8    | 22.2%  | 10月8日 17:30 - 18:00  | 笑点                                                             | 日本テレビ |
| 9    | 21.2%  | 1月22日 19:00 - 20:54  | ザ!鉄腕!DASH!! DASH島に産業革命起こせ!2時間SP                    | 日本テレビ |
| 10   | 20.8%  | 12月27日 19:00 - 21:00 | 1億人の大質問!?笑ってコラえて!年末4時間SP・第1部                 | 日本テレビ |
| 11   | 20.5%  | 8月27日 16:59 - 17:23  | 24時間テレビ40 告白〜勇気を出して伝えよう〜PART8                 | 日本テレビ |